# Mercedes-Benz Baureihe 126
Die Baureihe 126 ist eine Fahrzeugbaureihe der Oberklasse von Mercedes-Benz. Auf der IAA im September 1979 vorgestellt, löste sie die Baureihe 116 als S-Klasse ab. Im September 1981 stellte Mercedes die Coupé-Variante (C 126) der Baureihe 126 auf der IAA in Frankfurt als Nachfolger des C 107 vor. Die Produktion endete offiziell im Oktober 1991. Bis April 1992 wurden aber noch 38 weitere Fahrzeuge in Sonderschutzausführung gefertigt. Mercedes-Benz South Africa fertigte die Baureihe 126 in kleiner Stückzahl bis zum Juni 1994.

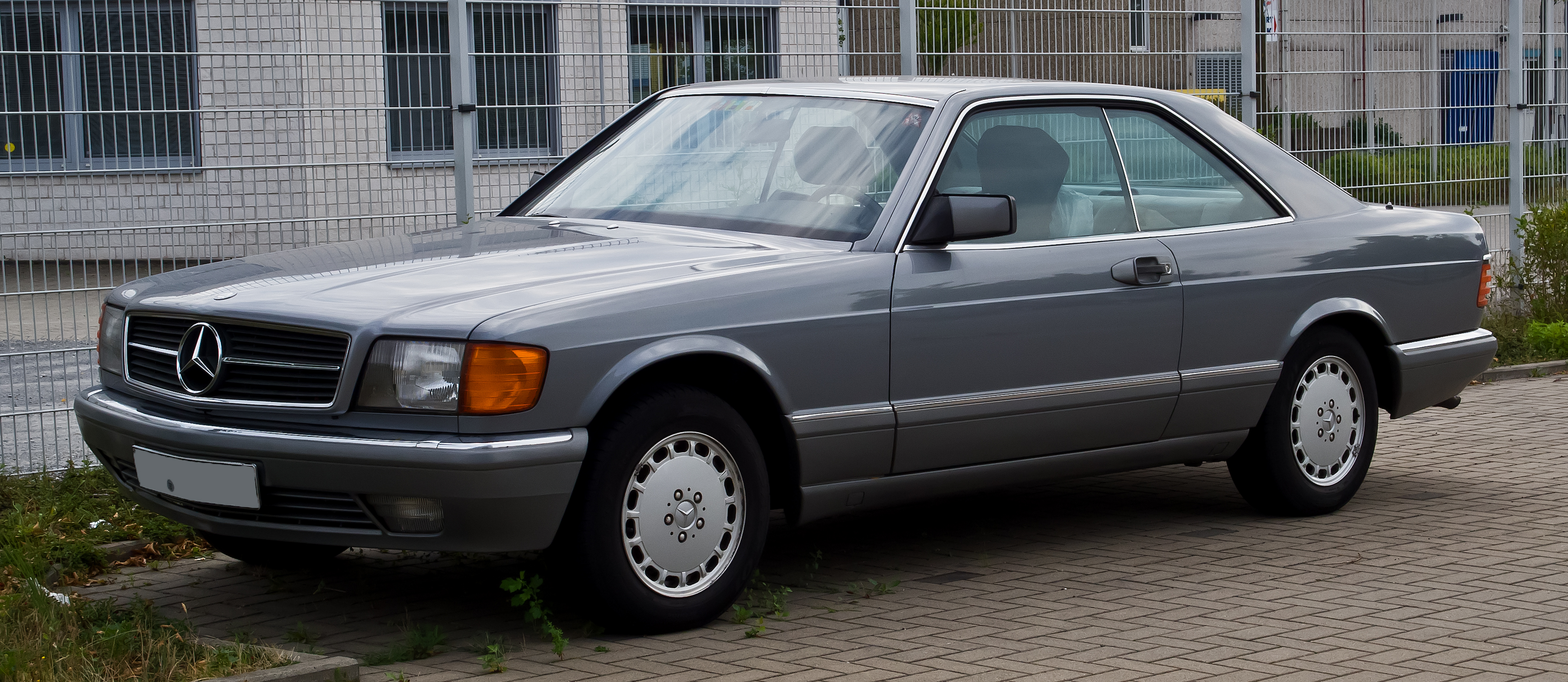
500 SEC (1985–1991)

Insgesamt wurden 892.123 Exemplare produziert, davon waren 74.060 Coupés. Im Oberklasse-Segment war die Baureihe 126 unangefochtener Weltmarktführer, bis heute ist sie die meistgebaute Oberklasselimousine. Nachfolgemodell ist die Baureihe 140, deren Produktion im Juli 1991 anlief.

## Modellgeschichte

### Allgemeines
Die Baureihe 126 der Mercedes-Benz S-Klasse wurde über zwölf Jahre lang produziert, im Automobilbereich bei Großserienfahrzeugen ein ungewöhnlich langer Modellzyklus. Während dieser Produktionszeit wurde die Baureihe stets weiterentwickelt und verbessert. Daher spricht man bei Fahrzeugen, die bis August 1985 produziert wurden, von der ersten, und bei Fahrzeugen, die danach gebaut wurden, von der zweiten Serie, die im September 1985 auf der IAA in Frankfurt präsentiert wurde.
Im Jahre 1985 erfuhr die Baureihe eine größere Modellpflegemaßnahme. Dabei wurde das Exterieur-Design behutsam modifiziert, neben geänderten Stoßfängern, Seitenbeplankungen und Leichtmetallrädern (oder Radzierkappen) gab es neu entwickelte Motoren. Ebenfalls im September endeten jeweils die sogenannten Modelljahre. So zählen Modelle, die bis September produziert wurden zum damals aktuellen, die nach September produzierten zum darauf folgenden Modelljahr. Bis auf eine geringe Anzahl von Fahrzeugen aus Südafrika wurden alle W 126 in Sindelfingen gefertigt.

### Entwicklung des W 126
Verantwortlich für die Entwicklung des W 126 waren Bruno Sacco, zum damaligen Zeitpunkt Leiter der Hauptabteilung Stilistik, und Werner Breitschwerdt als Direktor des Bereichs PKW-Aufbauten.
Infolge der Ölkrise konzentrierte man sich bei der Entwicklung der neuen S-Klasse parallel zum sicherheitstechnisch Bestmöglichen auch auf ökonomische Kriterien wie etwa die Senkung des Fahrzeuggewichts, und dadurch auf die Verbesserung des fahrzeugspezifischen Verbrauchs im Vergleich zur Vorgängerbaureihe. Durch eine strömungsgünstige Form mit einem CW-Wert von 0,36 statt 0,41 sowie leichtere Bauweise konnte der Verbrauch der Baureihe 126 gegenüber ihrem Vorgängermodell W 116 um über 10 % gesenkt werden. Durch weitere Maßnahmen im Rahmen des „Mercedes-Benz Energiekonzepts“ im Jahre 1981 sank der Verbrauch weiter; der 500 SE verbrauchte bis zu 30 % weniger als der Vorgänger 450 SE der Baureihe 116.
Die Gewichtsreduzierung (von 60 kg beim 280 SE bis zu 280 kg beim 500 SEL im Vergleich zum 450 SEL 6.9) wurde unter anderem durch den vermehrten Einsatz von Kunststoffen und den Leichtmetall-Motorblock der Achtzylindermotoren M 116 und M 117 erreicht. Die Karosserie wurde mit Hilfe von Rechnern konstruiert (CAD). Einige Teile bestehen aus mit Titan, Vanadium und Niob legierten Stählen, die bei geringerer Materialstärke die gleiche Festigkeit wie herkömmliche Bleche boten.
Zudem wurde darauf verzichtet, einen Nachfolger für das Topmodell 450 SEL 6.9 mit 210 kW (286 PS) anzubieten, da ein so schwerer Wagen mit hohem Kraftstoffverbrauch nicht mehr zeitgemäß erschien. Das neue Spitzenmodell 500 SEL mit 177 kW (241 PS) erreichte wegen des niedrigeren Fahrwiderstandes nahezu die gleichen Fahrleistungen.
Die ersten Fahrzeuge der Nullserie wurden im Februar 1979 fertiggestellt und letzten Erprobungsfahrten unterzogen. Sie waren ausschließlich mit kurzem Radstand ausgestattet, die Fahrzeugversion mit verlängertem Radstand wurde erst im Herbst, gerade rechtzeitig zur Präsentation auf der IAA im September, fertiggestellt.

## Modellvarianten

### Limousine (W 126)
Der W 126 wurde zuerst als viertürige Limousine angeboten. Der Hubraumangabe in der Modellbezeichnung, ein Zehntel des Hubraums in cm³, sind Buchstaben nachgestellt.
Das einzige Modell, das nur den Buchstaben „S“ in der Modellbezeichnung trägt, ist der 280 S der ersten Serie, der noch einen Vergasermotor hatte. Diese Modellvariante wurde scherzhaft als „Kolonialmodell“ bezeichnet, da sie besonders in Ländern gefragt war, wo man komplizierte Einspritzanlagen schlecht warten konnte, und daher Vergasermodelle bevorzugte. Alle anderen Modelle des W 126 haben Motoren mit Saugrohreinspritzung und tragen deshalb das Kürzel „SE“; das „E“ bezeichnet einen Einspritzmotor. Ausnahme ist das Exportmodell mit Dieselmotor und der Bezeichnung „SD“ („D“ für Diesel). Daneben war von Anfang an eine Langversion der Baureihe 126 erhältlich (V 126, Ausnahmen: 280 S und 260 SE). Diese Fahrzeuge tragen die Modellbezeichnung „SEL“, bzw. „SDL“. Das „L“ für lang bezieht sich auf einen um 140 mm verlängerten Radstand für den Raumgewinn der Passagiere im Fond.
Neben den verlängerten hinteren Türen gibt es zwischen Kurz- und Langversion ein weiteres Unterscheidungsmerkmal: Der Steg zwischen versenkbarem Fenster und Dreiecksfenster, der bei den S/SE-Modellen lediglich eine verchromte Leiste aufweist, trägt bei den SEL-Modellen ein in Wagenfarbe lackiertes Mittelteil.

#### Erste Serie (1979 bis 1985)
Die ersten Modelle waren ab Dezember 1979 erhältlich. Obwohl die Motoren deutlich sparsamer als beim Vorgänger waren, wurden die V8-Aggregate im Rahmen des „Mercedes-Benz Energiekonzept“ bereits überarbeitet: Die Leistungseinbußen der V8-Motoren ab Oktober 1981 resultierten aus der Reduzierung von Abgasschadstoffen und Kraftstoffverbrauch. Unter anderem wurde hier die Schubabschaltung realisiert und bei den V8-Modellen die Leerlaufdrehzahl elektronisch auf ca. 500/min reduziert. Daneben wurden Nockenwellen mit geänderten Steuerzeiten und luftumspülte Einspritzventile eingesetzt sowie die Verdichtung erhöht. Die Hinterachsübersetzung wurde bei den V8-Modellen der veränderten Motorcharakteristik angepasst. Der Motor des 380er erhielt eine kleinere Bohrung und einen längeren Hub. Diese Variante war bereits gegen Aufpreis mit Katalysator erhältlich.
1981 wurde als Weltpremiere der Fahrerairbag in Kombination mit einem Turbinengurtstrammer für den Beifahrersitz optional angeboten. Ab dem Modelljahr 1982, das im September 1981 begann, wurde der Drehregler für die Kühlleistung der Klimaanlage durch einen Zweifachschalter ersetzt. Mit dem Modelljahr 1984 war bei Wahl der elektrischen Sitzverstellung nun auch eine elektrische Verstellmöglichkeit der vorderen Kopfstützen in der Höhe integriert. Ebenfalls wurde der als Reiserechner bezeichnete Bordcomputer ins Zubehörprogramm aufgenommen. Optional war für die Limousinen mit langem Radstand nun die sogenannte Coupé-Sitzanlage verfügbar.
Mit dem Auslaufen der Modelle 280 S und 280 SE im Jahre 1985 endete bei Daimler-Benz fast unbemerkt eine große Erfolgsgeschichte. Das Grundkonzept dieses Reihensechszylindermotors M 110 entstammt dem Mercedes 220 von 1951. Dieser Motor hielt sich folglich mit vielen Modifikationen fast 35 Jahre in der Produktion der PKW-Modelle. In der G-Klasse W 460 280 GE (460 GE 2.8) wurde der M 110 (110.994) noch bis mindestens 1991 angeboten, erreichte insgesamt also eine Produktionszeit von 40 Jahren.

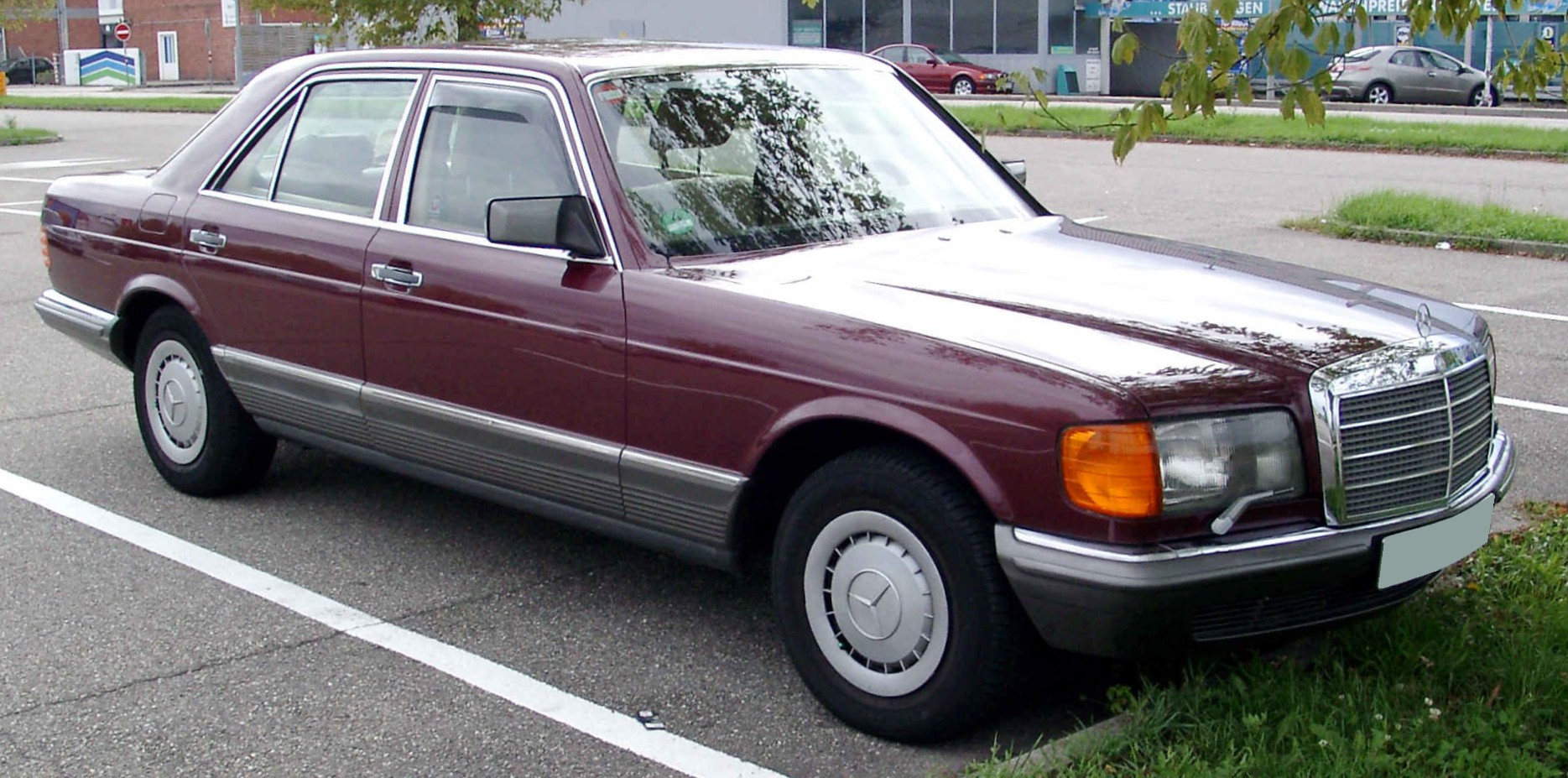
280 SE (1979–1985)
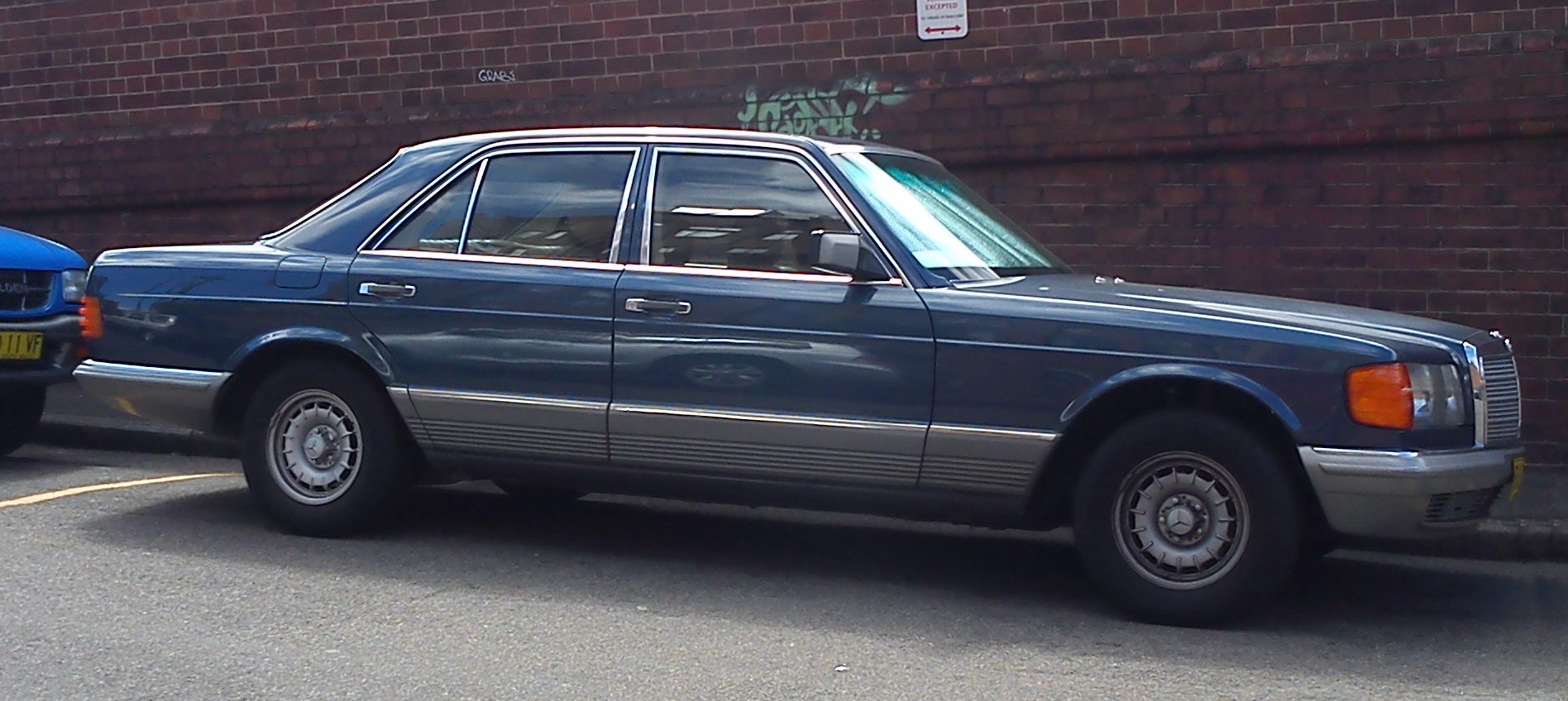
280 SE (1979–1985)
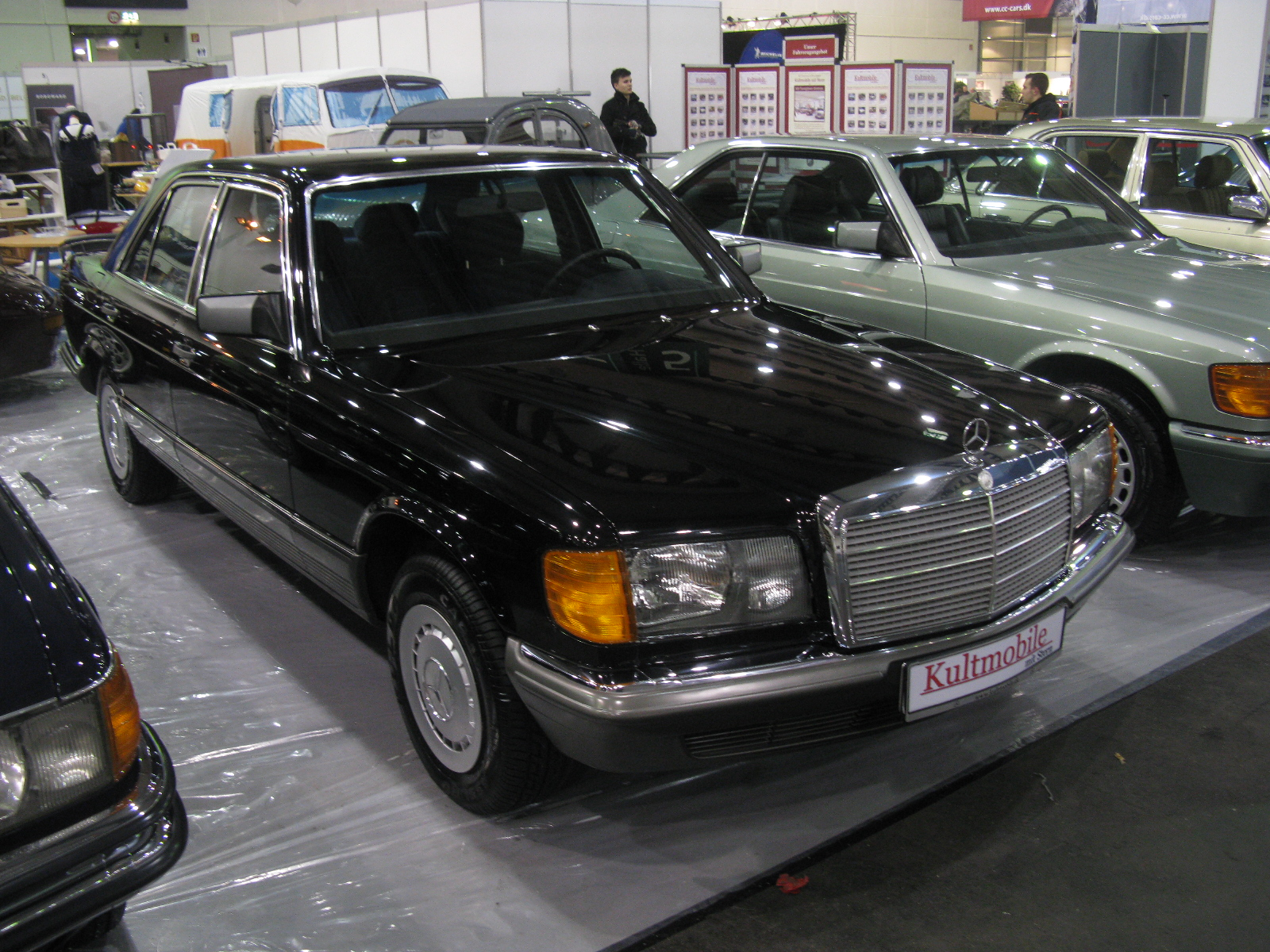
280 SE (1979–1985)
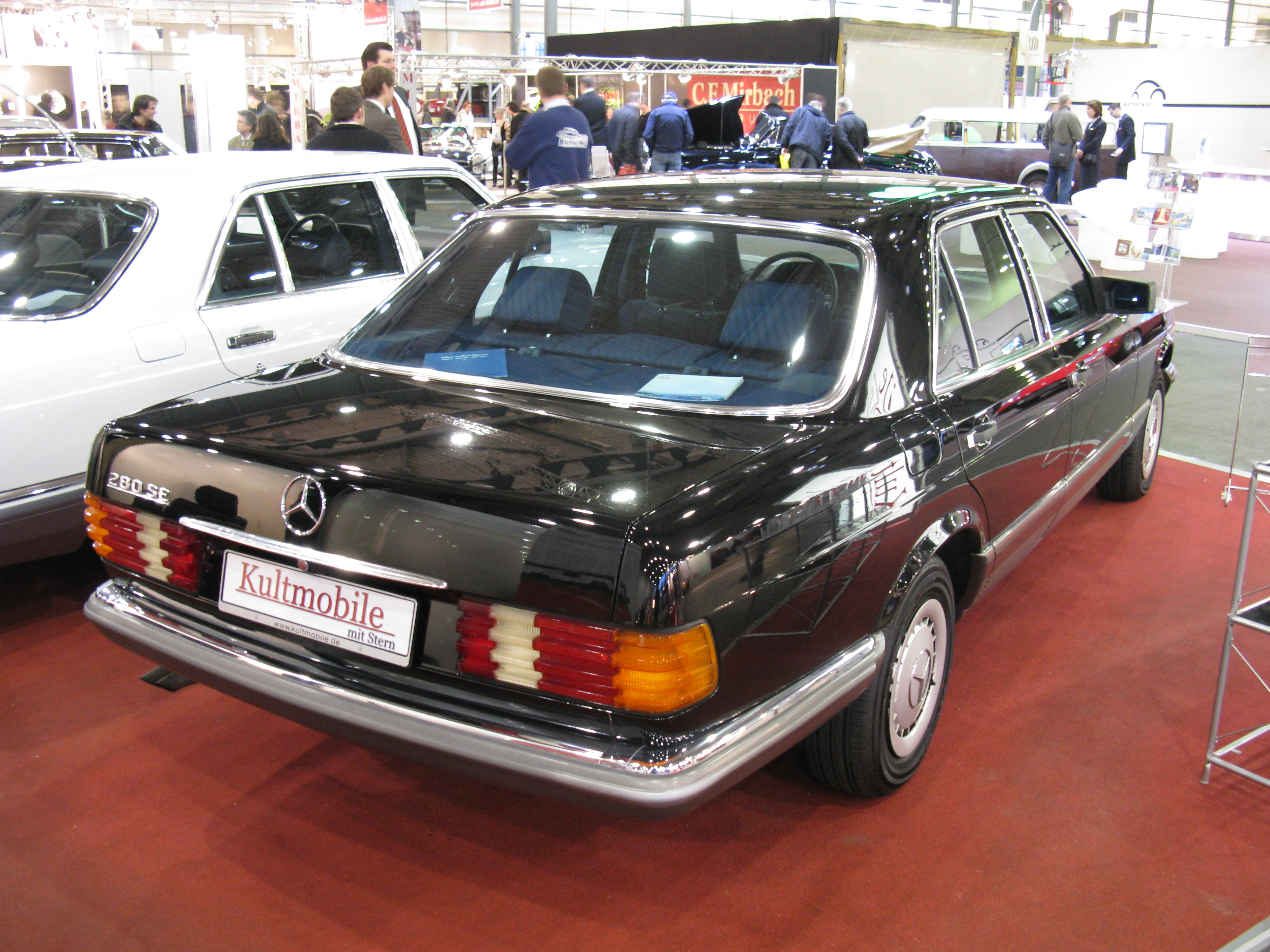
280 SE (1979–1985)
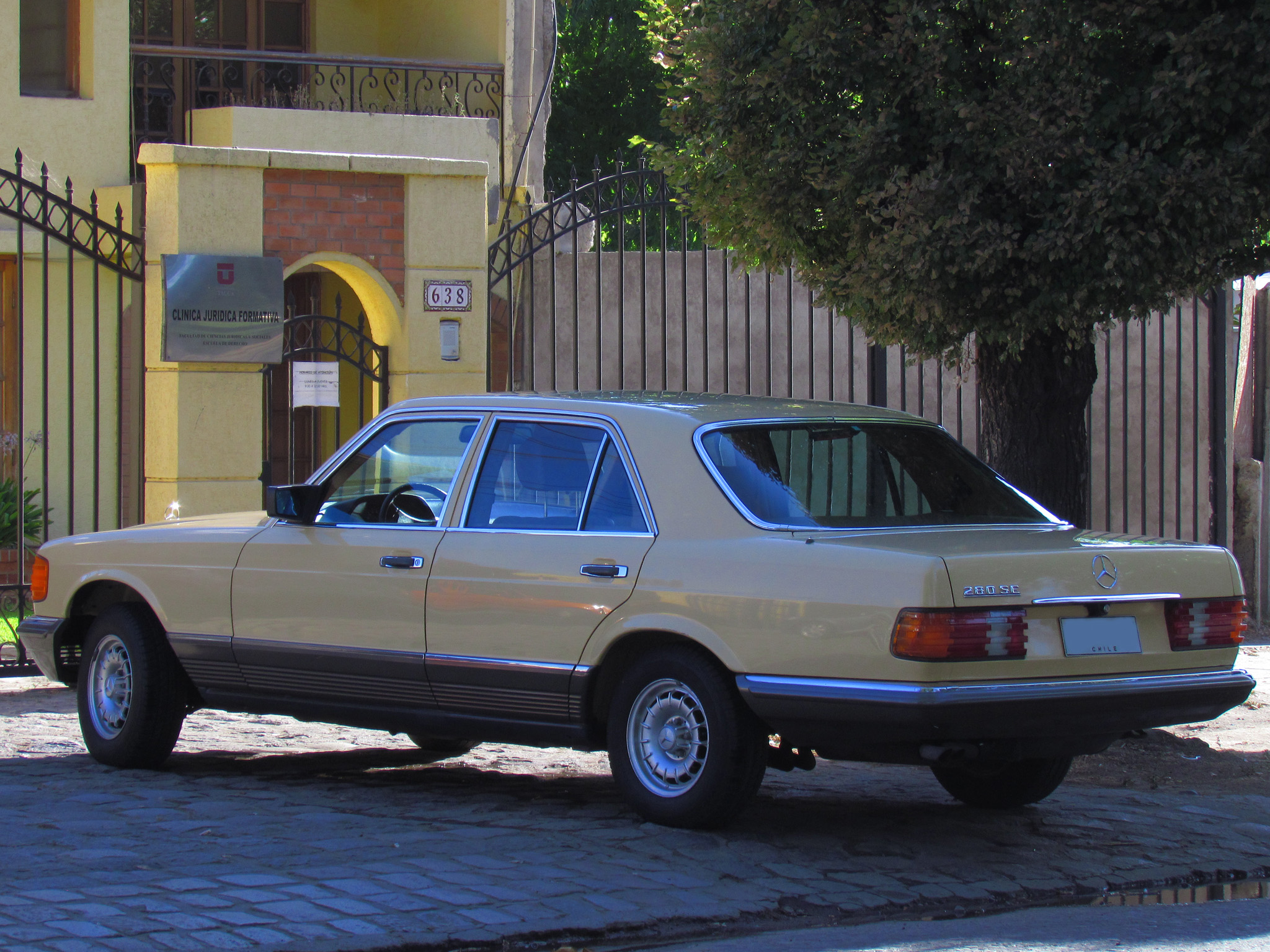
280 SE (1979–1985)
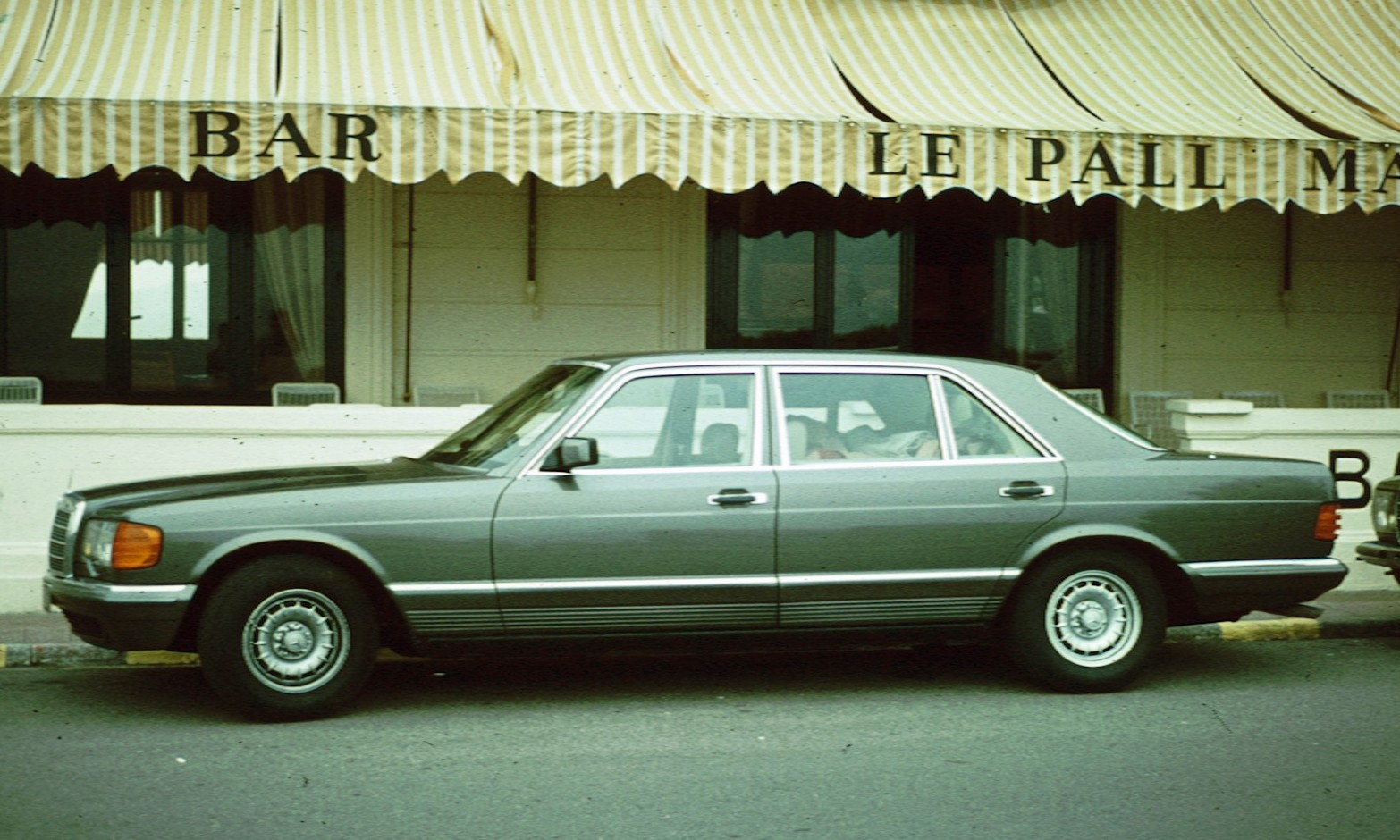
380 SEL (1980–1985)
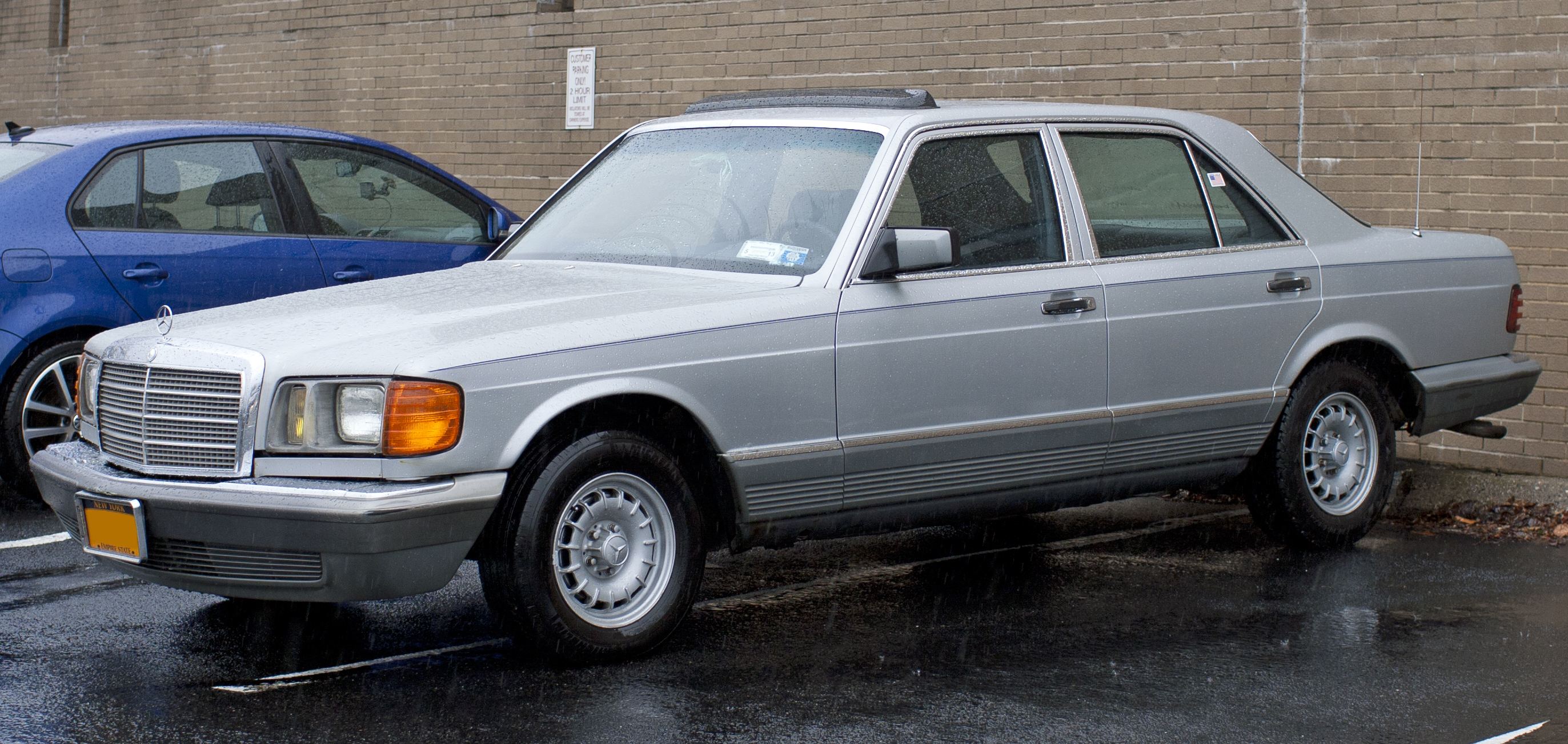
300 SD Turbodiesel (1980–1985)
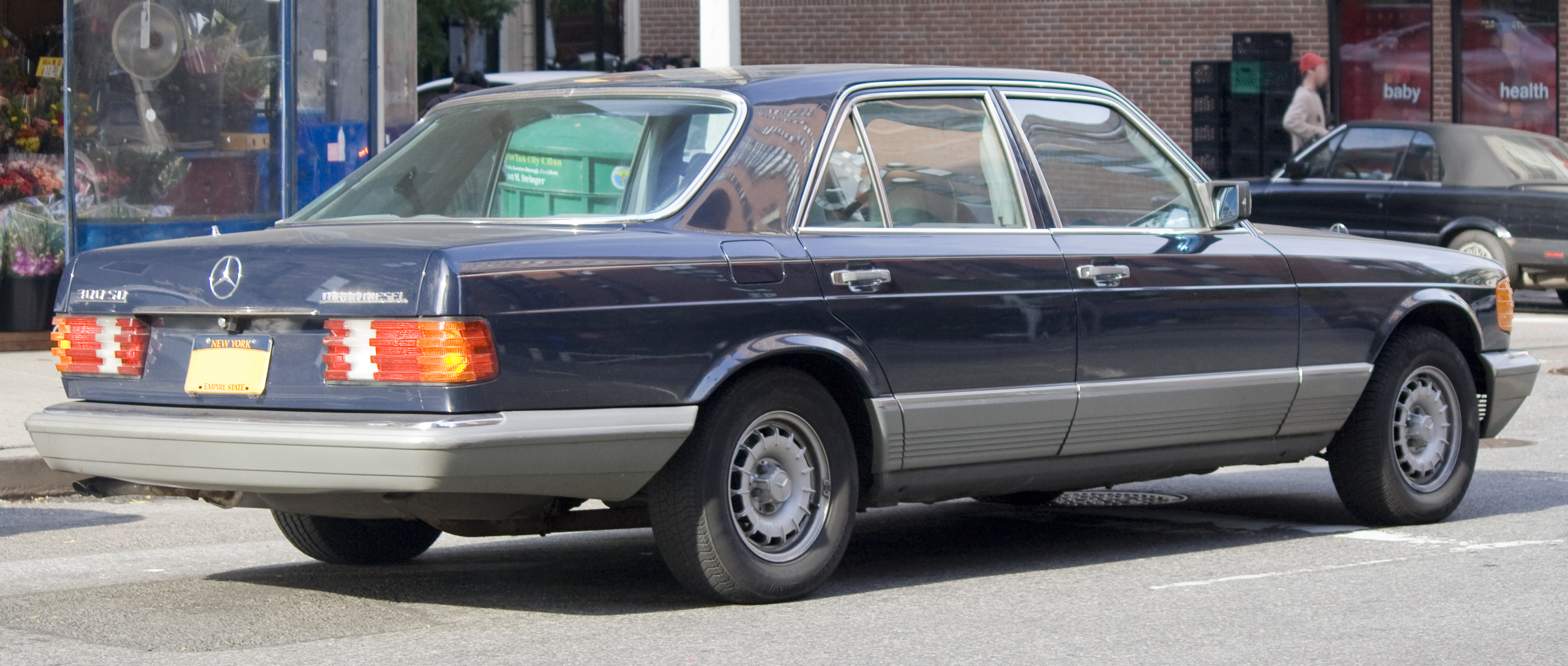
300 SD Turbodiesel (1980–1985)
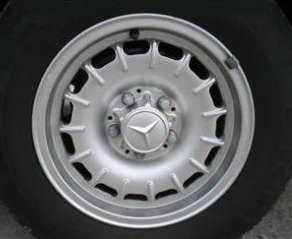
Fuchsfelge bis 1985 (sogenannte „Barockfelge“)

#### Zweite Serie (1985 bis 1991)

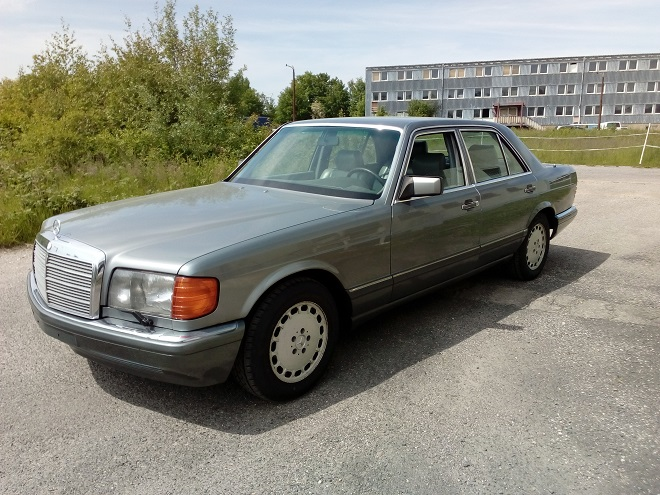
260 SE von 1990

Im September 1985 wurde eine umfangreiche Modellpflege (bei Mercedes-Benz „MOPF“ genannt) dieser Modellreihe auf den Markt gebracht.
Die Änderungen sind zum einen optischer Art mit geänderten Stoßfängern und Schutzleisten, jetzt in glattflächiger Ausführung an den Seiten der Karosserie, sowie neu gestaltete Leichtmetallrädern oder Radzierblenden und der generelle Umstieg auf 15″-Felgen mit einer Bereifung im 65er Querschnitt. Durch die tiefer herabgezogenen Stoßfänger konnte der Auftrieb vorn weiter verringert und die Luftabströmung hinten verbessert werden. Dadurch gelang es, die Fahrstabilität bei hohen Geschwindigkeiten zu erhöhen. Zudem erhielten die Schweller eine Kunststoffverkleidung, die farblich der Türbeplankung angepasst war.
Im Innenraum waren die Veränderungen eher marginal. Das Kombiinstrument (Tachoeinheit) verfügte nun über mattierte Zifferblätter und neue Kontrollleuchten für niedrigen Kühlmittelstand, Scheibenwaschwasserstand, Motorölstand und darüber hinaus auch über eine Glühlampenausfallkontrolle, die sämtliche Leuchtmittel der Fahrzeugaußenbeleuchtung (auch die Kennzeichenbeleuchtung) überwachte, damals ein Novum. Weiter wanderte der Schalter für das nun auch aufstellbare Schiebedach von der Mittelkonsole in den Dachhimmel und war ab Ende 1987 beleuchtet. In dieser neuen Konsole war zudem eine Gurtwarneinrichtung in Form eines roten und mit Symbolen versehenen Leuchtbalkens angebracht.
Die im unteren Bereich der Mittelkonsole zwischen Aschenbecher und Ablagefach angeordneten Schalter für Sonderausstattungen wie elektrische Fensterheber, Sitzheizung usw., die zuvor baugleich mit denen der Baureihen 123 und 201 waren, wurden durch die Schalter aus der 1984 eingeführten Baureihe 124 ersetzt. Da die Schalter im oberen Bereich der Mittelkonsole und in den hinteren Türen beibehalten wurden, entstand diesbezüglich ein weniger homogenes Erscheinungsbild. Ebenfalls wurde bei einigen Schaltern der Einbauort verändert. So wurden unter anderem die Schalter für die Sitzheizung, die sich bei der ersten Serie im Bereich der Schalter für die elektrischen Fensterheber befanden, ebenso in einer neu gestalteten Konsole mit verkleinertem Ablagefach unterhalb des Aschenbechers eingebaut, wie auch der Schalter für die Doppelton-Fanfare, der bei der ersten Serie oberhalb der Regler für Heizung und Belüftung angebracht war. Beim Einbau einer optionalen Standheizung wurde deren Bedienfeld ebenfalls in diese Konsole eingebaut. Das ließ Platz für zwei weitere Schalter. Wurden weitere Sonderausstattungen geordert, die mehr Schalter notwendig machten, entfiel o. g. Konsole und wurde durch eine Holzblende ersetzt.
Fahrzeuge mit Automatikgetriebe erhielten, mit Ausnahme einiger Exportmodelle (z. B. für Japan, erkennbar am SA-Code 498), einen Schalter zur Auswahl der Getriebecharakteristik. Zur Auswahl standen die Einstellungen „S“ für Standard, oft fälschlicherweise als Sport gedeutet und „E“ für Economic. Die Auswahl „E“ sorgte für ein früheres Hoch- und ein späteres Runterschalten der Fahrstufen und sollte Kraftstoff sparen. In der Praxis sorgte diese Einstellung nur für einen kaum messbaren Verbrauchsvorteil, ließ das Fahrzeug aber erheblich träger wirken. Daneben gab es eine weiter verbesserte Geräuschisolierung des Fahrgastraumes; ungefähr 25 kg mehr Dämmmaterial soll die zweite Serie haben.

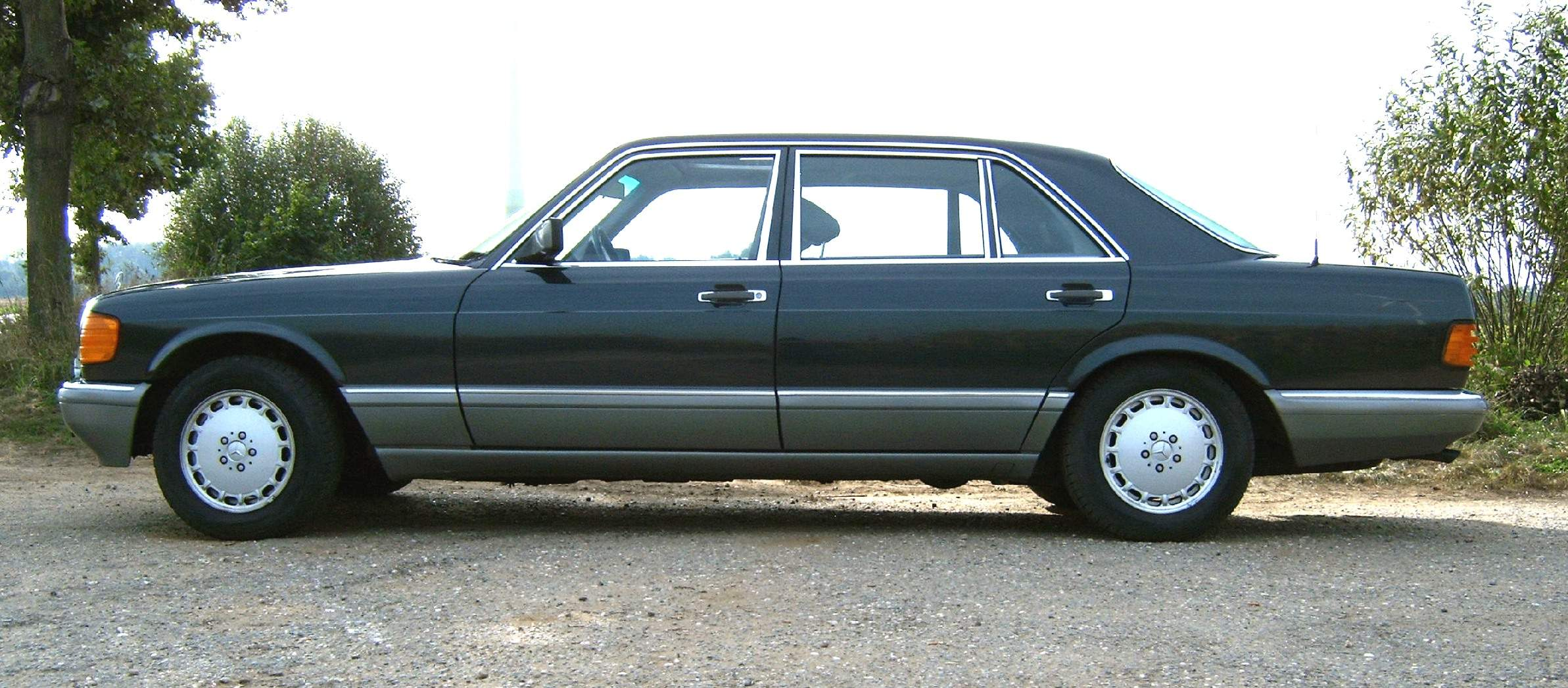
500 SEL vor der kleinen Modellpflege im September 1988 mit silbergrauer Beplankung

Ab September 1986 war für das Modelljahr 1987 die Antriebsschlupfregelung (ASR) erstmals für die Achtzylindermodelle optional erhältlich. Diese beinhaltete auch die gesamten technischen Vorrichtungen für den ebenfalls optionalen Tempomat, obwohl dieser in der Aufpreisliste separat aufgeführt wurde und, gleich ob mit oder ohne eingebautes ASR, gleich viel kostete. Fahrzeuge mit ASR ließen sich somit allein durch den Einbau und Anschluss des Bedienhebels kostengünstig mit einem Tempomaten nachrüsten.
Im September 1987 erhielten die Achtzylinder-Modelle stärkere Motoren und eine Klopfregelung. Ab September 1988 wurde eine überarbeitete Lederausstattung (Softleder) statt der klassischen mit Längspfeifen angeboten. Außerdem war die 560er Limousine nun auch mit kurzem Radstand erhältlich.
Ende 1989 wurde eine finale Modellpflege durchgeführt, die hauptsächlich die Optik betraf. Die Stoßfänger und Seitenbeplankungen (die „Sacco-Bretter“) wurden fortan der jeweiligen Wagenfarbe besser angepasst (16 verschiedene seidenmatte Farbtöne). Zuvor waren diese Anbauteile bei Fahrzeugen der zweiten Serie je nach Fahrzeuglackierung nur in den Farben Stratusgrau, Muschelgrau, Fregattblau oder Chinchilla lackiert. Bei Automatikfahrzeugen konnte der Wählhebel fortan nur noch aus der Parkstellung bewegt werden, wenn der Zündschlüssel im Zündschloss steckte.
Die Motoren der Fahrzeuge der zweiten Serie waren alle für die Katalysatortechnik vorbereitet, welche sich problemlos nachrüsten oder gegen Aufpreis direkt ab Werk bestellen ließ. Fahrzeuge ohne Katalysator erhielten die Zusatzbezeichnung RÜF (Rückrüstfahrzeug). Ab September 1986 war der Katalysator dann bei allen Modellen serienmäßig. Die jeweilige RÜF-Version ohne Katalysator blieb aber weiterhin bis 1989 als Sonderausstattung erhältlich. Der Kaufpreis wurde bei Wahl dieser Version gemindert. Diese Versionen haben eine geringfügig höhere Motorleistung. Die RÜF-Versionen wurden auch deshalb weiterhin angeboten, weil das benötigte bleifreie Benzin für die mit Katalysator ausgestatteten Modelle, besonders im europäischen Ausland, noch nicht flächendeckend angeboten wurde.
Lediglich für den von 1985 bis 1986 gebauten 560er in leistungsgesteigerter ECE-Ausführung mit 220 kW (299 PS) war kein Katalysator erhältlich, er erfüllte dennoch die zum damaligen Zeitpunkt gültigen europäischen Abgaswerte. Die mit dieser Motorvariante ausgerüsteten Typen 560 SEC und 560 SEL waren zum Zeitpunkt ihres Erscheinens die leistungsstärksten bis dahin gebauten Serien-Personenwagen von Mercedes-Benz.
Dass ausgerechnet das Modell mit der höchsten Motorleistung nicht mit einem Katalysator ausgerüstet werden konnte, sorgte in der damaligen Presse für Kritik. Mittlerweile ist auch bei diesem Modell ein Katalysator nachrüstbar, der von einem Zulieferer angeboten wird. Da die Modelle 560 SE, SEL und SEC im Unterschied zu ihren weniger leistungsstarken Schwestermodellen serienmäßig mit breiteren Reifen der Dimension 215/65 VR 15 ausgerüstet wurden, sind Frontstoßfänger und Radlauf in der Form leicht geändert, um an den Vorderrädern den nötigen seitlichen Freigang zu erzielen.
Ab September 1987 (zum Modelljahr 1988) wurden überarbeitete und leistungsgesteigerte Motoren in den Achtzylinder-Varianten eingesetzt, um die Leistungseinbußen durch den Katalysator auszugleichen. Diese Leistungssteigerung wurde im Großen und Ganzen durch den Einsatz von Klopfsensoren und Feinarbeit erreicht. Bei den seither gebauten Modellen kommt es mit zunehmendem Fahrzeugalter durch eine trocken und brüchig werdende Wärmeleitpaste zwischen Steuergerät und Karosserieblech gelegentlich zu einer Überhitzung und zu einem Ausfall der Zündsteuergeräte. Die Ersatzbeschaffung eines Steuergerätes ist relativ teuer, während sich die älteren Modelle bei Zündungsschäden vergleichsweise preiswert reparieren lassen.

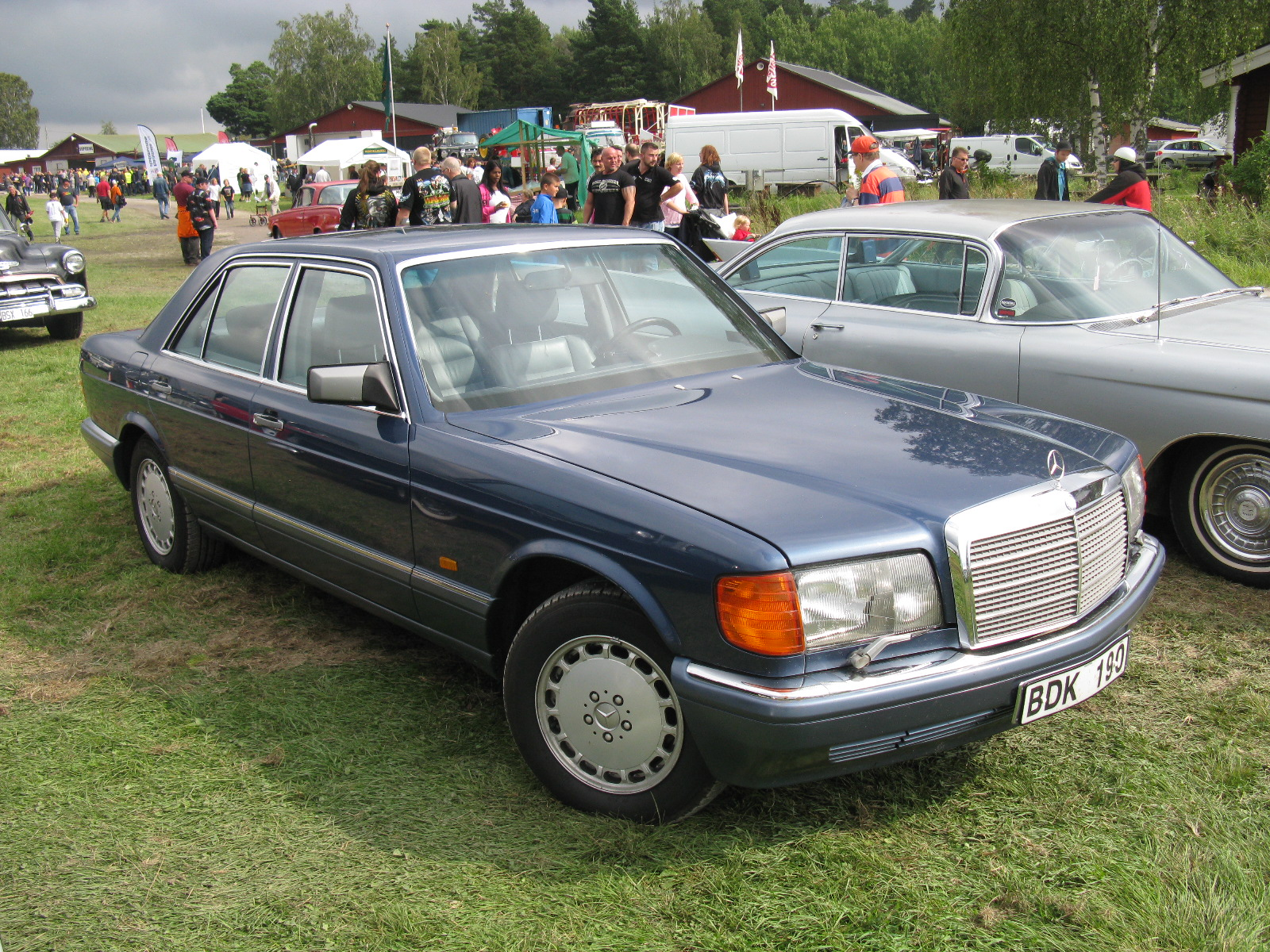
420 SE in Nautikblau
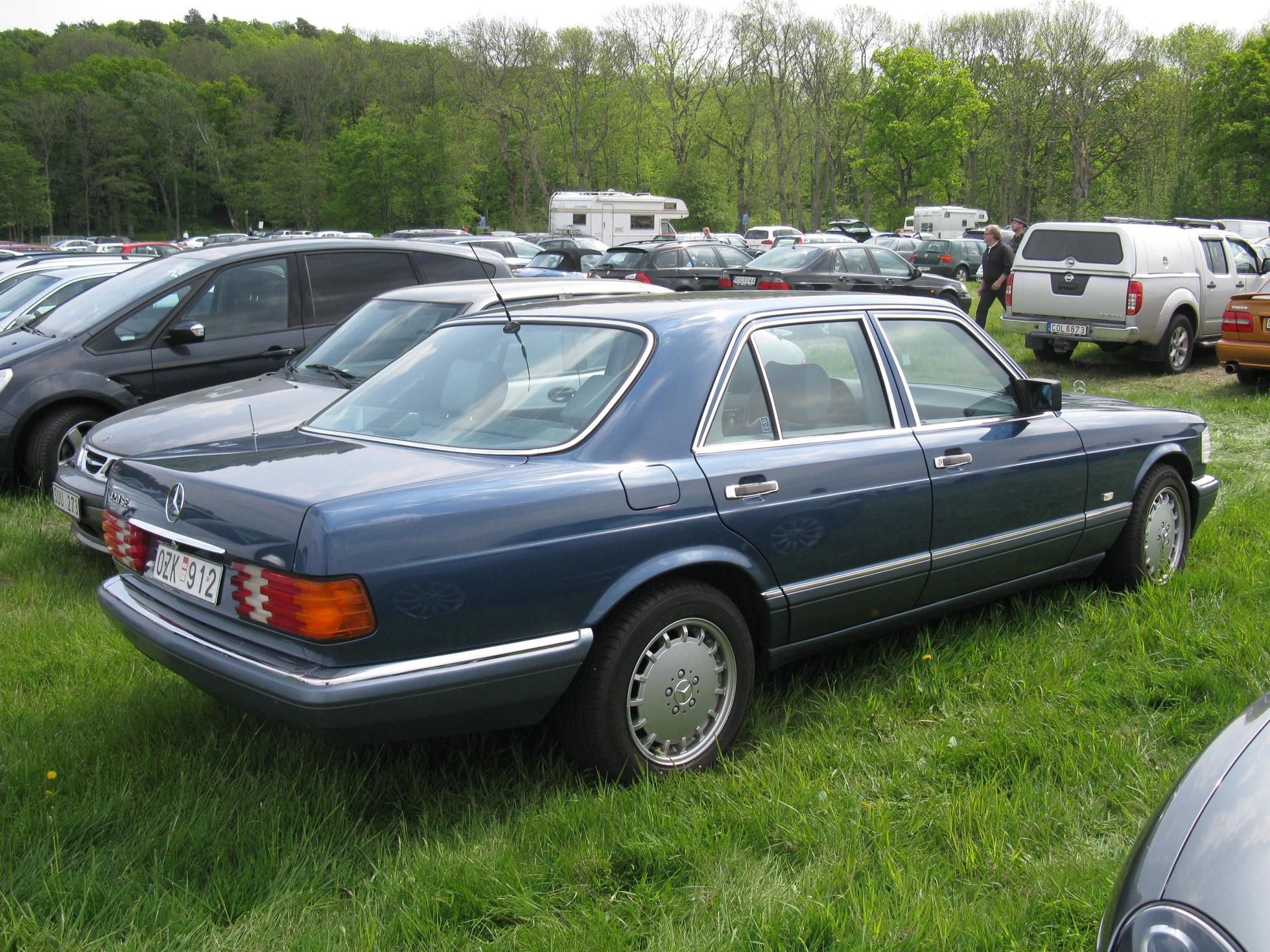
420 SE
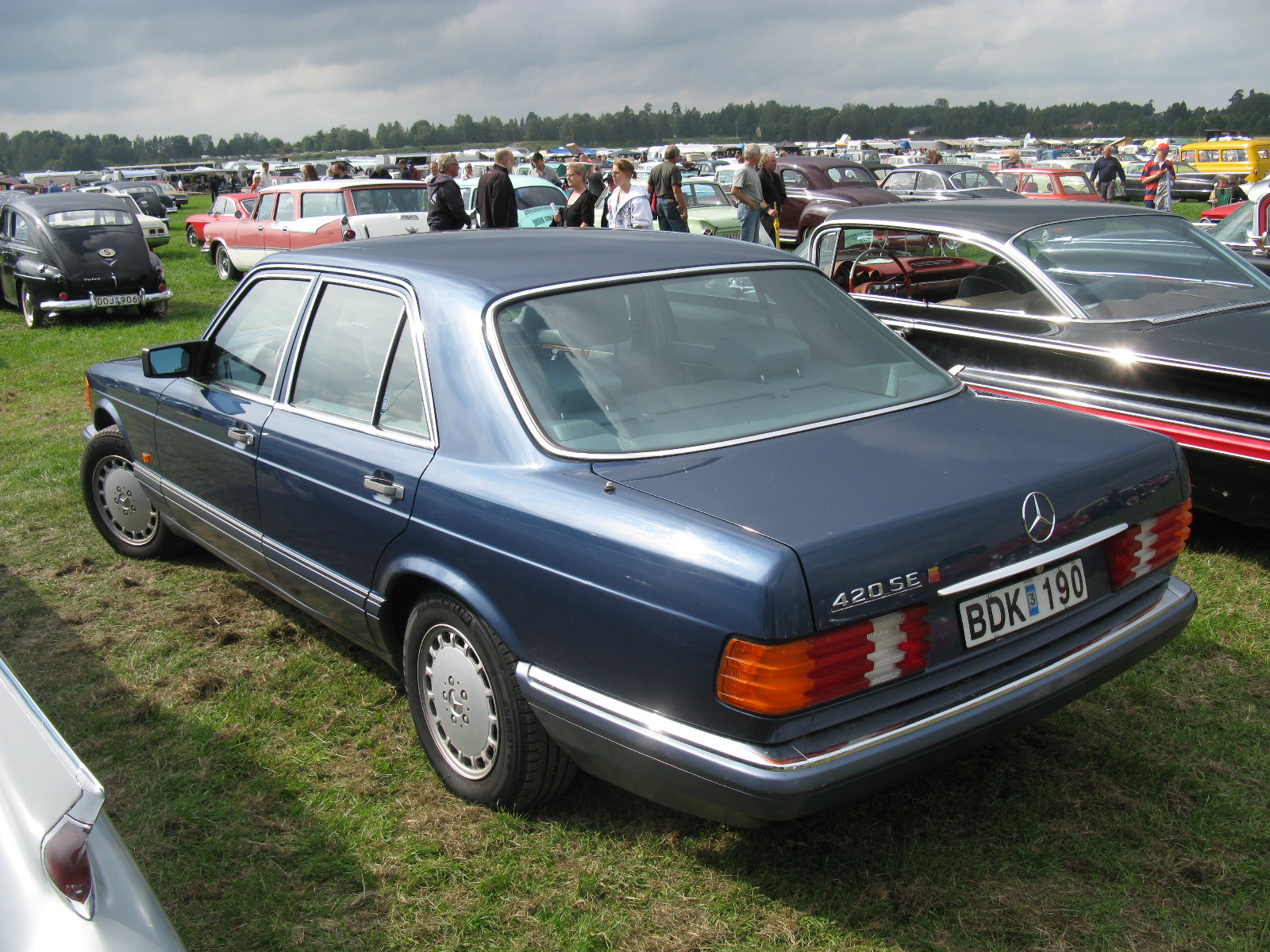
420 SE
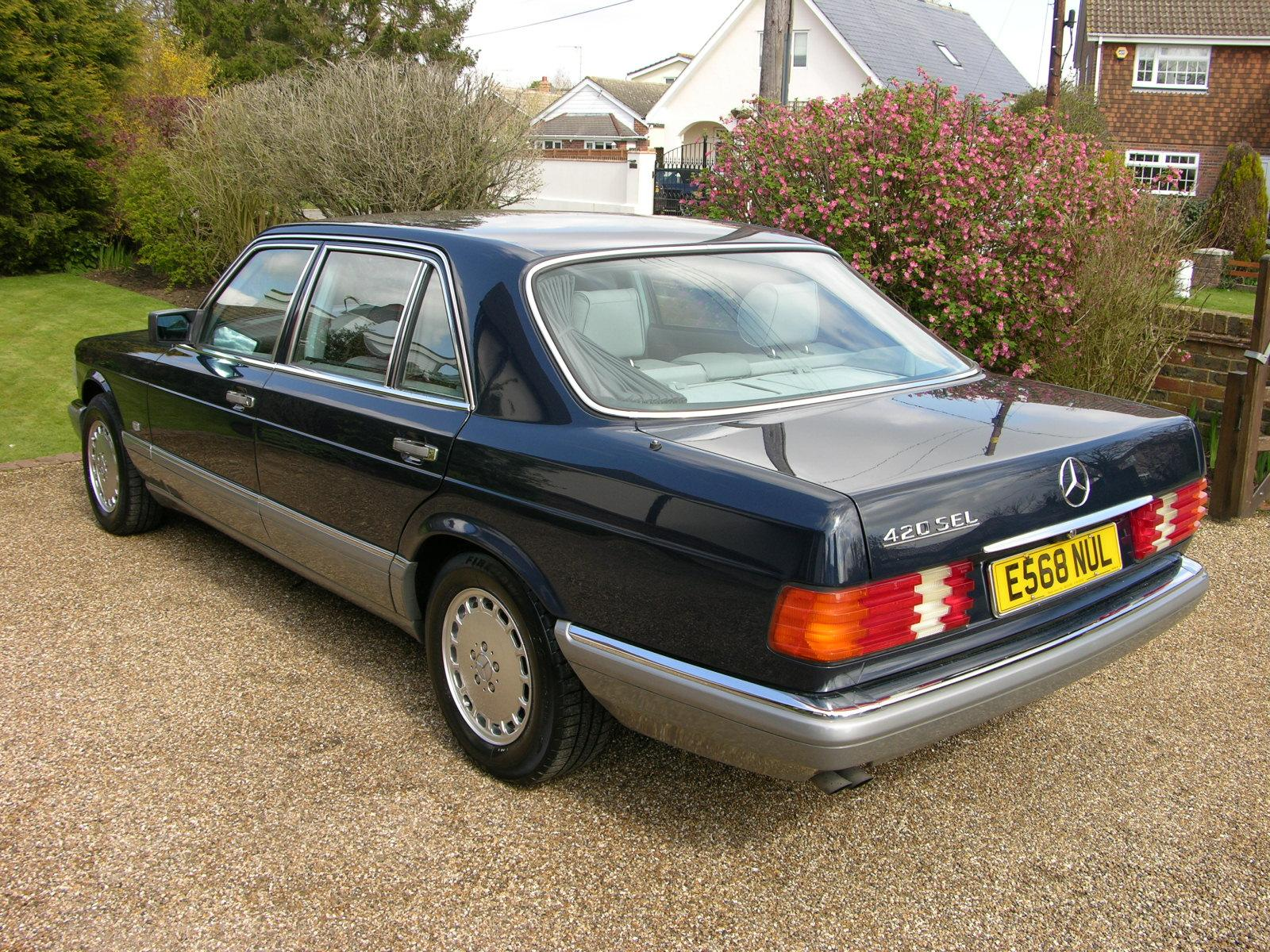
420 SEL
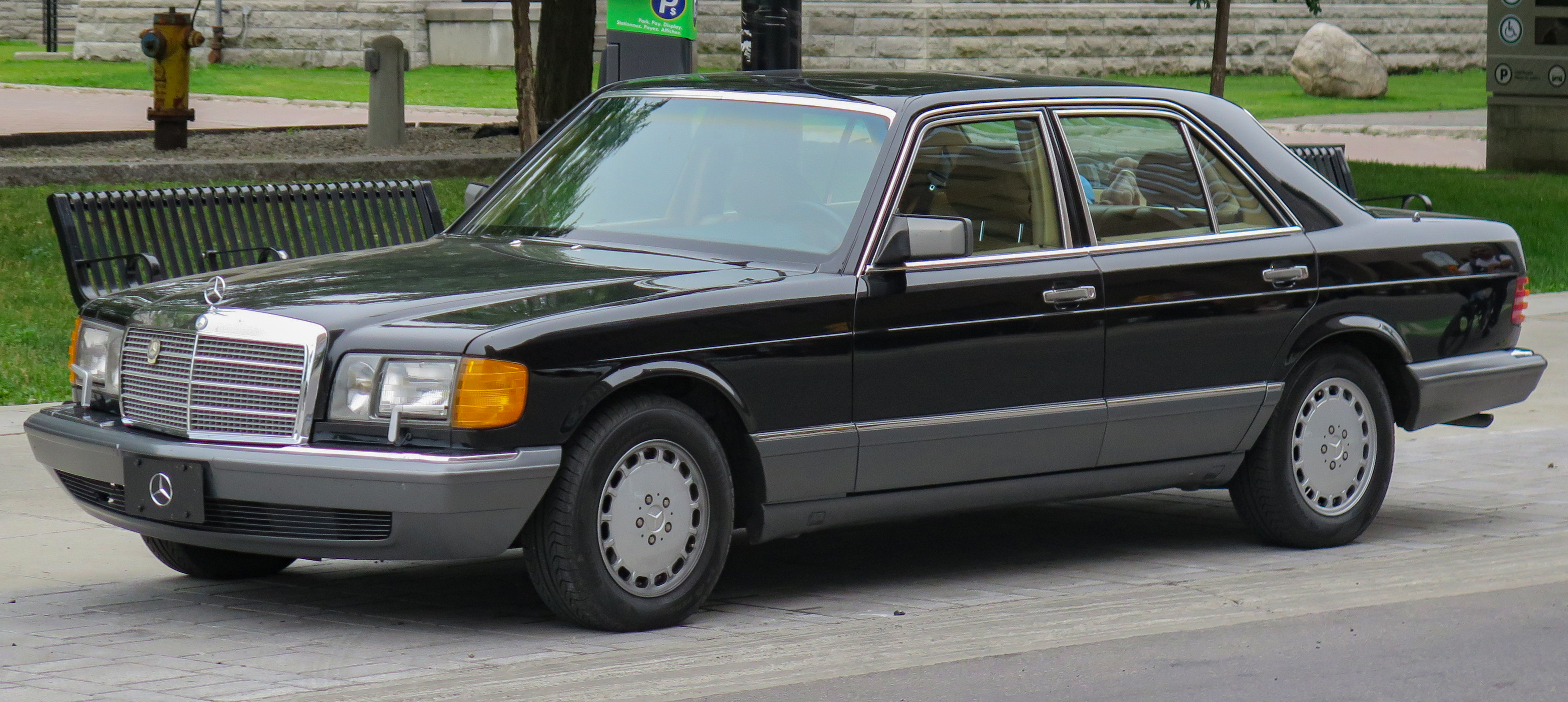
350 SD Turbo (USA)
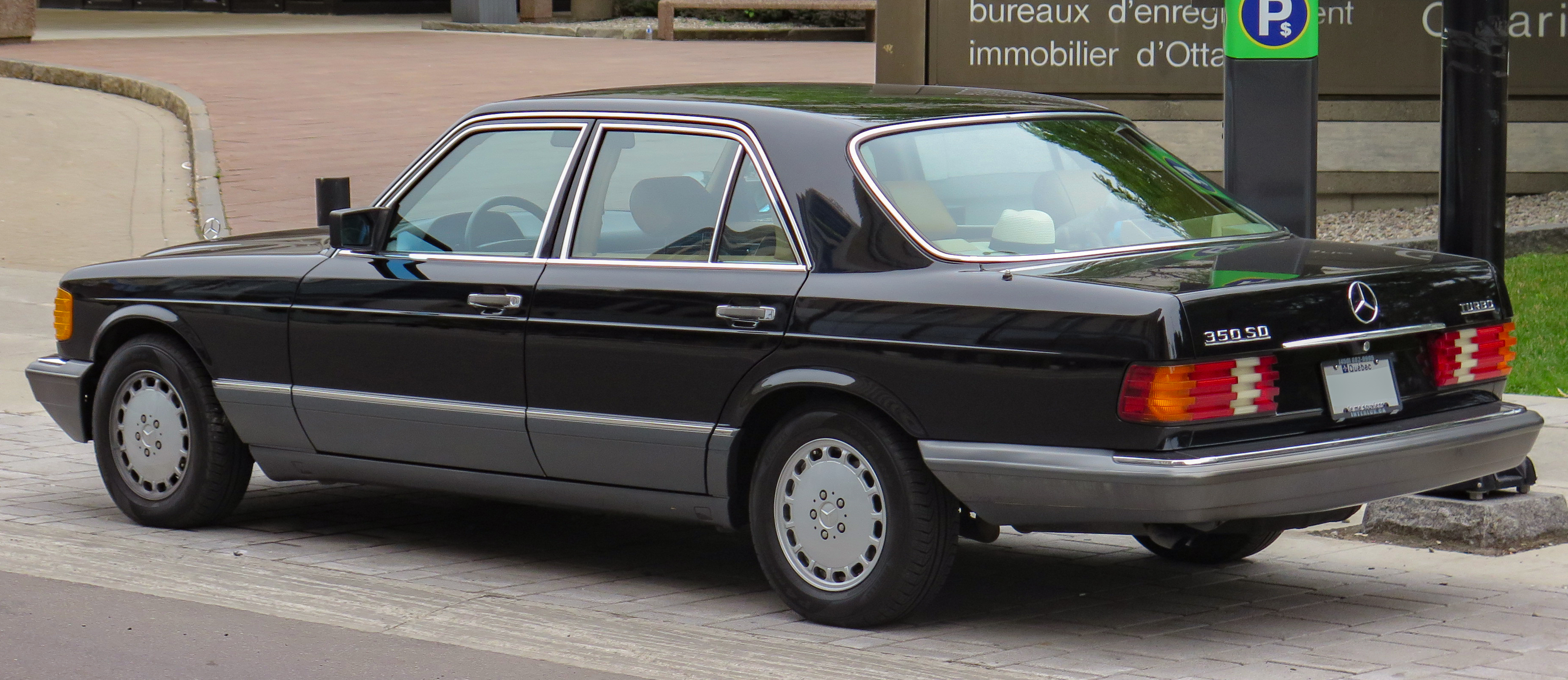
350 SD Turbo (USA)
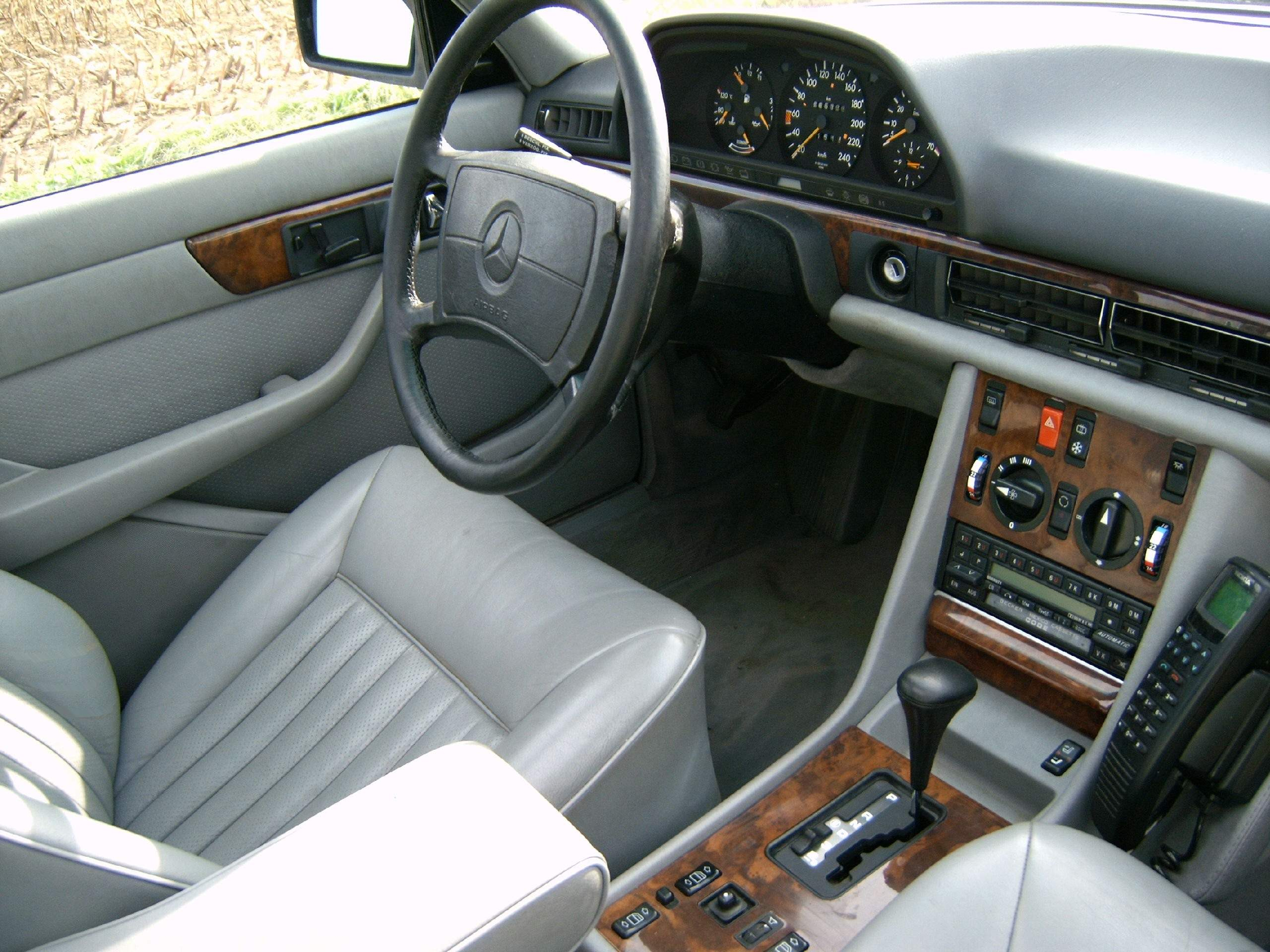
Interieur eines 500 SEL (2. Serie)
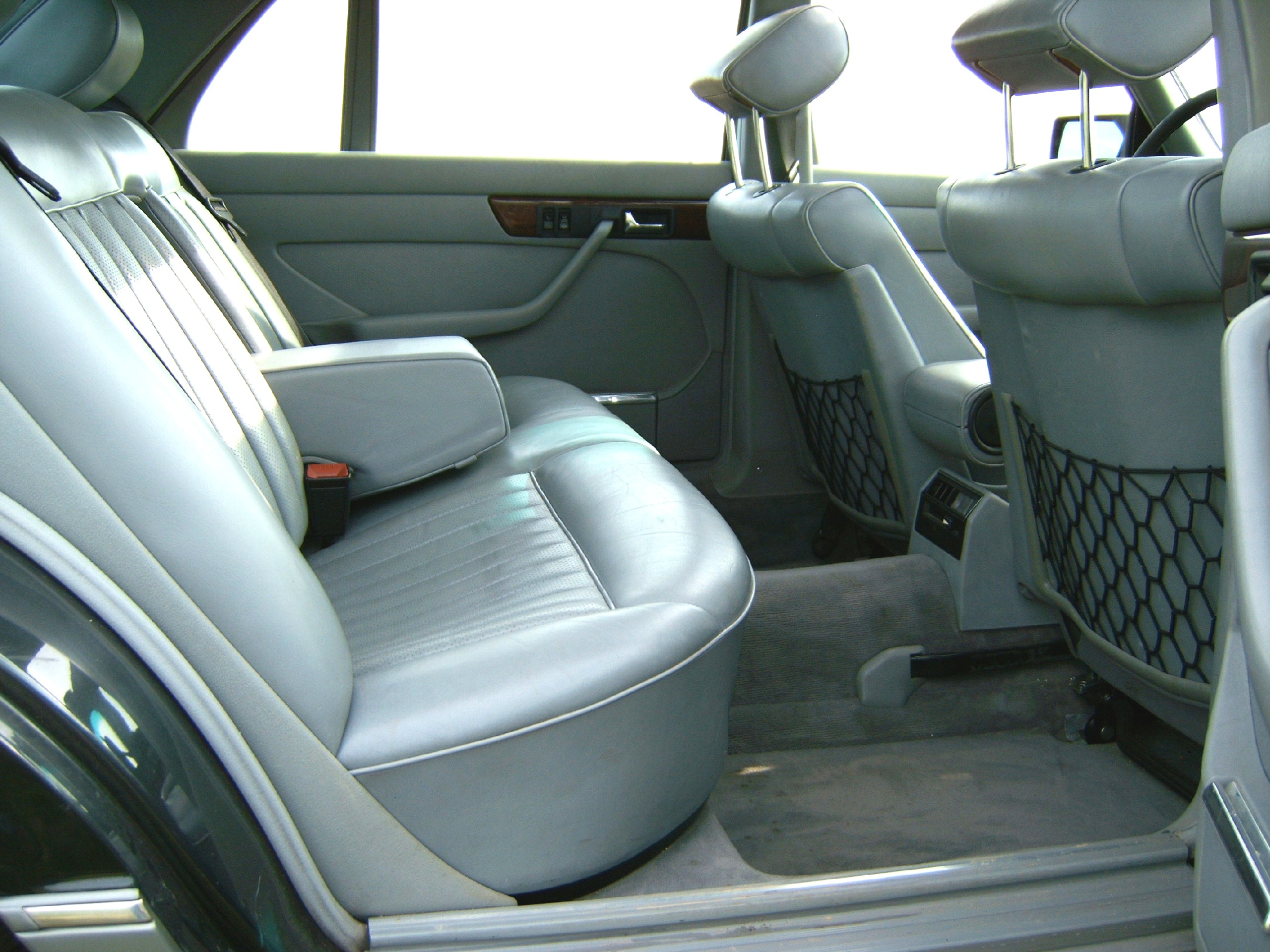
Fond eines SEL
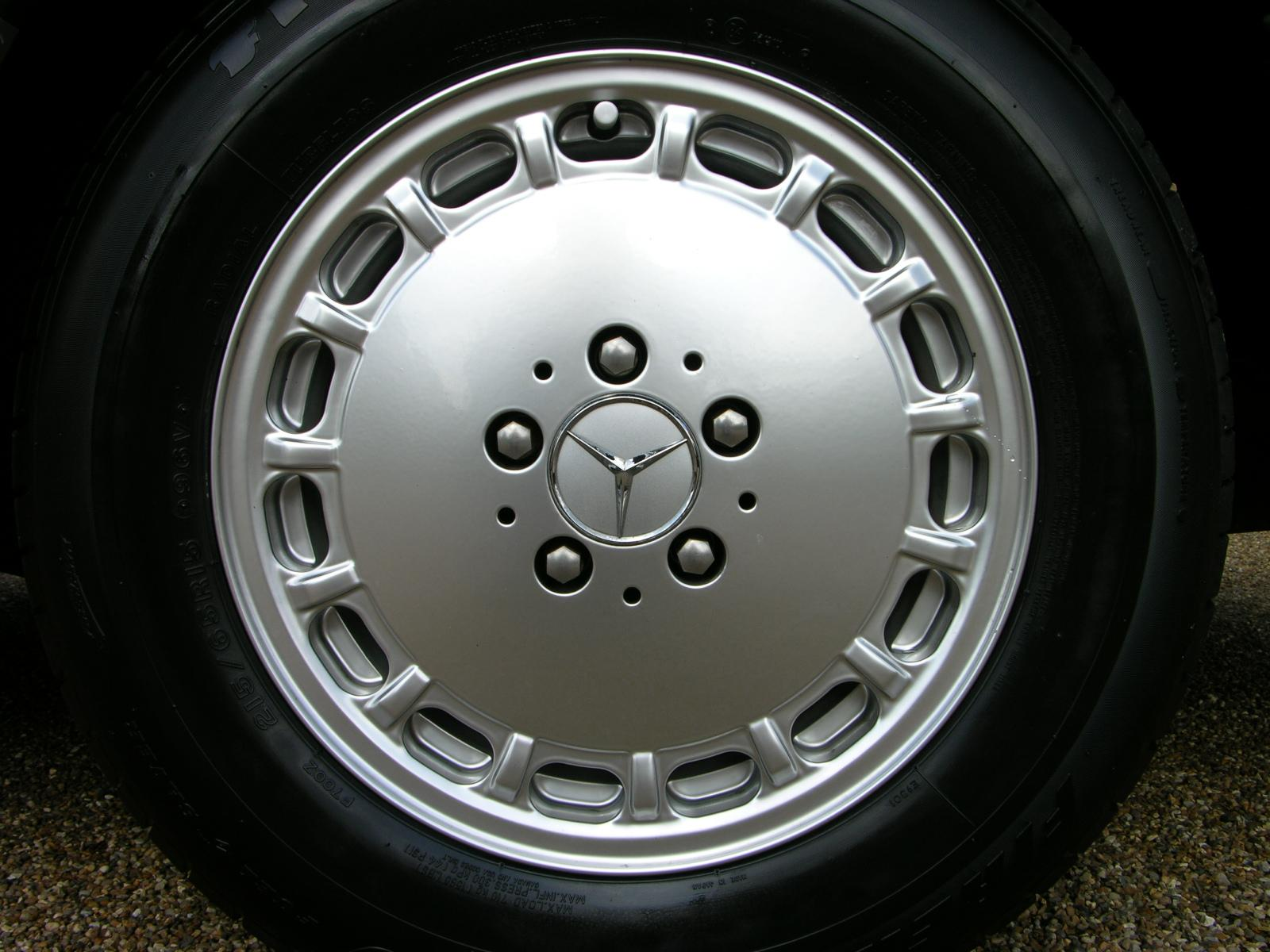
Fuchsfelge ab Herbst 1985 (sogenannte „Gullideckelfelge“)

## C 126
Im Oktober 1981 wurde das Coupé der Baureihe 126 (C 126) vorgestellt. Es trägt als Modellbezeichnung das Kürzel „SEC“ (S-Klasse-Einspritzmotor-Coupé). Die Bodengruppe des SEC stammt prinzipiell von der Limousine, wenngleich um 85 Millimeter gekürzt. Der Radstand ist damit 30 Millimeter länger als bei der Vorgängerbaureihe. Zur Kompensation der fehlenden B-Säulen ist die Dachrahmenstruktur verbessert, und die A-Säulen sind mit eingeschweißten hochfesten Rohren versehen. Damit entsprechen auch die Coupés dem Sicherheitsstandard der S-Klasse-Limousinen.
Neben der Coupé-Karosserie unterscheidet sich der SEC durch Details von der Limousine: Statt Breitbandscheinwerfer mit nebeneinander liegenden Haupt- und Nebelscheinwerfern hat das Coupé schmalere Hauptscheinwerfer; die Nebelscheinwerfer sind in die Stoßstange integriert. Dadurch kann der Kühlergrill breiter sein und in die Motorhaube einbezogen werden. Der freistehende obere Mercedes-Stern wird durch ein großes Stern-Emblem im Kühlergrill ersetzt. Die Außentürgriffe liegen über großen Kunststoffschalen. Die Chromleiste am unteren Rand der Kofferraumhaube, die bei der Limousine nur den Bereich zwischen den Heckleuchten ausfüllt, ist beim Coupé breiter ausgeführt und reicht bis in die hinteren Kotflügel. Durch die fehlenden B-Säulen und die auch hinten fast voll versenkbaren Seitenfenster wird eine große seitliche Öffnung des Fahrzeugs ermöglicht. Im Fond verfügt das Coupé über zwei Einzelsitze. Da Coupé-Varianten in der Mercedes-Hierarchie traditionell über den Limousinen angesiedelt sind, war auch der SEC teurer und besser ausgestattet als die Limousinen sowie nur mit den V8-Motoren erhältlich. Der C 126 wurde bis Ende 1991 gebaut und 1992 durch den C 140 ersetzt.

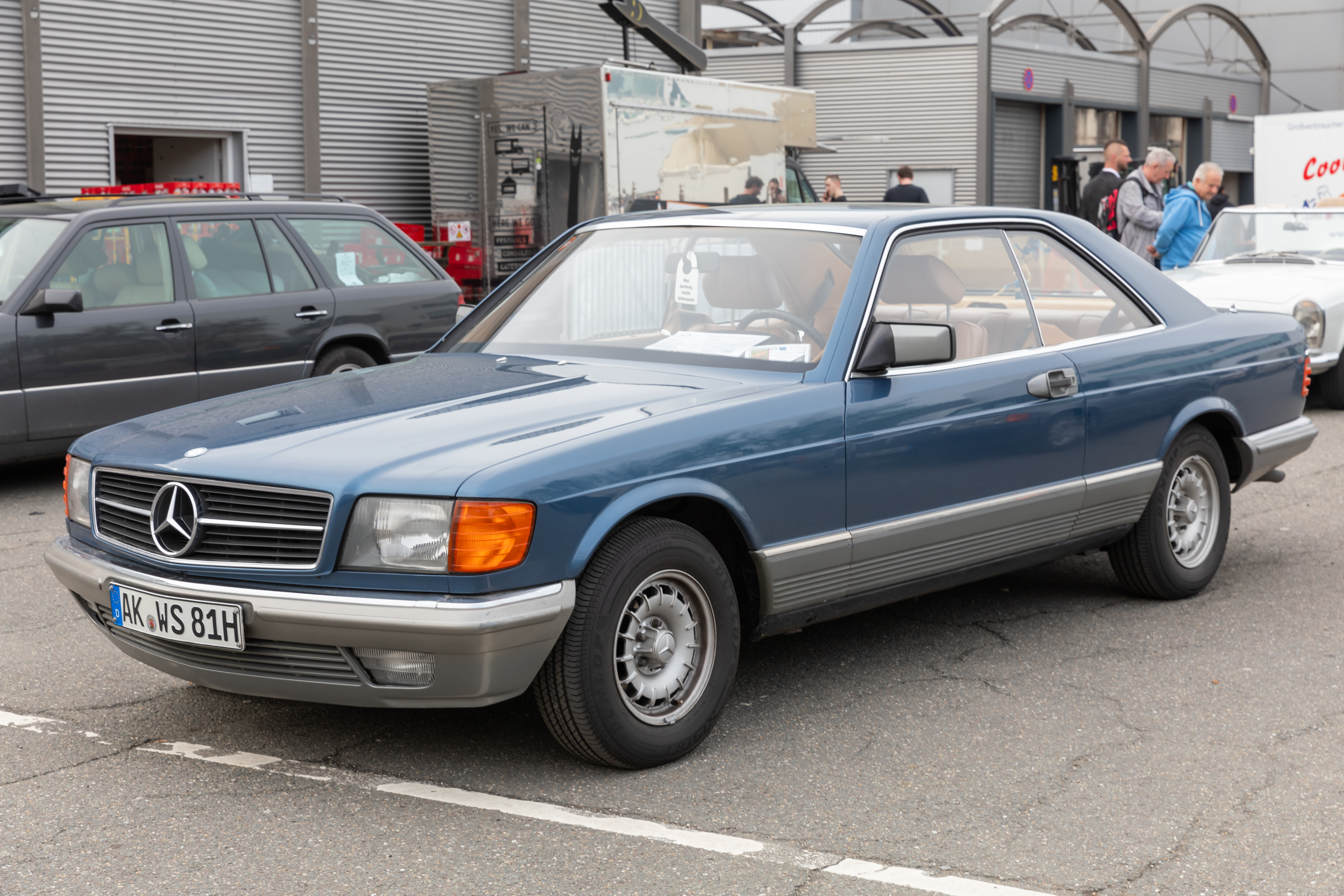
380 SEC (1981–1985)
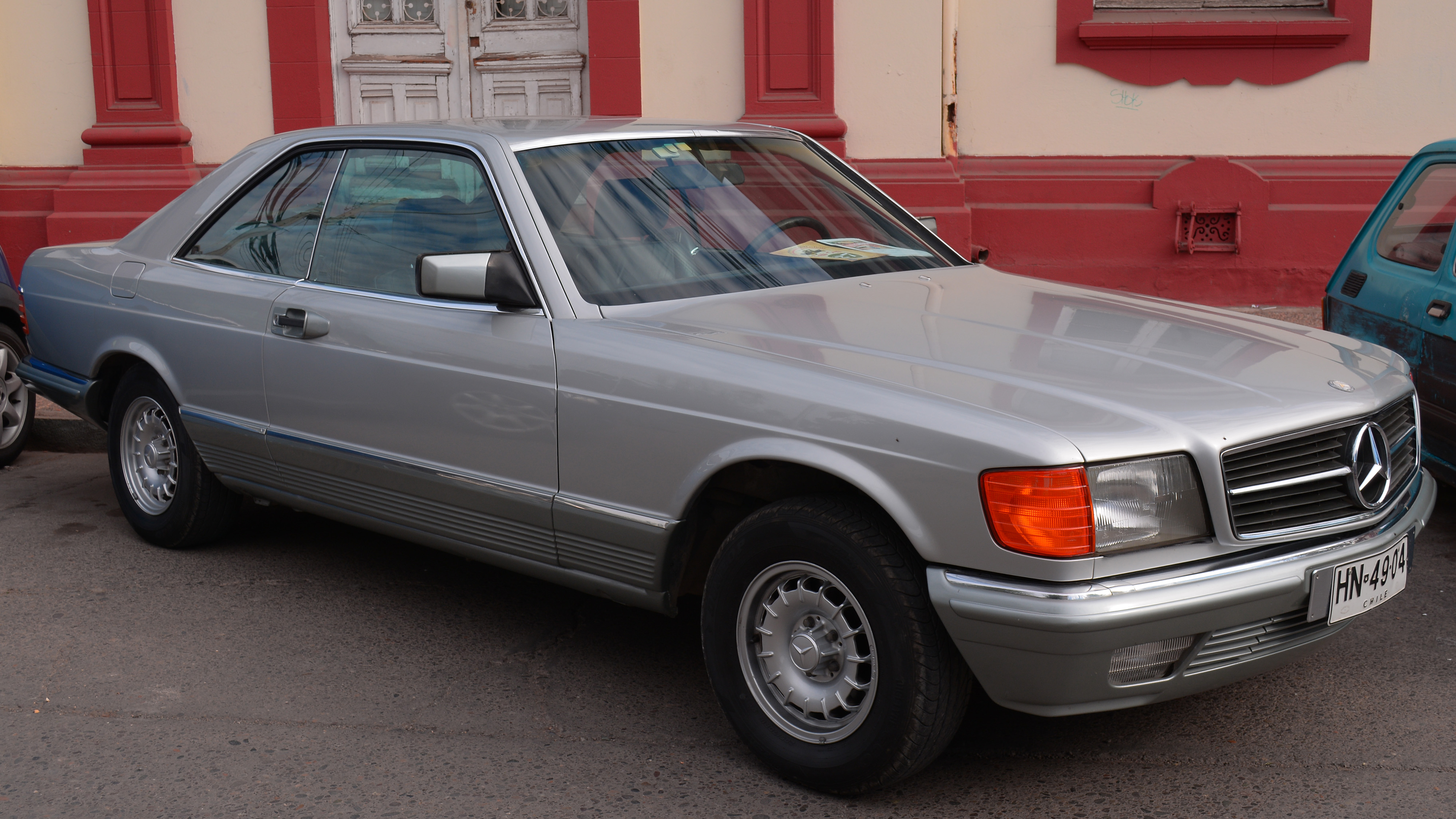
500 SEC (1981–1985)
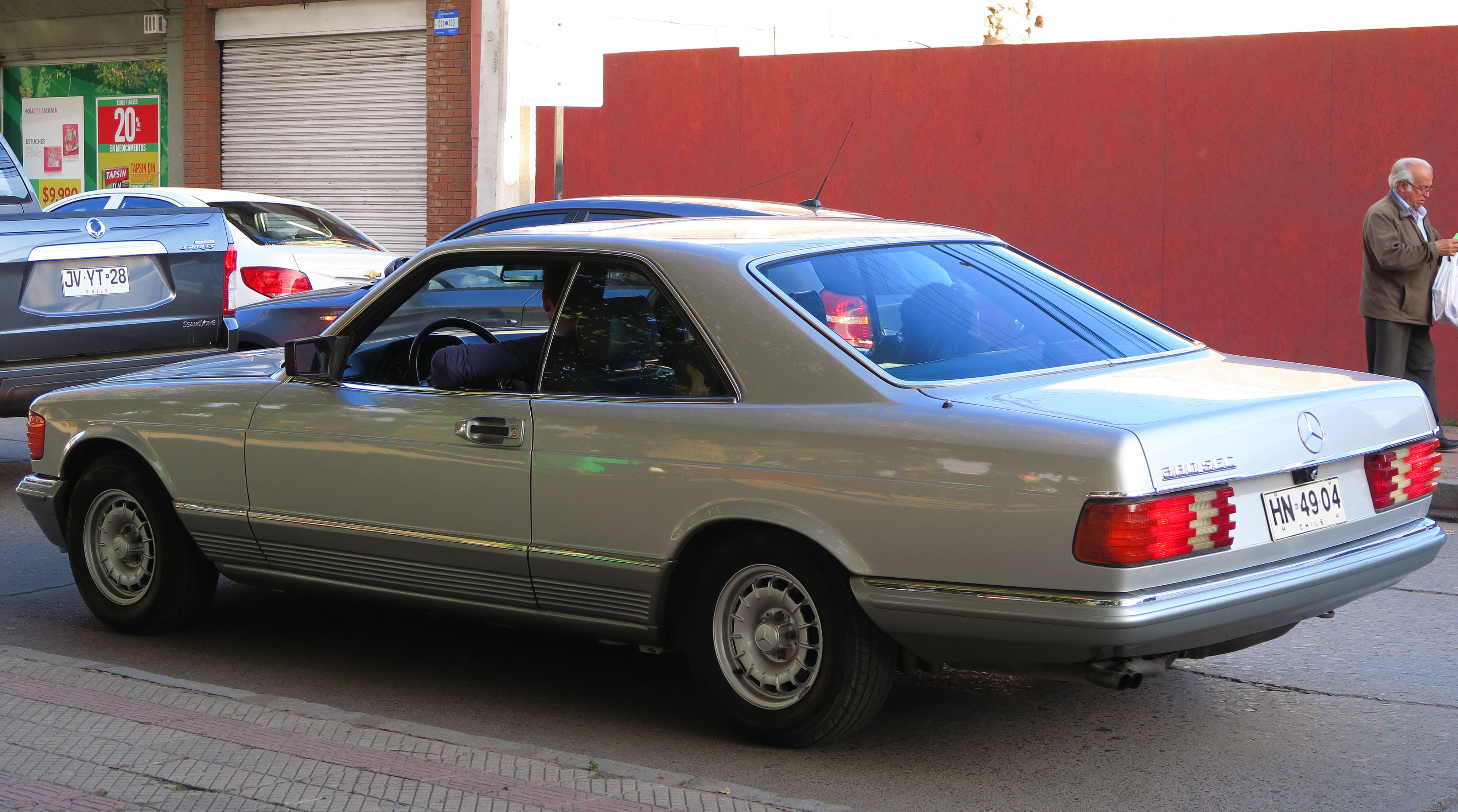
500 SEC (1981–1985)
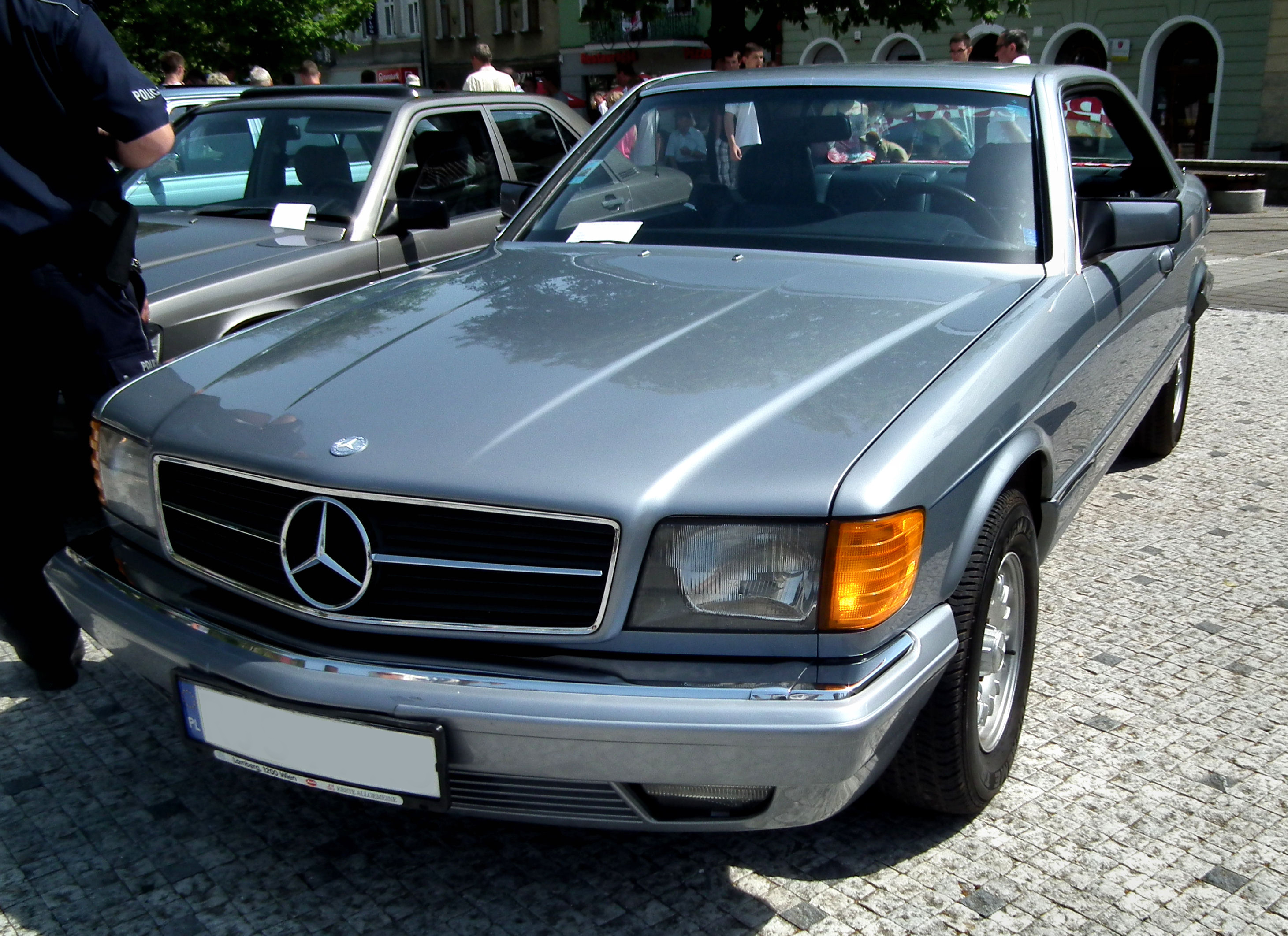
380 SEC (US-Version)
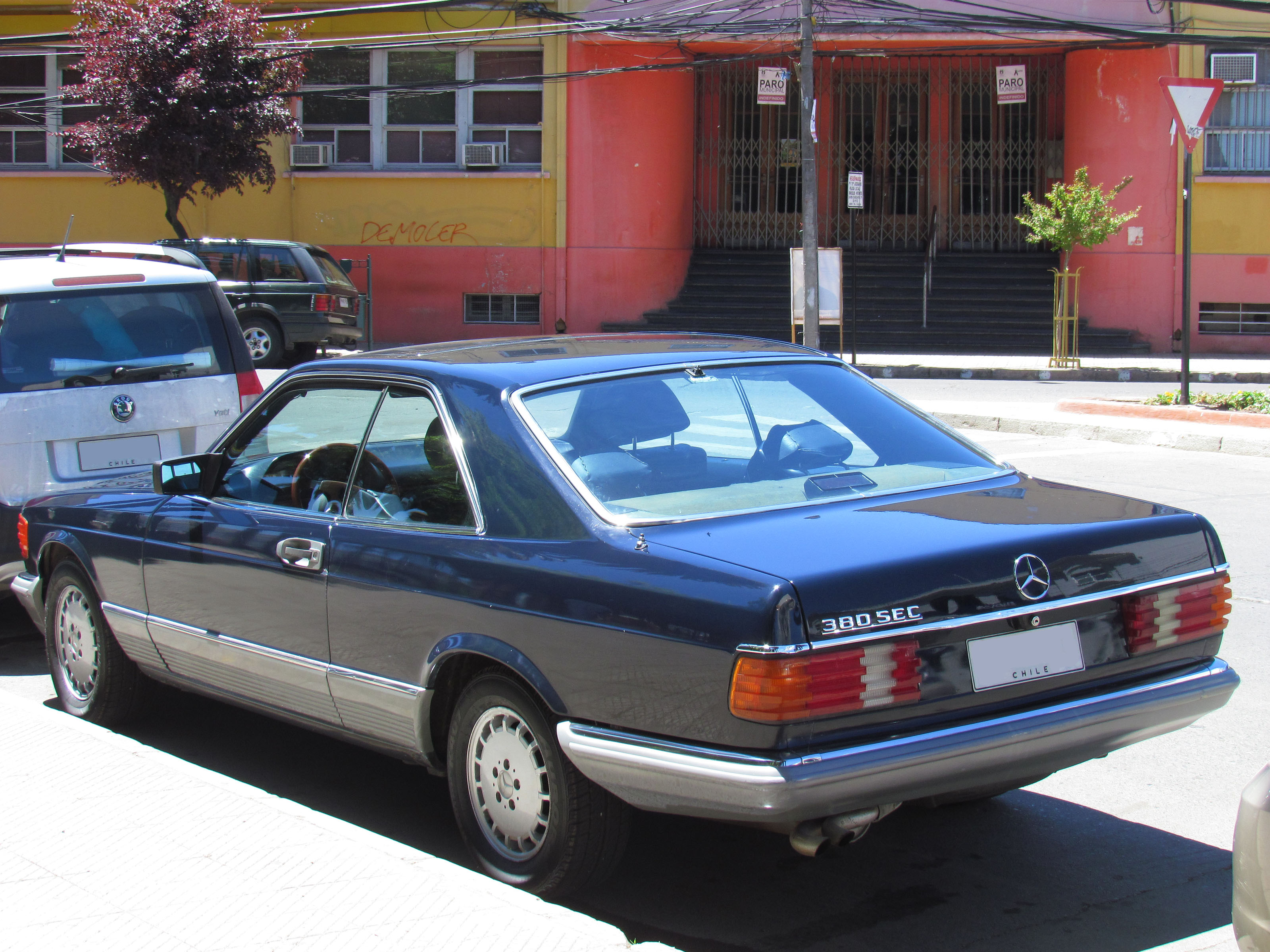
380 SEC (US-Version)
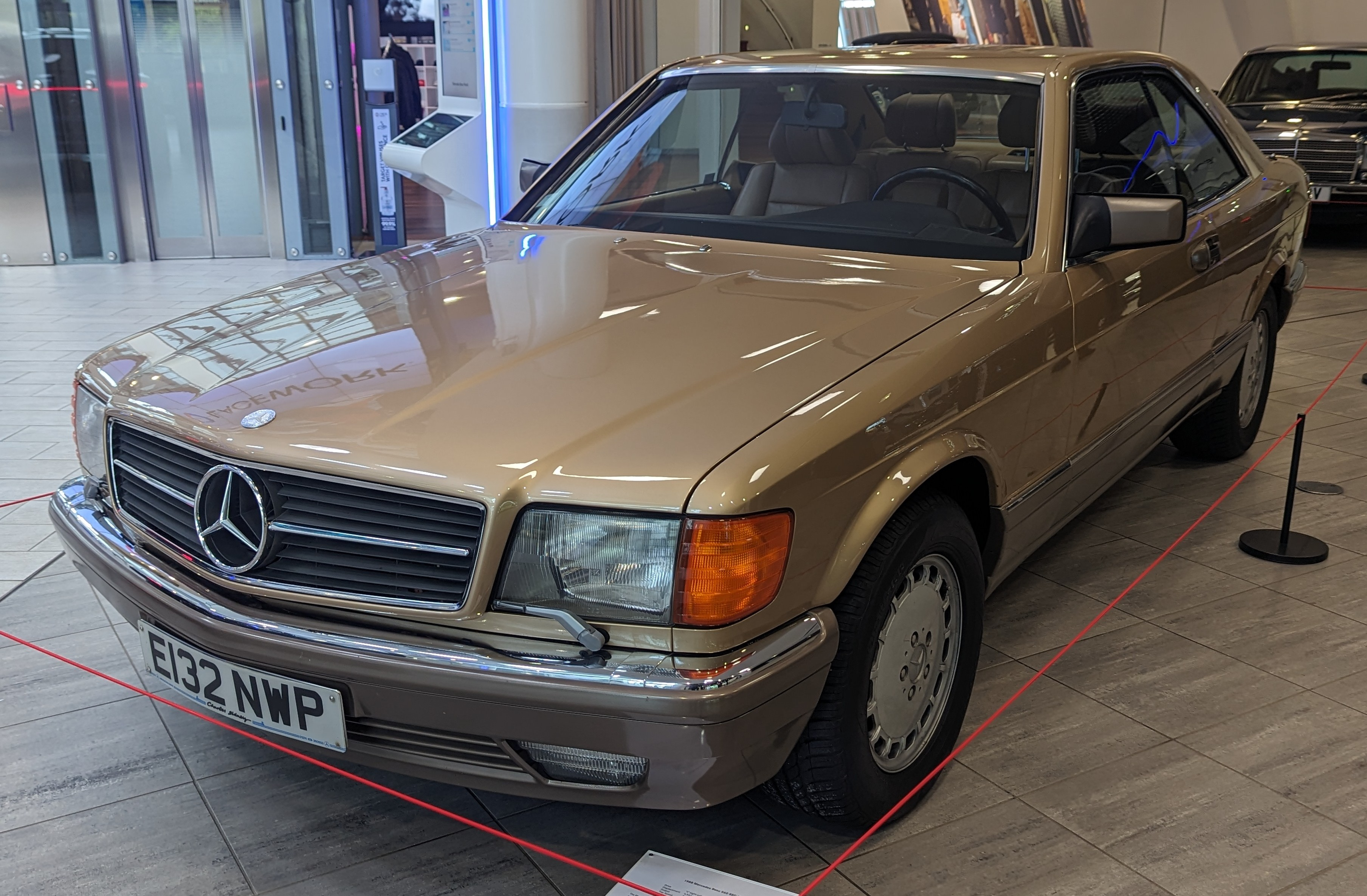
560 SEC in Champagner-metallic
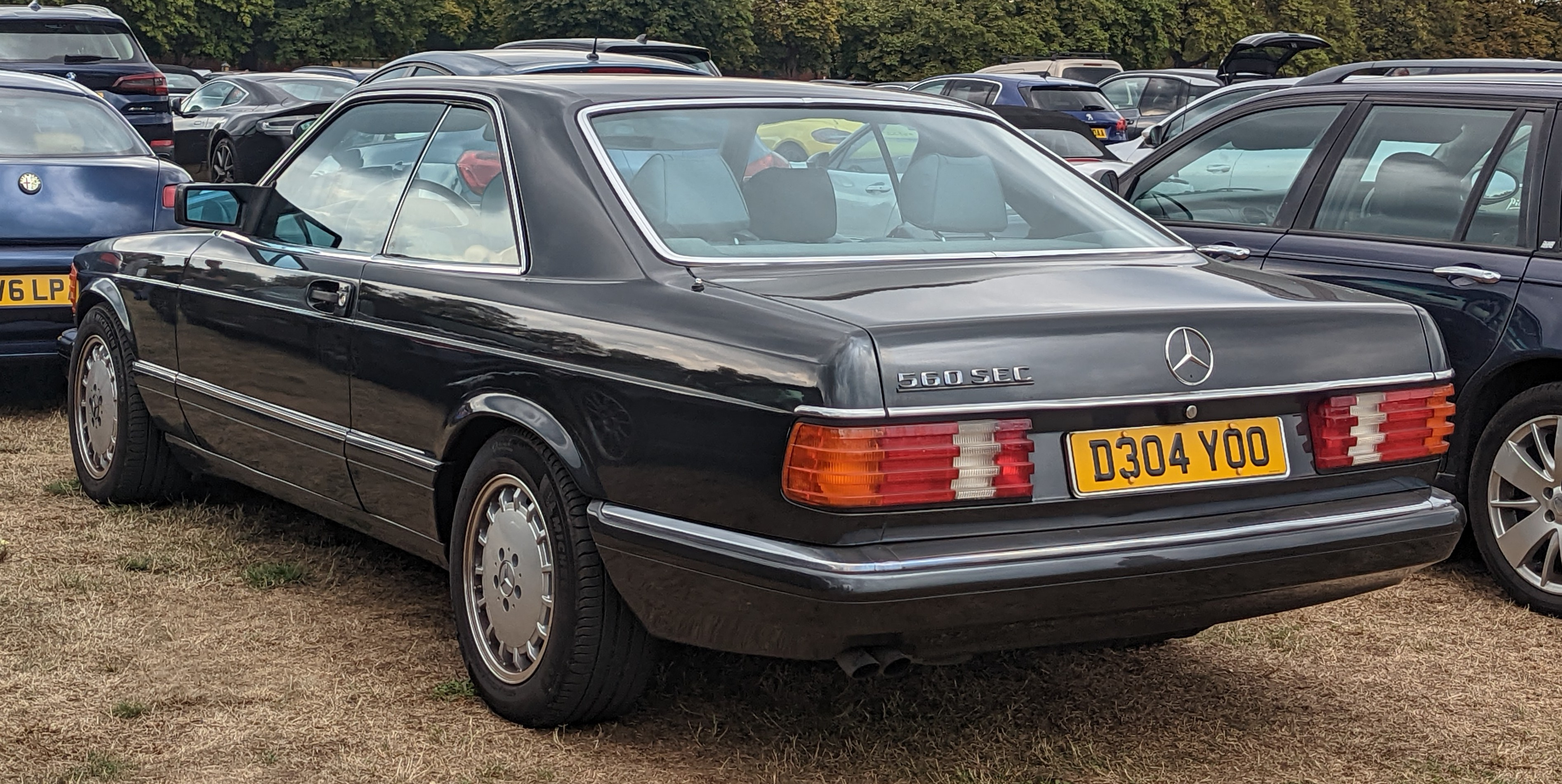
560 SEC in Blauschwarz
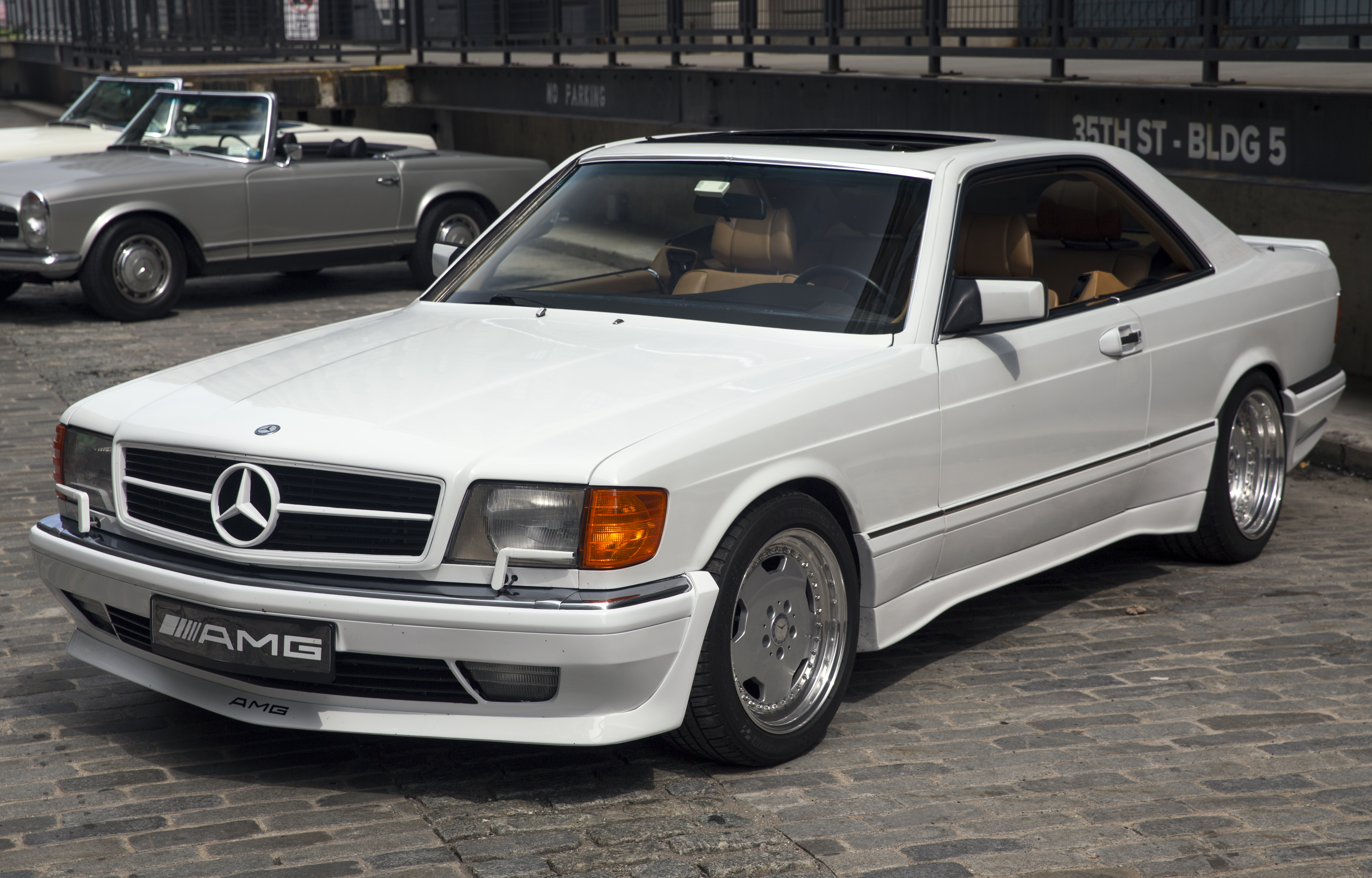
560 SEC (1988)
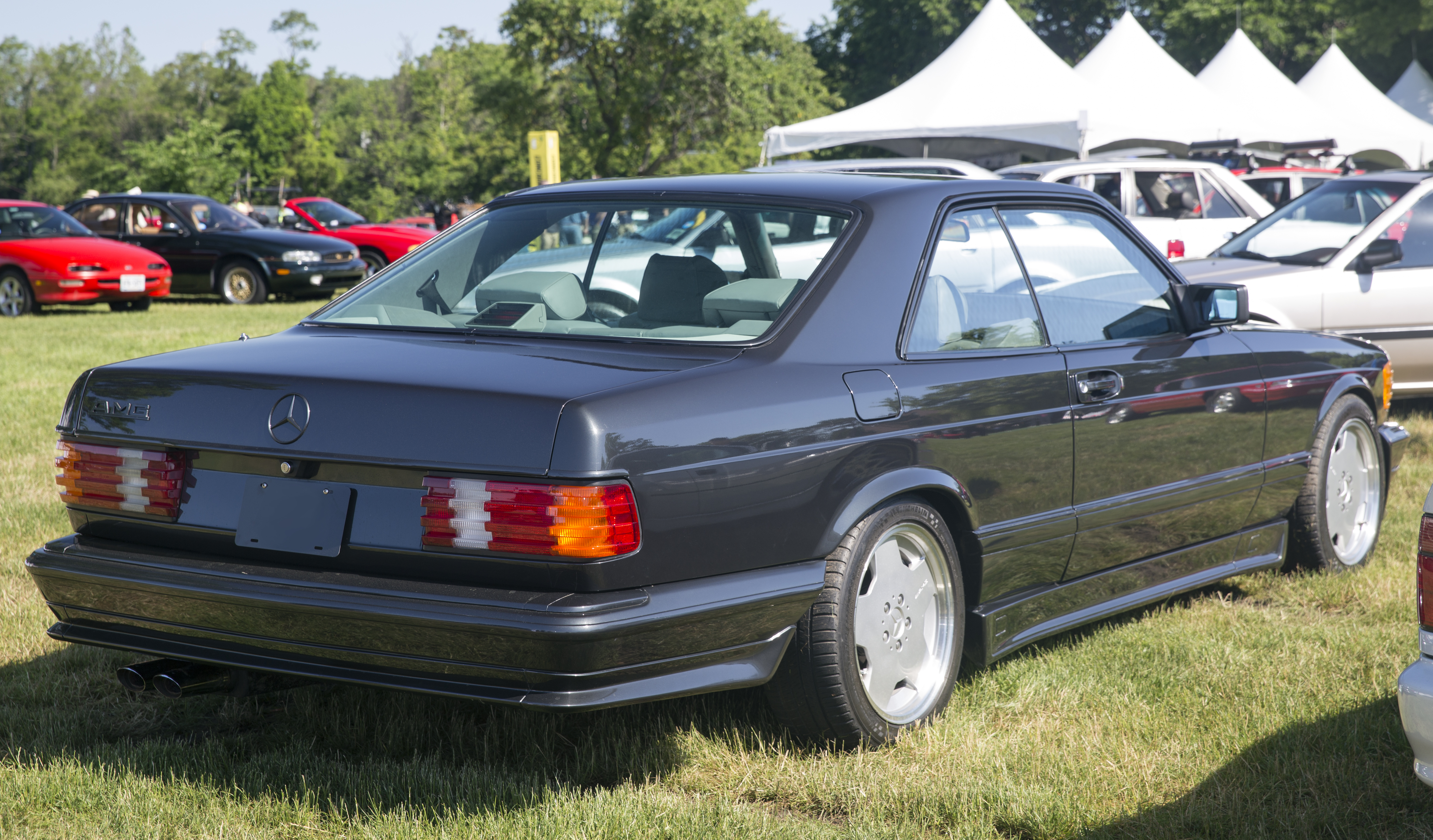
560 SEC AMG in Blauschwarz-metallic

## Exportmodelle für Nordamerika

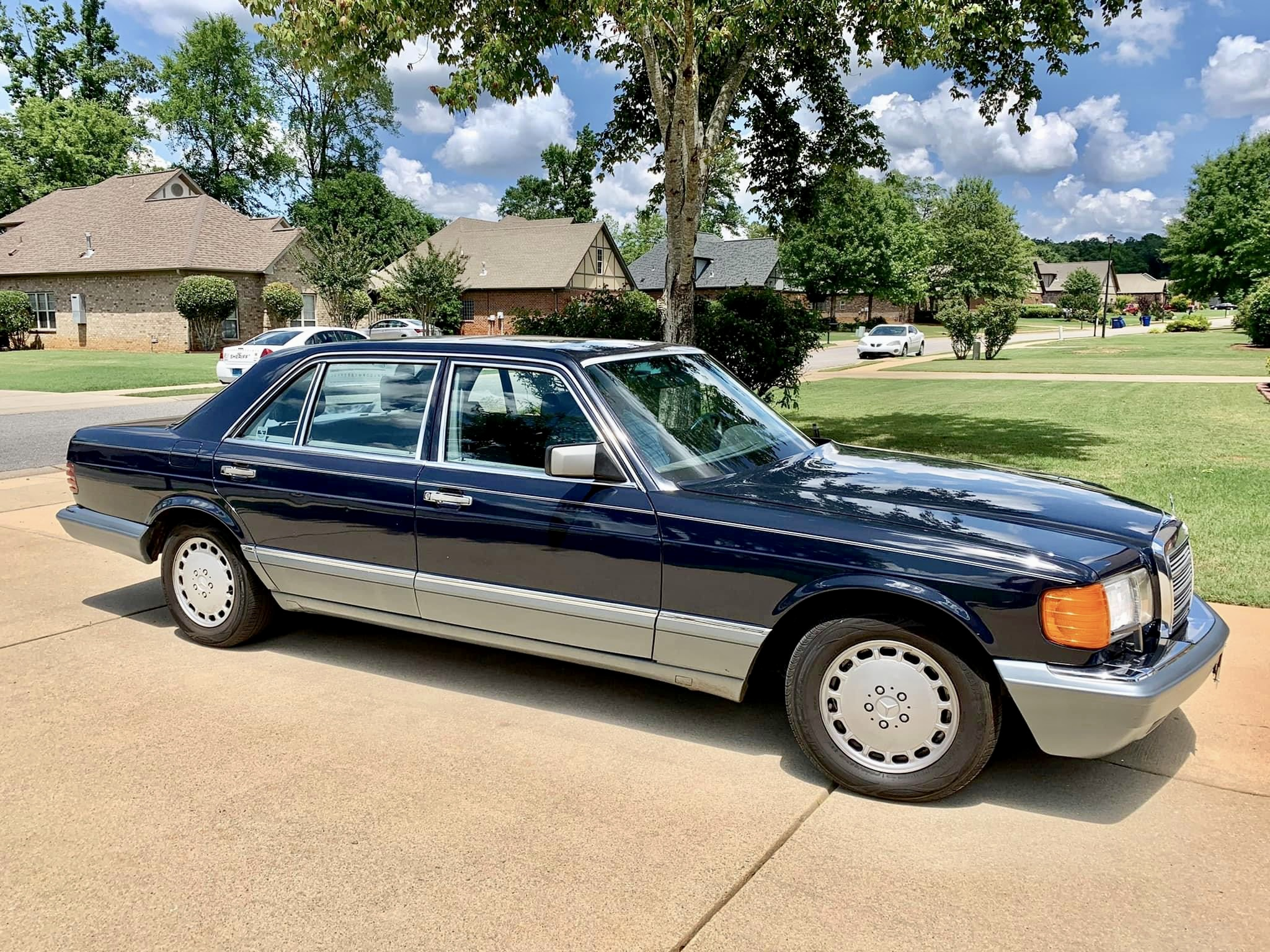
1986 Mercedes-Benz 350 SDL mit US-Scheinwerfern und Stoßfängern

Die für den Export in die USA bestimmten Modelle unterscheiden sich äußerlich von den übrigen Modellen. Aufgrund der Zulassungsvorschriften sind die Stoßfänger voluminöser ausgeführt. Die Scheinwerfer und Nebelscheinwerfer sind bei der ersten Serie separat und nicht unter einem gemeinsamen Scheinwerferglas angeordnet (Sealed-Beam-Scheinwerfer). Die Scheinwerfer der zweiten Serie sind ebenfalls geändert, der optische Unterschied ist nicht mehr so deutlich. Die Rückleuchten verfügen über ein seitliches Begrenzungslicht im (bei dieser Ausführung) rot eingefärbten Randbereich der Blinkleuchten. Generell verfügen die Modelle für den US-Markt über eine bessere Serienausstattung.
Durch die Anpassungen der Motoren auf das in den USA ausschließlich angebotene unverbleite Benzin sank die Leistung der Fahrzeuge. So hat der von 1980 bis 1983 angebotene 380 SEL eine Leistung von lediglich 115 kW (157 PS), der ab 1984 angebotene 500 SEL leistet 137 kW (186 PS). Erst seit der Modellpflege 1985 und der damit verbundenen Einführung von generell für den Betrieb mit unverbleitem Kraftstoff ausgelegten Motoren verfügen auch die US-Modelle über die normale Leistung.
Zudem wurden die Limousinen der Baureihe 126 für den US-Markt auch in folgenden Typen als Turbodieselmodell angeboten. Der 300 SDL Turbodiesel (1985 bis 1987) ist das erste Dieselfahrzeug mit serienmäßigem Partikelfilter. Nicht zuletzt wegen Problemen mit der Dauerhaltbarkeit des Filters wurde die Produktion dieses Modells Ende 1987 eingestellt.
1990 und 1991 gab es dann die Typen 350 SD und 350 SDL Turbodiesel W/V 126 D 35 A (126.134/126.135) mit dem OM 603 D 35 A (603.970) und 100 kW (136 PS) Leistung und Viergang-Automatik (wie beim 300 SDL).

## Technik und Innovation
Wie bei allen Modellen der S-Klasse wurden auch bei der Baureihe 126 zahlreiche technische Innovationen eingeführt, die erst viele Jahre später den Einzug in unterhalb angesiedelten Fahrzeugklassen finden sollten und heute auch in Kleinwagen angeboten werden. Hintergrund sind die häufig hohen Kosten technischer Innovationen in kleinen Stückzahlen, die in der Oberklasse eher auf den Kunden umgelegt werden können. Gleichzeitig ist der Anteil sogenannter „Early Adopters“ in den potentiellen Käuferschichten wesentlich höher.

### Sicherheitsausstattung

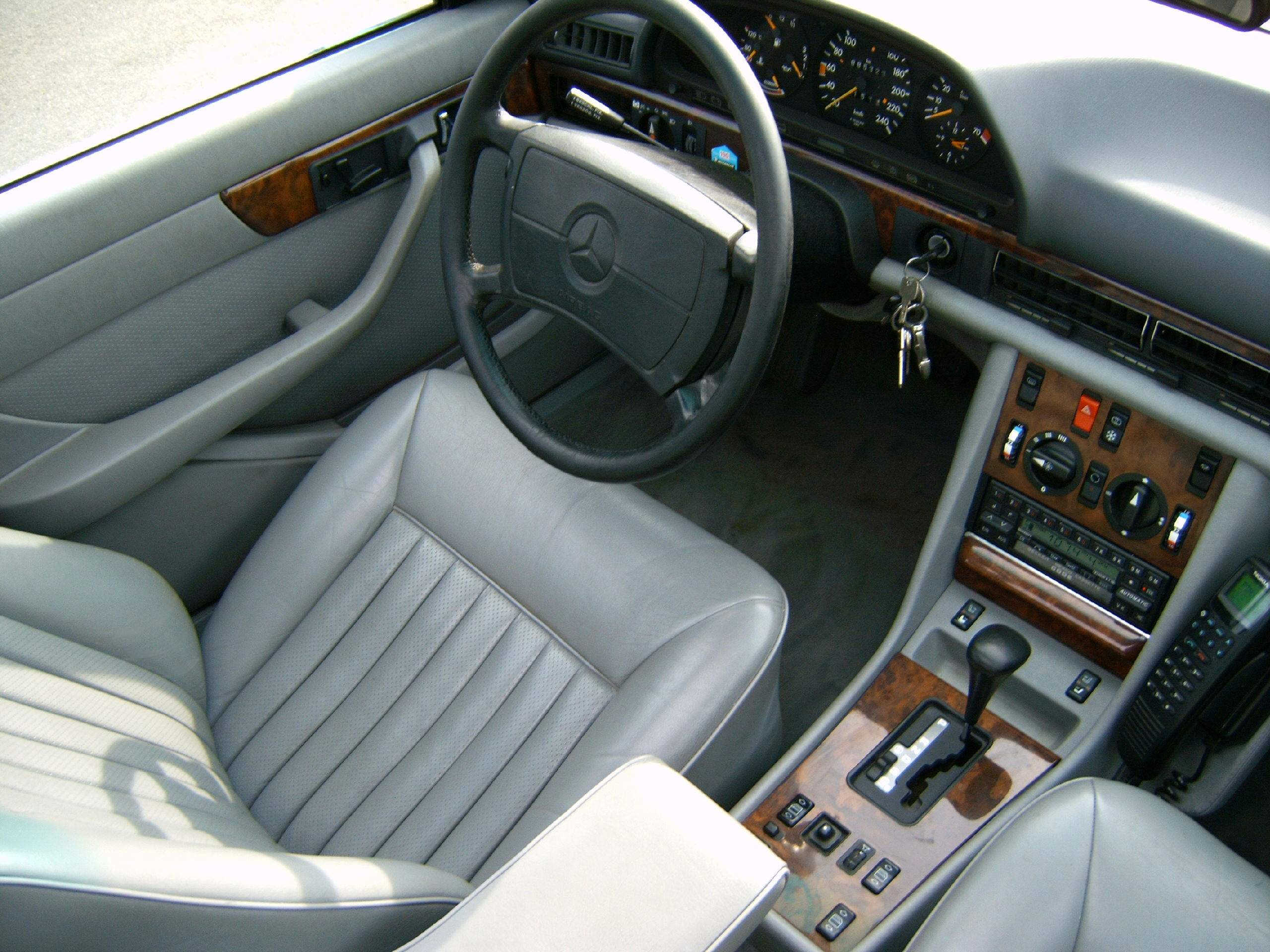
Armaturenbrett mit Airbag-Lenkrad

- 1981 wurde optional ein pyrotechnischer Airbag angeboten, im damaligen Verkaufsprospekt noch als „Luftsack“ bezeichnet – Premiere im Serienautobau. Der Aufpreis dafür war mit 1525,50 DM (inkl. 13 % MwSt.) anfangs hoch und lag auf dem Niveau des optionalen elektrischen Schiebedachs.
(Mitte der 1970er Jahre waren bereits erste Fahrzeuge von Buick und Oldsmobile mit druckluftbetriebenen Airbags ausgerüstet worden (Air Cushion Restraint System), die jedoch wegen Funktionsmängeln zurückgerufen wurden, nachdem es zu Todesopfern durch die Airbags selbst kam. Die US-amerikanische Automobilindustrie erklärte daraufhin die Produktion eines sicher funktionierenden Airbags als nicht realisierbar.)
Bei Mercedes war gegen Ende der 1970er Jahre ein Flottenversuch mit rund 600 Fahrzeugen vorangegangen. Darunter waren auch Geländewagen der G-Klasse, um weitere Erkenntnisse zur Alltagstauglichkeit des Fahrerairbags zu erlangen. Auf einer Gesamtfahrstrecke von weit mehr als 7 Mio. Kilometern wurden mit diesen Fahrzeugen weitreichende Erkenntnisse gewonnen. Besonderes Augenmerk wurde auf mögliche Fehlauslösungen des Systems in Extremsituationen gelegt.
In der Baureihe 126 handelte es sich anfangs um einen fahrerseitigen Airbag im Pralltopf des Lenkrades, kombiniert mit einem Turbinengurtstraffer auf der Beifahrerseite. Dieser sollte die sogenannte Gurtlose beim Beifahrer reduzieren und ihn um Zehntelsekunden früher an der Verzögerung der Karosserie teilnehmen lassen.
- Ab Ende 1987 (Modelljahr 1988) wurde zusätzlich ein Beifahrerairbag als Option geboten, kurze Zeit später auch für die Mittelklasse der Baureihe 124.
- Die Antriebsschlupfregelung (ASR) wurde zum Modelljahr 1987 eingeführt und war die erste vollelektrisch gesteuerte Anfahrhilfe. Sie war anfänglich nur für die V8-Modelle lieferbar. Für die Sechszylindervarianten gab es ein elektrohydraulisches Sperrdifferential namens ASD und zum Modelljahr 1990 auch ein vollwertiges ASR.
- Das für den Export bestimmte und von 1985 bis 1987 gebaute Modell 300 SDL war das erste Dieselfahrzeug mit serienmäßigem Partikelfilter.
- Die Baureihe 126 ist die erste Fahrzeugbaureihe der Welt, die bereits in den 1970er Jahren auf den versetzten Frontalcrash ausgelegt wurde, den sogenannten Offset-Crash, also ein Frontalaufprall mit nur 40 % der Fahrzeugfront und 55 km/h. Hiermit sollte ein typischer Gegenverkehrsunfall simuliert werden. Der Hauptgrund für das hervorragende Abschneiden bei diesem Test war die Gabelträger-Konstruktion, durch die die Aufprallkräfte auf Getriebetunnel, Bodengruppe und Schweller verteilt wurden.[1] Der Offset-Crash gehört erst seit Anfang des neuen Jahrtausends zu den vorgeschriebenen Crashtest-Pflichtprüfungen für Neuwagen in den USA und in der EU.
- Darüber hinaus wurde die S-Klasse vom US-amerikanischen Insurance Institute for Highway Safety (IIHS), welches im Auftrag von Autoversicherungen Crashtests durchführt, in den Jahren 1988 und 1989 zum sichersten Auto auf nordamerikanischen Straßen erklärt. In Deutschland war die Baureihe 126 in den Jahren 1989 und 1990 die beliebteste Oberklasselimousine, über 10 Jahre nach ihrer Vorstellung.

### Fahrwerk
Das Fahrwerk ist bei allen Fahrzeugen bis auf Detailänderungen identisch. Es verfügt über eine Doppelquerlenker-Vorderachse sowie eine Schräglenker-Hinterachse (vom Hersteller als Diagonalpendelachse bezeichnet). Bei den 500er und 560er Modellen gibt es eine Anfahrmomentabstützung, die das Absenken des Heckbereichs bei starker Beschleunigung reduziert. An den Vorderrädern sind die Fahrzeuge der Baureihe 126 mit Faustsattel-Scheibenbremsen ausgerüstet, welche die Verwendung größerer Bremsscheiben gestatten und den Bremszylinder auf der besser gekühlten Radinnenseite haben. Alle Fahrzeuge haben wie die Vorgängergeneration den Lenkrollradius null.

## Bedeutung der Baureihe 126

### Während der Produktionszeit

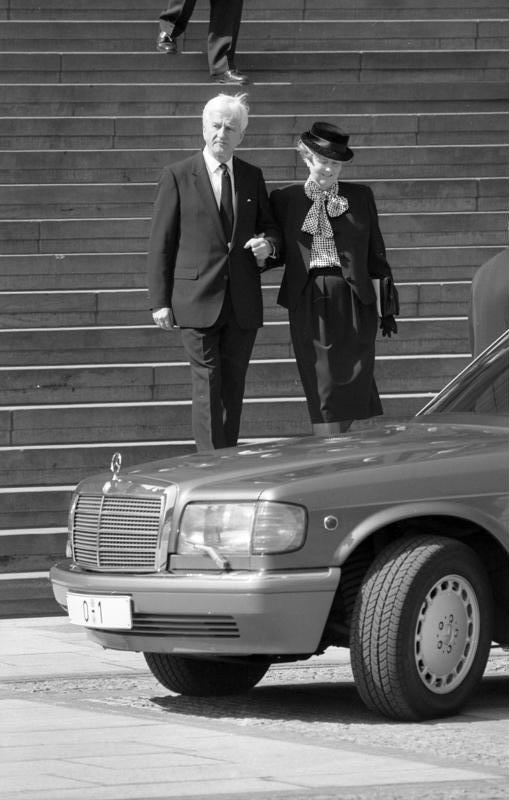
1991 – Richard von Weizsäcker mit Dienstwagen (Kennzeichen 0-1)

Die Baureihe 126 galt in den 1980er Jahren als Oberklasselimousine und Luxussymbol schlechthin, auch wenn es teurere Fahrzeuge wie zum Beispiel von Rolls-Royce oder von Bentley gab.
In den 1980er Jahren wurde der 126er zum Standardfahrzeug der bundesdeutschen Politik und Wirtschaft. Mitglieder der Bundesregierung wurden fast ausschließlich in diesen Fahrzeugen chauffiert, meist in Sonderschutzausführung. Bundeskanzler Helmut Kohl nutzte ein Exemplar des Baumusters 126 und ließ es erst ausmustern, nachdem es eine Laufleistung von mehr als 500.000 km erreicht hatte. Bekannt wurden insbesondere die Bilder eines völlig zerstörten Wagens dieses Typs, in dem 1989 der Vorstandssprecher der Deutschen Bank, Alfred Herrhausen, durch ein Bombenattentat getötet worden war. Erstaunlich war, dass der 126er in Repräsentationskreisen fast immer in den Farben Blau oder anthrazit geordert wurde, jedoch nur selten in schwarz. Auch auf kommunaler Ebene wurde der 126 eingesetzt, beispielsweise als Fahrzeug des Bürgermeisters (bzw. der Bürgermeisterin) in Frankfurt am Main mindestens bis Mitte der 1990er Jahre.
Ebenso nutzten zahlreiche Mitglieder ausländischer Regierungen die Baureihe, wenn sie nicht heimischen Fabrikaten den Vorzug gaben. So nutzte Nelson Mandela einen Mercedes 500 SE. Er wurde ihm 1990 als designiertem Präsident eines modernen Südafrika von Arbeitern des Werks von Mercedes-Benz of South Africa geschenkt, die ihn in Freischichten gebaut hatten. Der konservative griechische Ministerpräsident Konstantinos Karamanlis fuhr einen 500 SEL, nach dem Regierungswechsel stieg sein sozialistischer Nachfolger Andreas Papandreou auf einen 280 SE um, Papandreou legte mit dem Fahrzeug über 180tkm zurück. Beide Fahrzeuge haben die gleiche blaue Metallic-Lackierung und existieren bis heute. Sie unterscheiden sich aber deutlich in der Ausstattung: Das Exemplar des konservativen Politikers ist gepanzert und hat eine Vollausstattung, das Exemplar des Sozialisten verfügt lediglich über Alufelgen und ist innen in grün gehalten, der Parteifarbe.
Das direkte Konkurrenzmodell, der BMW E23, stellte keine besondere Gefahr für den Absatz des W 126 dar und wurde in Regierungskreisen fast ausschließlich von bayerischen Regierungsbeamten gefahren. Erst sein Nachfolger, der BMW E32, konnte eine ähnlich bedeutende Stellung in Gesellschaft und Politik erreichen.

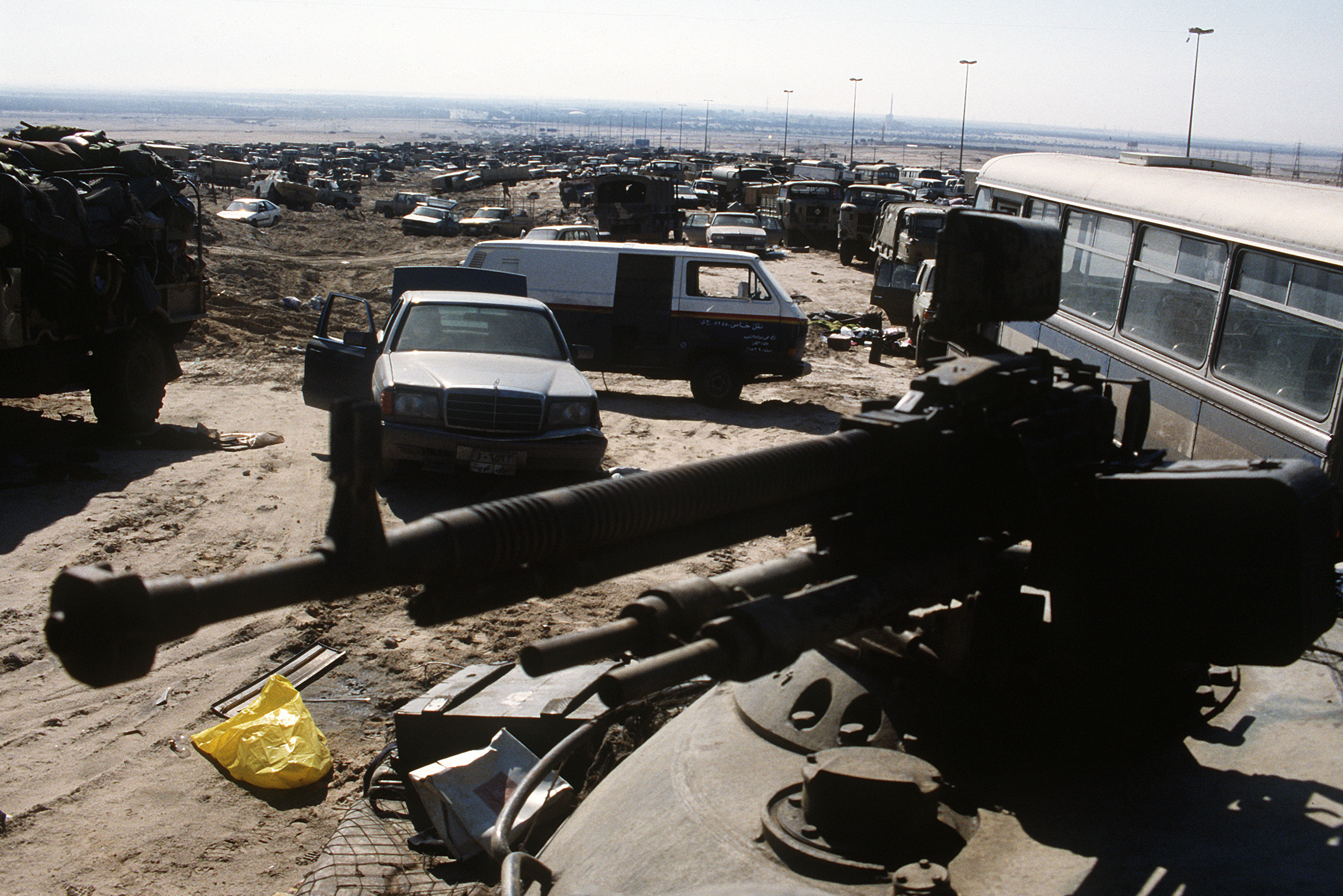
Ein verlassener W 126 auf dem Highway of Death im zweiten Golfkrieg

Zahlreiche, meist umgebaute Fahrzeuge wurden in den arabischen Raum geliefert. Die Baureihe 126 war in Filmproduktionen beliebt, wenn der Wohlstand des Besitzers zum Ausdruck gebracht werden sollte. Zu diesen Filmen zählen u. a. Beverly Hills Cop (500 SEL), Mein Partner mit der kalten Schnauze (560 SEL), Der Morgen stirbt nie, Kamikaze 1989 mit Rainer Werner Fassbinder, Der große Bellheim mit Mario Adorf (500 SEL), Peter Strohm mit Klaus Löwitsch (300 SE) und Der Prinz aus Zamunda (560 SEL und 500 SEL Stretch-Limousine), Stirb langsam: Jetzt erst recht mit Bruce Willis (560 SEL).
Auch unter Rennsportlern der Formel 1 war die Baureihe 126 als Privatfahrzeug sehr beliebt. So fuhren beispielsweise in der Formel-1-Saison 1983 20 von 35 Fahrern privat ein Fahrzeug der Baureihe 126. Darunter u. a. Keke Rosberg, Niki Lauda und Nigel Mansell. Selbst Nelson Piquet, der als Fahrer von Brabham-BMW einen BMW 745i als Dienstwagen zur Verfügung gestellt bekam, sowie sein Teamkollege Riccardo Patrese fuhren privat einen Mercedes 500 SEL (Piquet) bzw. 500 SE und 500 SEC (Patrese), obwohl der Motorenlieferant ihres Teams in direkter Konkurrenz zu Mercedes stand.

### Bedeutung nach Produktionsende

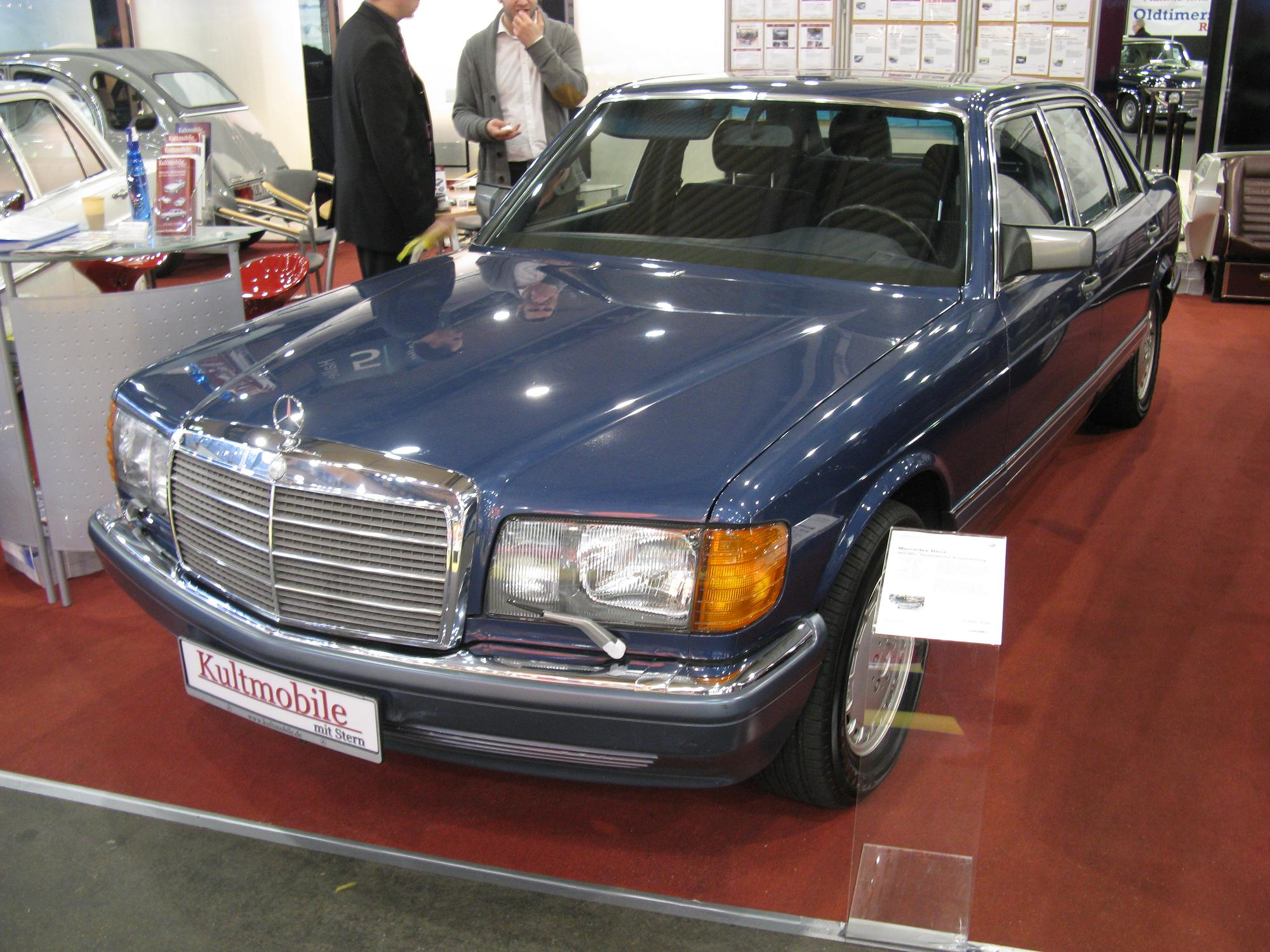
Heute ist der W 126 ein gefragter Oldtimer mit Wertzuwachs

Einige Neuwagenkäufer der Baureihe 126 konnten sich mit dem viel kritisierten Nachfolgemodell Baureihe 140 nicht anfreunden („Zu groß, zu unproportioniert und zu wenig zeitgemäß sei seine Erscheinung“, urteilte die Fachpresse. Der Autoreisezug nach Sylt war aufgrund der Fahrzeugbreite nicht auf den für Pkw vorgesehenen Doppelstockwagen befahrbar, stattdessen mussten die für Lkw vorgesehenen Flachwagen des Autoreisezuges benutzt werden). Im Vergleich zum zeitlos-elegant wirkenden W 126 erschien der größer proportionierte Nachfolger vielen potentiellen Käufern als zu protzig. Diese wechselten oft zur Konkurrenz oder behielten ihr Fahrzeug bis zum Erscheinen der Baureihe 220, worauf auch das größere Gebrauchtwagenangebot aus erster Hand der Baureihe 126 um das Jahr 1998 zurückzuführen war.
Nach Produktionsende war die Baureihe 126 aufgrund der außergewöhnlich langen Bauzeit von zwölf Jahren selbst für viele Gebrauchtwagenkäufer nicht mehr interessant, was sich in der Preisentwicklung widerspiegelte. Besonders die Käufer, die sich ein gebrauchtes Oberklassefahrzeug allein aus Prestigegründen zulegen wollten, bevorzugten den damals wesentlich moderner erscheinenden BMW der 7er-Reihe E32, der erst 1986 auf den Markt gekommen war. Die Gebrauchtwagenpreise dieses direkten und damals aktuellen Konkurrenzmodells waren zunächst wesentlich höher, während besonders W 126-Modelle aus der ersten Serie zu geringen Preisen auf dem Gebrauchtwagenmarkt angeboten wurden. Später kehrte sich das Preisverhältnis um. Die meisten Fahrzeuge der Baureihe 126 erzielen heute erheblich höhere Preise als vergleichbare 7er-BMW-Modelle der E32-Baureihe.
Das Preisniveau für die Baureihe 126 hat die Talsohle bereits durchschritten, da der Wagen heute zunehmend als zeitloser Oldtimer entdeckt wird und die Nachfrage nun wieder anzieht. Mit den Mercedes-Benz Young Classics hat das auch der Hersteller erkannt und bietet nun gepflegte oder restaurierte Fahrzeuge in der Mercedes-Benz Welt in Stuttgart bzw. über das Internet an.

### Bedeutung der Baureihe 126 als Oldtimer
Aufgrund der technischen und gestalterischen Innovationen des Fahrzeugs (Kunststoffstoßfänger, versenkte Scheibenwischer usw.) war der W 126 in der Oldtimerszene zunächst umstritten. Dafür war hauptsächlich das moderne Design verantwortlich: Besonders die Fahrzeuge der zweiten Serie ab 1985 mit ihren glattflächigen Beplankungen und den mit den Felgen bündigen Leichtmetallradscheiben sahen für viele Betrachter nicht wie ein Oldtimer aus. Mittlerweile wird der W 126 auch von der Fachpresse als Oldtimer akzeptiert.

## Technische Daten

### Limousine (1. Serie)
| Modell (Baumuster)                  | Motor                             | Hubraum  | Leistung                                                   | Bauzeit                        | Bemerkungen           |
| 280 S (126.021)                     | Sechszylinder- Reihenmotor M 110  | 2746 cm³ | 115 kW (156 PS)                                            | 1979–1985                      | nicht als Langversion |
| 280 SE (126.022)/ 280 SEL (126.023) | Sechszylinder- Reihenmotor M 110  | 2746 cm³ | 136 kW (185 PS)                                            | 1979–1985 (SE) 1980–1985 (SEL) |                       |
| 380 SE (126.032)/ 380 SEL (126.033) | Achtzylinder- V-Motor M 116/M 117 | 3818 cm³ | 160 kW (218 PS) (bis 10/1981) 150 kW (204 PS) (ab 10/1981) | 1980–1985                      |                       |
| 500 SE (126.036)/ 500 SEL (126.037) | Achtzylinder- V-Motor M 116/M 117 | 4973 cm³ | 177 kW (240 PS) (bis 10/1981) 170 kW (231 PS) (ab 10/1981) | 1980–1985                      |                       |

### Limousine (2. Serie)

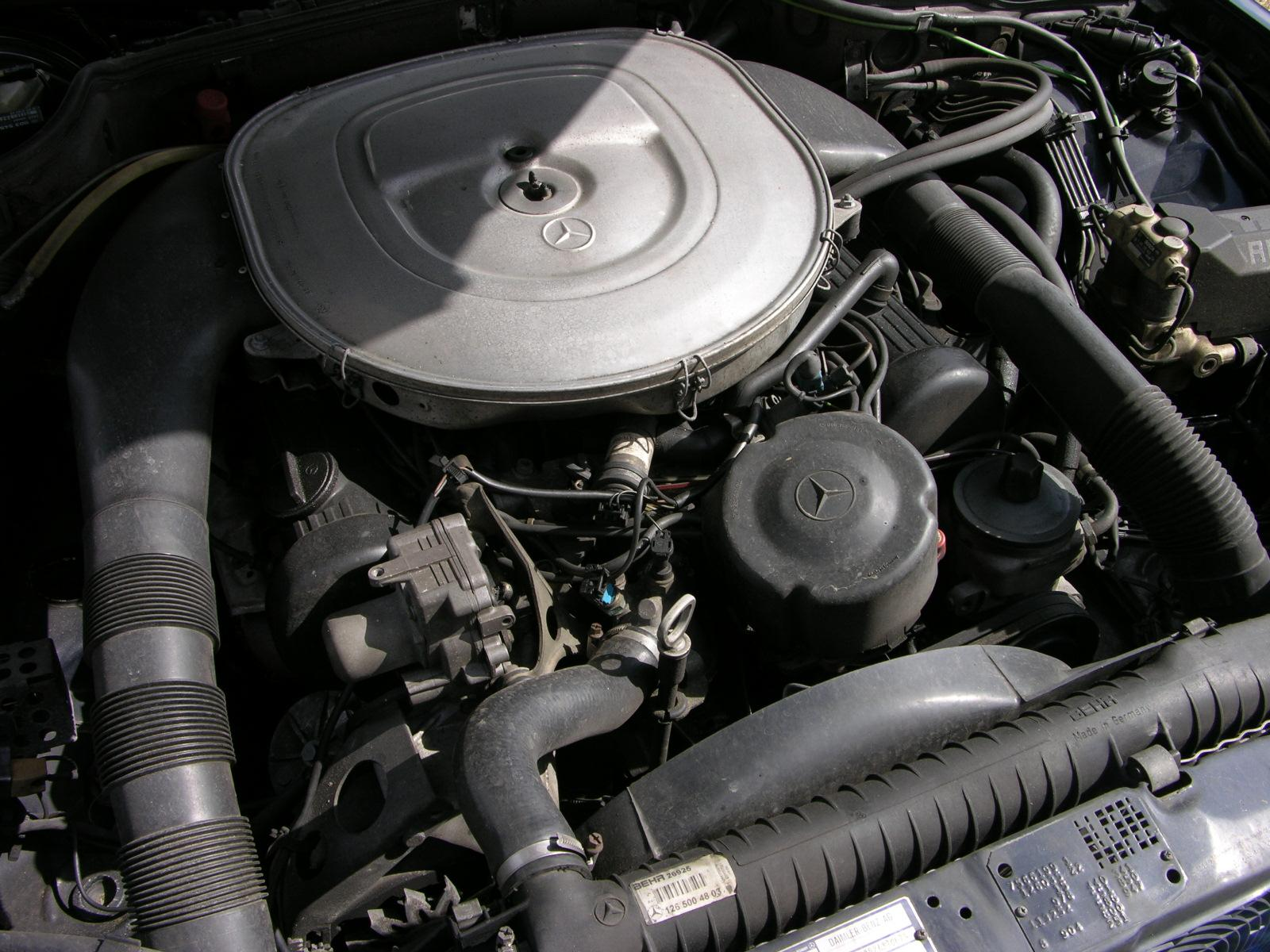
Motor M 116 im 420 SEL

| Modell (Baumuster)                         | Motor                            | Hubraum  | Leistung ohne Kat                                                                          | Leistung mit Kat                                                 | Bauzeit                        | Bemerkungen           |
| 260 SE * (126.020)                         | Sechszylinder- Reihenmotor M 103 | 2599 cm³ | 122 kW (166 PS)                                                                            | 118 kW (160 PS) (1)                                              | 1985–1991                      | nicht als Langversion |
| 300 SE * (126.024) / 300 SEL* (126.025)    | Sechszylinder- Reihenmotor M 103 | 2962 cm³ | 138 kW (188 PS)                                                                            | 132 kW (180 PS) (1)                                              | 1985–1991                      |                       |
| 420 SE ** (126.034) / 420 SEL** (126.035)  | Achtzylinder- V-Motor M 116      | 4196 cm³ | 160 kW (218 PS) (bis 9/1987) 170 kW (231 PS) (ab 9/1987)                                   | 150 kW (204 PS) (1) (bis 9/1987) 165 kW (224 PS) (1) (ab 9/1987) | 1985–1991                      |                       |
| 500 SE ** (126.036) / 500 SEL ** (126.037) | Achtzylinder- V-Motor M 117      | 4973 cm³ | 180 kW (245 PS) (bis 9/1987), 195 kW (265 PS) (ab 9/1987)                                  | 164 kW (223 PS) (2) (bis 9/1987) 185 kW (252 PS) (2) (ab 9/1987) | 1985–1991 (SE) 1985–1992 (SEL) |                       |
| 560 SE ** (126.038) / 560 SEL ** (126.039) | Achtzylinder- V-Motor M 117      | 5547 cm³ | 220 kW (299 PS) ECE (bis 9/1986) 200 kW (272 PS) (bis 9/1987), 220 kW (299 PS) (ab 9/1987) | 178 kW (242 PS) (2) (bis 9/1987) 205 kW (279 PS) (2) (ab 9/1987) | 1988–1991 (SE) 1985–1992 (SEL) |                       |

### Coupé (1. Serie)
Die Coupé-Modelle wurden seit Produktionsbeginn nur mit Achtzylinder-V-Motoren angeboten.
| Modell (Baumuster)    | Motor                       | Hubraum  | Leistung        | Bauzeit   |
| 380 SEC (3) (126.043) | Achtzylinder- V-Motor M 116 | 3818 cm³ | 150 kW (204 PS) | 1981–1985 |
| 500 SEC (126.044)     | Achtzylinder- V-Motor M 117 | 4973 cm³ | 170 kW (231 PS) | 1981–1985 |

### Coupé (2. Serie)
| Modell (Baumuster) | Motor                       | Hubraum  | Leistung ohne Kat                                         | Leistung mit Kat                                                 | Bauzeit   |
| 420 SEC (126.046)  | Achtzylinder- V-Motor M 116 | 4196 cm³ | 160 kW (218 PS) (bis 9/1987) 170 kW (231 PS) (ab 9/1987)  | 150 kW (204 PS) (1) (bis 9/1987) 165 kW (224 PS) (1) (ab 9/1987) | 1985–1991 |
| 500 SEC (126.044)  | Achtzylinder- V-Motor M 117 | 4973 cm³ | 180 kW (245 PS) (bis 9/1987), 195 kW (265 PS) (ab 9/1987) | 164 kW (223 PS) (2) (bis 9/1987) 185 kW (252 PS) (2) (ab 9/1987) | 1985–1991 |
| 560 SEC (126.045)  | Achtzylinder- V-Motor M 117 | 5547 cm³ | 200 kW (272 PS) (bis 9/1987), 220 kW (299 PS) (ab 9/1987) | 178 kW (242 PS) (2) (bis 9/1987) 205 kW (279 PS) (2) (ab 9/1987) | 1985–1991 |

* Schaltgetriebe, Automatikgetriebe optional erhältlich

** nur mit Automatikgetriebe erhältlich

### Dieselmodelle für Amerika (1980–1991)
Diese Modelle wurden in die USA und nach Kanada und Japan exportiert. Hier hatte Mercedes bereits Erfahrungen mit einer Diesel-Motorisierung im Vorgängertyp W 116. In Europa wurden S-Klasse-Diesel weiterhin nicht angeboten: Die seinerzeit noch lauten und leistungsschwachen Dieselmotoren hatten in Europa und auf anderen Märkten nicht den Ruf, sich zum Einbau in Oberklasse-Pkw zu eignen. Ein weiterer Grund waren die schwachen Fahrleistungen: Mit einer Beschleunigungszeit von 0 auf 100 km/h in 13 bis 16 Sekunden und einer Höchstgeschwindigkeit von lediglich 165 bis 175 km/h genügten sie nicht den seinerzeit bei der europäischen Klientel vermuteten Erwartungen an ein Oberklassefahrzeug. Diesel wurden hauptsächlich mit Verbrauchseinsparung in Verbindung gebracht. Vor allem kamen Diesel-Modelle den von der kalifornischen Gesetzgebung ausgehenden Flottenverbrauchsvorgaben entgegen. Erst mit dem Nachfolgemodell W 140 bot Daimler-Benz dann einen S-Klasse-Turbodiesel auch in Europa an.
| Modell              | Baumuster | Motor                               | Hubraum  | Leistung                                                                  | Beleg  |
| ------------------- | --------- | ----------------------------------- | -------- | ------------------------------------------------------------------------- | ------ |
| 300 SD Turbodiesel  | 126.120   | Fünfzylinder- Reihenmotor OM 617 A  | 2998 cm³ | 89 kW (121 PS) (09.1979 bis 10.1982) 92 kW (125 PS) (10.1982 bis 08.1985) | [ 11 ] |
| 300 SDL Turbodiesel | 126.125   | Sechszylinder- Reihenmotor OM 603 A | 2996 cm³ | 110 kW (150 PS) (02.1985 bis 09.1987)                                     | [ 12 ] |
| 350 SD Turbodiesel  | 126.134   | Sechszylinder- Reihenmotor OM 603 A | 3449 cm³ | 100 kW (136 PS) (06.1990 bis 08.1991)                                     | [ 13 ] |
| 350 SDL Turbodiesel | 126.135   | Sechszylinder- Reihenmotor OM 603 A | 3449 cm³ | 100 kW (136 PS) (06.1990 bis 08.1991)                                     | [ 14 ] |

## Fahrleistungen und Verbrauch

### 1979–1985
| Modell     | Leistung                        | Höchst- geschwindigkeit | 0 – 100 km/h | Verbrauch * |
| ---------- | ------------------------------- | ----------------------- | ------------ | ----------- |
| 280 S      | 115 kW (156 PS)                 | 200 km/h                | 11,0 s       | 15,1 l **   |
| 280 SE/SEL | 136 kW (185 PS)                 | 210 km/h                | 10,0 s       | 15,6 l **   |
| 380 SE/SEL | 150 kW (204 PS) 160 kW (218 PS) | 210 km/h 215 km/h       | 9,8 s 9,6 s  | 17,5 l **   |
| 500 SE/SEL | 170 kW (231 PS) 177 kW (241 PS) | 225 km/h 225 km/h       | 8,1 s 8,0 s  | 18,5 l **   |

* Durchschnittsverbrauch
** vor der Motorenüberarbeitung im Rahmen des „Mercedes-Benz Energiekonzeptes“

### 1985–1991
Der 560 SEL mit 220 kW (299 PS) war bei seiner Markteinführung die schnellste Großserienlimousine der Welt, bis BMW 1987 mit dem 750 il gleichzog. Lediglich der in einer Kleinserie von 278 Stück produzierte Alpina B7 Turbo auf Basis des BMW E28 erreichte eine um 10 km/h höhere Endgeschwindigkeit. Die Fahrleistungen des 560 SEL waren seinerzeit mit denen des Porsche 911 Carrera 3,2 oder des Ferrari Mondial vergleichbar. Der Verbrauch der Fahrzeuge ab 1985 konnte durch die verbesserten Motoren erheblich reduziert werden.
| Modell         | Leistung                                                        | Höchst- geschwindigkeit             | 0 – 100 km/h            | Verbrauch *     | Leergewicht                |
| -------------- | --------------------------------------------------------------- | ----------------------------------- | ----------------------- | --------------- | -------------------------- |
| 260 SE         | 118 kW (160 PS) 122 kW (166 PS)                                 | 200 km/h 205 km/h                   | 11 s 10,5 s             | 10,3 bis 10,7 l | 1570 kg                    |
| 300 SE 300 SEL | 132 kW (180 PS) 138 kW (188 PS)                                 | 205 km/h 210 km/h                   | 9,3 s 9,1 s             | 10,5 bis 10,9 l | 1570 kg (SE) 1590 kg (SEL) |
| 420 SE 420 SEL | 150 kW (204 PS) 160 kW (218 PS) 165 kW (224 PS) 170 kW (231 PS) | 210 km/h 218 km/h 220 km/h 222 km/h | 8,7 s 8,5 s 8,3 s 8,2 s | 11,5 bis 11,9 l | 1640 kg (SE) 1660 kg (SEL) |
| 500 SE 500 SEL | 164 kW (223 PS) 180 kW (245 PS) 185 kW (252 PS) 195 kW (265 PS) | 220 km/h 230 km/h 230 km/h 235 km/h | 8,0 s 7,6 s 7,5 s 7,3 s | 12,0 bis 12,5 l | 1670 kg (SE) 1690 kg (SEL) |
| 560 SE 560 SEL | 178 kW (242 PS) 200 kW (272 PS) 205 kW (279 PS) 220 kW (299 PS) | 228 km/h 238 km/h 242 km/h 250 km/h | 7,6 s 7,3 s 7,2 s 6,9 s | 13,6 l **       | 1800 kg (SE) 1830 kg (SEL) |

* Drittelmix
** Werksangaben

## Ausstattungsvarianten und Charakteristika

### Allgemein
Die Fahrzeugausstattung war zur Markteinführung recht eingeschränkt. So gab es außer einer Servolenkung keine nennenswerten Besonderheiten, jedoch eine lange Aufpreisliste für Extras. Selbst heute selbstverständliche Dinge wie ein rechter Außenspiegel, elektrische Fensterheber oder eine Zentralverriegelung mussten mit Aufpreis bezahlt werden. Fahrzeuge ohne oder mit sehr wenigen Sonderausstattungen werden unter Liebhabern als „Buchhalterversion“ bzw. „...mit Buchhalterausstattung.“ bezeichnet.
Das Einstiegsmodell 280 S verfügte nicht über einen serienmäßigen Drehzahlmesser. Lediglich das Spitzenmodell 500 SEL hatte schon serienmäßig Velourssitze, vierfach elektrische Fensterheber sowie Zentralverriegelung.
Allerdings verfügt die Baureihe über zahlreiche durchdachte Details, die oft auf den ersten Blick nicht zu erkennen sind. Dazu gehören unter anderem der schmutzfreie Einstiegsbereich, vollständig versenkte und parallel angeordnete Scheibenwischer, die durch ihre Konstruktion immer parallel zur Strömung liegen, dadurch ein Abheben bei hohen Geschwindigkeiten verhindern und über 73 % der Frontscheibe reinigen, ein wärme- und schalldämmender Aggregateraum zwischen Motor- und Fahrgastraum, eine „Heizmatik“, die die gewählte Innenraumtemperatur in allen Fahrzuständen ohne weitere Eingriffe des Fahrers konstant hält, zudem auch die vorderen Türverkleidungen heizt und bei optionaler Klimaanlage auch kühlt oder ein „Werkstattschlüssel“, der im Gegensatz zum normalen Fahrzeugschlüssel den durch diesen verriegelten Kofferraum und das Handschuhfach nicht öffnen kann; er war bei Mercedes schon aus der /8-Baureihe Ende der 1960er Jahre bekannt. Der Werkstattschlüssel kann dem Werkstatt- oder einem Parkservicepersonal überreicht werden, ohne dass das Personal Zugriff auf Kofferraum oder Handschuhfach hat.
Bis zum Ende der Bauzeit wurde die Serienausstattung immer weiter aufgewertet, so dass die Fahrzeuge aus den letzten Baujahren damals als relativ gut ausgestattet zu bezeichnen waren. Die 560er Modelle wiesen zahlreiche Ausstattungsdetails serienmäßig auf, die für die kleineren Modelle nur gegen Aufpreis erhältlich waren (z. B. Klimaanlage).

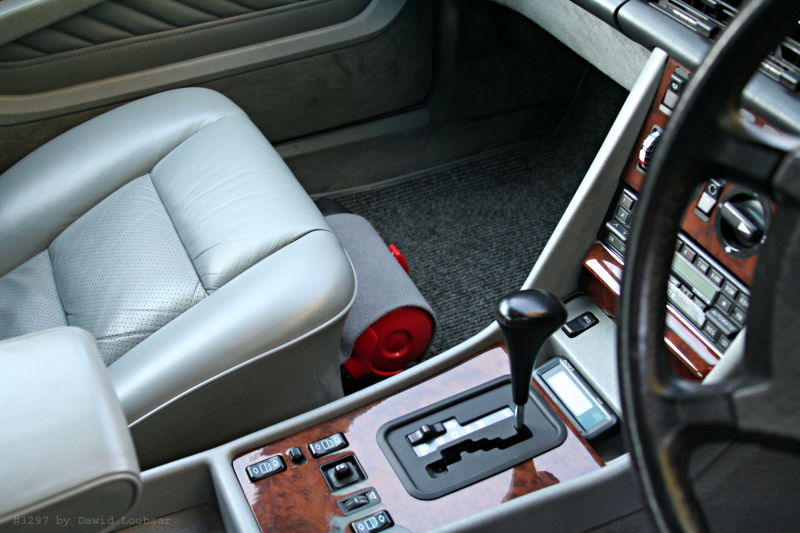
Innenausstattung

Eine Ausnahme stellten die Coupé-Modelle dar. Diese waren seit Produktionsbeginn wesentlich besser ausgestattet als die Limousinen. Unter anderem gehörten Velourssitze und elektrische Fensterheber zur Grundausstattung. Jedoch ließen auch Coupés sich noch wesentlich mit Sonderausstattungen aufrüsten.
Selbst das nachträgliche Nachrüsten von Sonderausstattungen wurde bei dieser Baureihe zum System erhoben. Die Liebhaber dieser Fahrzeuge bestreiten heute oftmals, dass es überhaupt „voll ausgestattete“ Wagen gebe, weil in Einzelfällen die eine Wahl dann eine andere ausschließt. Auch ist eine genaue Kenntnis des jeweiligen Serienlieferumfangs zum Produktionszeitpunkt nötig, um über Sonderausstattungen reden zu können, da der Serienlieferumfang beständig erweitert wurde. Bis 1988 jedoch wurden z. B. Achtzylinder-Wagen ausgeliefert, die dann zwar rundum elektrische Fensterheber, aber immer noch keine Klimaanlage hatten. Noch komplexer wird das Thema Sonderausstattungen dieser Baureihe, wenn man berücksichtigt, dass auf Kundensonderwunsch auch Extras eingebaut wurden, die in keiner Aufpreisliste zu finden waren und individuell nach Aufwand kalkuliert wurden. Dieser Punkt macht auch die Beurteilung der Originalität von Wagen der Baureihe 126 sehr schwer. Zur Beurteilung wird die Datenkarte und in manchen Fällen sogar die Werksbestellung benötigt, um nachgerüstetes Zubehör von original verbauten Extras zu unterscheiden. Der Fachmann spricht in diesen Fällen vom „Zustand nach Datenkarte“, mitunter werden Wagen auch auf diesen Zustand rückgerüstet. Der Auslieferungszustand dieser Wagen ist beim Hersteller und auch im Internet in den Foren zum W 126 auch weit mehr als 30 Jahre nach der Produktion mit hoher Genauigkeit ermittelbar.
Die Ausstattungssicht auf Fahrzeuge der Reihe 126 ist zweigeteilt: Zum einen gibt es die Liebhaber von sportlich umgebauten Wagen, die mit breiteren Rädern, Fahrwerkssätzen zur Tieferlegung, auch teils mit Spoilern und Seitenschwellerverkleidungen einem Ideal huldigen, das in den 90er Jahren als Gebrauchtwagen oft auch die Rotlichtbezirke der Großstädte zierte. Zum anderen gibt es die Originalitätsanhänger, die einen Wagen bevorzugen, wie ihn das Werk in Sindelfingen einst lieferte. Generell werden letztere Fahrzeuge heute höher wertgeschätzt und sportliche Umbauten oft als wertmindernd gesehen.
Wiederum im Gegensatz hierzu stehen Umbauten namhafter Tuner wie AMG, Brabus oder SGS, die eine spezifische Anhängerschar haben und heute schon höhere Preise erzielen, wenn ein Wagen nachweislich in damaliger Zeit entstanden ist und der Ausstattungsumfang aus dem Tuningbetrieb gut dokumentiert ist – womit durchaus auch ein H-Kennzeichen für „zeitgenössisch umgebaute“ Wagen möglich ist.

### Innenausstattung

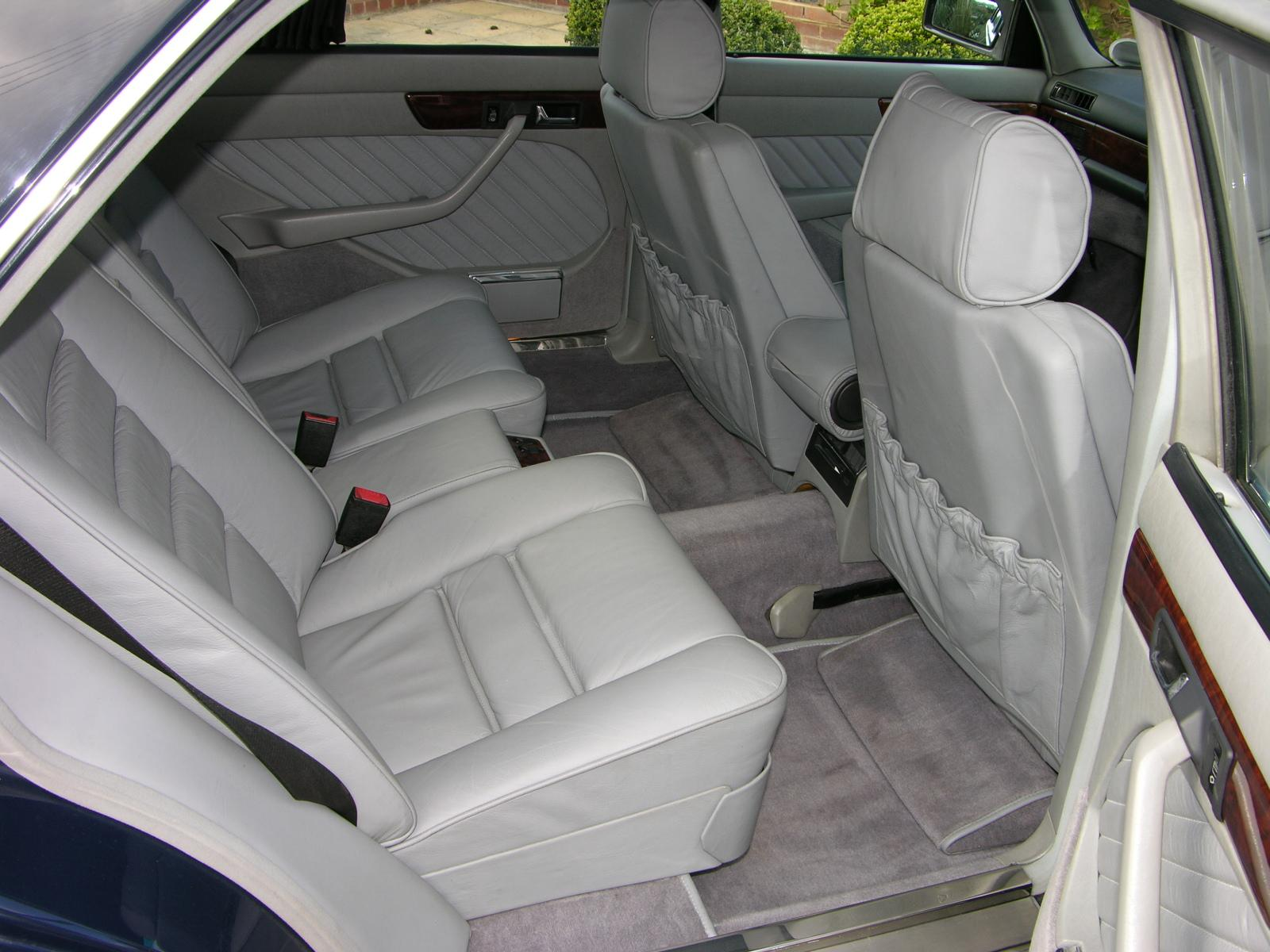
Fondbereich eines 420 SEL mit Coupé-Sitzanlage

Der Innenraum war serienmäßig mit Zebrano-Holzblenden im Bereich des Armaturenbretts, der Mittelkonsole und der Türverkleidungen ausgestattet. Gegen Aufpreis war die „Holzausführung Wurzelnuss“ erhältlich (serienmäßig bei Coupés und 560ern). Wie bei Mercedes üblich, wurden die Holzblenden der Mittelkonsole je nach gewählter Sonderausstattung für jedes Fahrzeug individuell gefertigt, da bei fehlenden Ausstattungsmerkmalen die Öffnungen für fehlende Schalter nicht, wie bei den Kunststoffblenden der kleineren Baureihen üblich, mit Blindstopfen abgedeckt werden sollten.
Für Sitzbezüge und Mittelteile der Türverkleidungen waren offiziell fünf verschiedene Bezugsstoffe lieferbar:
| Stoff                                    | serienmäßig                                                   |
| Velours                                  | gegen Aufpreis serienmäßig bei 500 SEL, 560 SE/SEL und Coupés |
| MB-Tex (Kunstleder)                      | gegen Aufpreis nicht bei 500 SEL, 560 SE/SEL und Coupés       |
| Leder *                                  | gegen Aufpreis bei allen 560ern wahlweise ohne Aufpreis       |
| Amaretta (Kunstfaser, ähnlich Alcantara) | gegen Aufpreis bei allen 560ern wahlweise ohne Aufpreis       |

* Bis zur Einführung der Softlederausstattung ab Modelljahr 89 waren bei Fahrzeugen mit Lederausstattung die Mittelteile der Türverkleidungen mit dem Kunstleder „MB-Tex“ bezogen.
Für die SEL-Modelle war gegen hohen Aufpreis eine viersitzige Variante mit zwei Einzelsitzen im Fond – ähnlich derer der Coupé-Modelle – als Coupésitzanlage (SA 224) erhältlich. Diese war nicht mit Stoff und MB-Tex kombinierbar und verfügt über eine elektrische Sitzverstellung für jeden einzelnen Sitz. Die hinteren Sitze waren in der Längsrichtung und auf Wunsch auch in der Höhe elektrisch verstellbar.
Diese Sitzanlage verfügte auch vorne über die Sportsitze der Coupé-Modelle und bei Wahl des Bezugsstoffes Velours über die gleichen quergestreiften Bezüge.

### Außenausstattung
Äußerlich gibt es mit Ausnahme der 560er-Modelle mit 215er Bereifung ab Werk keine Ausstattungsmerkmale, die die einzelnen Modelle voneinander unterscheiden. Bei den 560ern mit 215er Bereifung sind die vorderen Radläufe ca. 15 mm weiter ausgestellt als bei den anderen Modellen. Auf einigen Exportmärkten wurden auch die 560er-Modelle ab Werk mit 205er Reifen ausgestattet, diese sind mit den normalen Kotflügeln der anderen Modelle ausgestattet.
Die einzigen Ausstattungen, Scheinwerferwischanlage und Leichtmetallräder, waren für alle Modelle als Option verfügbar. Bei Wahl des SA-Codes 260 Wegfall Typenbezeichnung auf Kofferraumdeckel ist somit einem Außenstehenden die Identifikation eines Modells nicht möglich.
Fahrzeuge der ersten Serie, auch die Coupés, haben generell Stahlräder mit Radzierblenden. Letztere wurden – erstmals bei einem Mercedes-Serienfahrzeug – zum Zweck der Gewichtsersparnis aus Kunststoff gefertigt. Leichtmetallfelgen waren gegen Aufpreis erhältlich. Bei Fahrzeugen der zweiten Serie waren Leichtmetallräder bei den Coupés und Limousinen mit 5,6-Liter-Motor serienmäßig. Eine Scheinwerferwischanlage war gegen Aufpreis erhältlich und ebenfalls bei den 560er Modellen serienmäßig.

### Funktionsausstattung

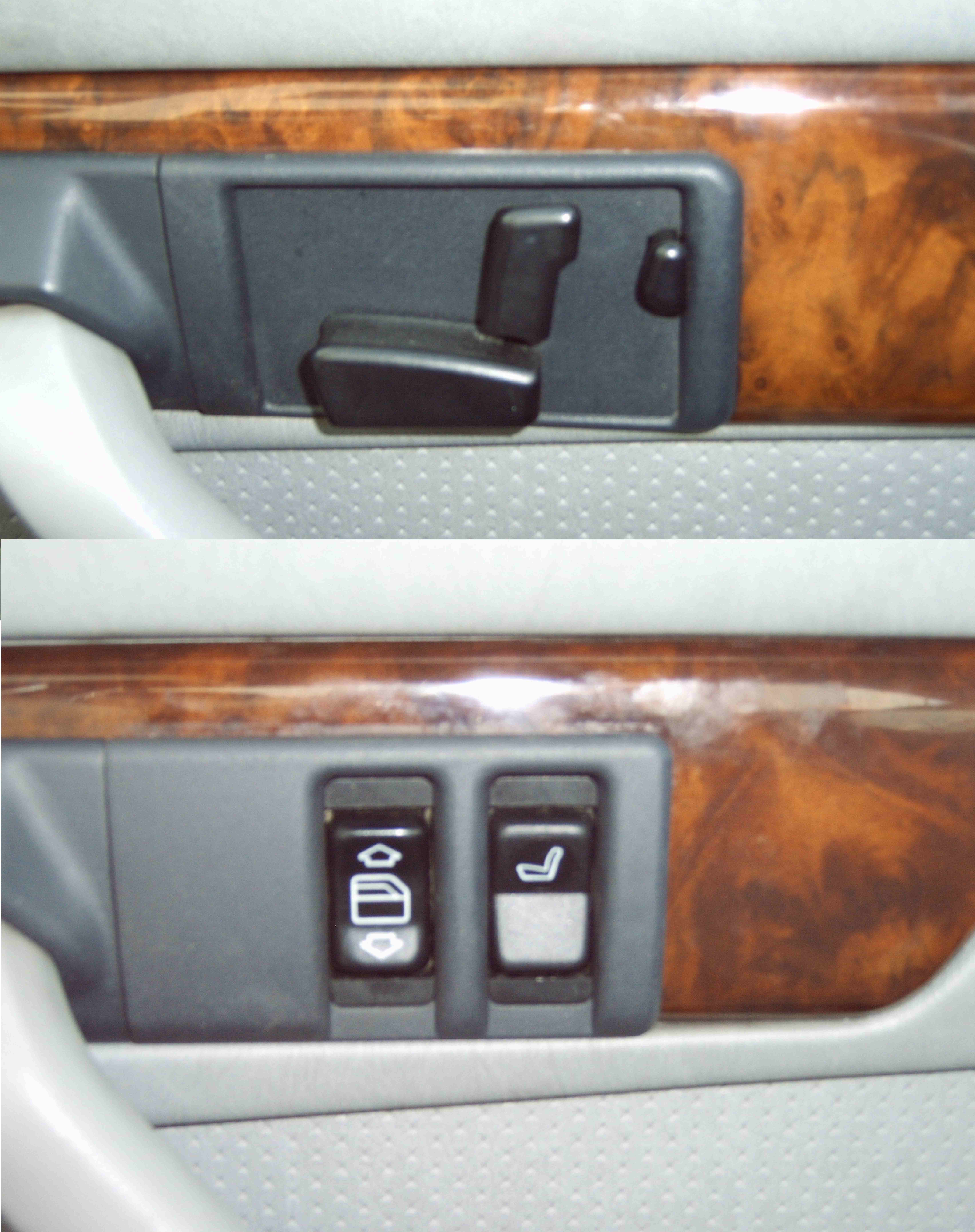
Die elektrische Sitzverstellung der Vordersitze erfolgt über eine selbsterklärende Schaltereinheit, die später auch von anderen Herstellern übernommen wurde (oberes Bild). Die Rücksitzbank wird durch einen einfachen Schalter vor- und zurückgefahren (unteres Bild).

Der W 126 ist das erste Fahrzeug von Mercedes-Benz, für das eine elektrische Sitzverstellung verfügbar war. Bei den Langversionen war zudem eine elektrisch verstellbare Rücksitzbank erhältlich, die sich um 100 mm in Längsrichtung verstellen lässt. Mit der Verstellung der Sitzfläche ändert sich die Neigung der Rückenlehne. Verstellen lässt sich damit die gesamte Rückbank. Bei der optionalen Coupé-Sitzanlage lassen sich die beiden Einzelsitze im Fond separat verstellen.
Optionale Sonderausstattungen gab es in großer Zahl. Sie reichten vom Autotelefon (B-Netz, später C-Netz) über Sitzheizungen für alle vier Sitzplätze bis hin zur Kühlbox im Kofferraum. Auch Extras wie Türausstiegsleuchten, beleuchtete Make-up-Spiegel in den Sonnenblenden oder ein elektrisch betätigtes Sonnenschutzrollo für die Heckscheibe waren verfügbar – heute selbstverständlich, zur damaligen Zeit eine Besonderheit.
Eine sehr selten verkaufte Sonderausstattung ist der bei Mercedes-Benz „Reiserechner“ genannte Bordcomputer. Bei Wahl dieser Option entfiel die Verbrauchsanzeige, stattdessen wurde der Drehzahlmesser zusammen mit der Öldruck-, Tank- und Wassertemperaturanzeige im linken Rundinstrument integriert. Im rechten Rundinstrument, wo im Normalfall Drehzahlmesser und Uhr eingebaut waren, befindet sich die Anzeigeeinheit für den Reiserechner. Das Bedienfeld des Bordcomputers befindet sich in der Mittelkonsole zwischen den Sitzen.
Neben der offiziellen Preisliste gab es zudem die sogenannte „Sonderpreisliste Kundenwunsch“. Diese enthielt zahlreiche besondere Optionen wie beispielsweise Standartenhalter in den vorderen Kotflügeln für Regierungsfahrzeuge, Gardinen für Heck- und hintere Seitenfenster oder kardanische Leseleuchten im Fond. Der Aufpreis für Optionen aus dieser Liste war sehr hoch, so kosteten allein letztgenannte Leuchten mehrere tausend D-Mark.
In dieser Preisliste gab es ab Werk auch besondere Ausstattungspakete wie z. B. eine Büroausstattung mit einem in die hintere Mittelarmlehne integrierten Faxgerät und einem in die Beifahrersitzlehne eingebauten Personalcomputer mit Flachbildschirm, der vom rechten Fondsitz aus bedient werden konnte. Für den Komfort der Fondpassagiere war auf Wunsch auch das Schiebedach sowie die Längsverstellung des Beifahrersitzes mittels Schaltern in der hinteren Tür bedienbar.
Die Coupé-Modelle sind mit sogenannten Gurtbringern ausgestattet, die die Sicherheitsgurte nach dem Einstieg in den Griffbereich von Fahrer und Beifahrer bringen. Diese Ausstattung ist sinnvoll, da sich die Gurte durch die längeren Türen relativ weit hinten befinden.

## Kaufpreisentwicklung
Das günstigste Fahrzeug der W 126-Baureihe, der 280 S, kostete bei der Markteinführung im September 1979 ca. 35.900 DM, das damalige Topmodell, der 500 SEL war für ca. 56.200 DM erhältlich. Die im Oktober 1981 vorgestellten Coupé-Modelle kosteten anfangs ca. 69.500 DM (380 SEC) bzw. ca. 73.900 DM (500 SEC).
Zum Ende der Produktionszeit im Oktober 1991 betrug der Einstiegspreis für die W 126-Reihe nun 66.200 DM für einen 260 SE. Das ursprüngliche Topmodell, der 500 SEL, kostete ca. 101.100 DM. Der 560 SEL, das spätere Topmodell, welcher erst ab September 1985 angeboten wurde, kostete zuletzt ca. 141.500 DM, die Coupé-Variante 560 SEC 155.700 DM.

### Preisentwicklung anhand einiger Modellbeispiele
280 SE und Nachfolgemodelle 260 SE / 300 SE:
| Typ    | Preis DM 1980 | Preis DM 1985 | Preis DM 1991 |
| ------ | ------------- | ------------- | ------------- |
| 260 SE | —             | 50 637        | 66 177        |
| 280 SE | 40 341        | —             | —             |
| 300 SE | —             | 54 891        | 71 136        |

380 SE und Nachfolgemodell 420 SE:
| Typ    | Preis DM 1980 | Preis DM 1985 | Preis DM 1991 |
| ------ | ------------- | ------------- | ------------- |
| 380 SE | 48 511        | —             | —             |
| 420 SE | —             | 70 623        | 86 868        |

500 SE:
| Typ    | Preis DM 1980 | Preis DM 1985 | Preis DM 1991 |
| ------ | ------------- | ------------- | ------------- |
| 500 SE | 52 681        | 76 437        | 93 708        |

560 SEL:
| Typ     | Preis DM 1980 | Preis DM 1985 | Preis DM 1991 |
| ------- | ------------- | ------------- | ------------- |
| 560 SEL | —             | 121 410       | 141 531       |

380 SEC und Nachfolgemodell 420 SEC:
| Typ               | Preis DM 1981 | Preis DM 1985 | Preis DM 1991 |
| ----------------- | ------------- | ------------- | ------------- |
| 380 SEC (ab 1981) | 69 495        | —             | —             |
| 420 SEC           | —             | 94 563        | 113 544       |

500 SEC:
| Typ               | Preis DM 1981 | Preis DM 1985 | Preis DM 1991 |
| ----------------- | ------------- | ------------- | ------------- |
| 500 SEC (ab 1981) | 73 902        | 100 377       | 120 384       |

560 SEC:
| Typ     | Preis DM 1980 | Preis DM 1985 | Preis DM 1991 |
| ------- | ------------- | ------------- | ------------- |
| 560 SEC | —             | 133 608       | 155 724       |

## Produktionszahlen
Die Gesamtproduktionszahl beträgt 892.123, davon 818.063 Limousinen und 74.060 Coupés. 473.209 Fahrzeuge der Gesamtproduktion entfielen auf Fahrzeuge der ersten Serie, die bis September 1985 gebaut wurde.
Etwa ein Drittel der Gesamtproduktion (ca. 300.000 Fahrzeuge) wurde in die USA exportiert. Ein weiteres Drittel wurde in Deutschland verkauft. Der Rest wurde überwiegend nach Westeuropa, Japan und in den Nahen Osten exportiert. 1465 Limousinen wurden als Sonderschutzfahrzeuge produziert.

### Produktion nach Baujahr
| Limousine | 1979 | 1980  | 1981  | 1982  | 1983  | 1984  | 1985  | 1986  | 1987  | 1988  | 1989  | 1990  | 1991  | 1992 | Gesamt |
| --------- | ---- | ----- | ----- | ----- | ----- | ----- | ----- | ----- | ----- | ----- | ----- | ----- | ----- | ---- | ------ |
| 260 SE    |      |       |       |       |       |       | 2222  | 6198  | 4657  | 312   | 2455  | 21    | 84    |      | 15949  |
| 280 S     | 408  | 6348  | 7212  | 8761  | 8568  | 6203  | 5496  |       |       |       |       |       |       |      | 42996  |
| 280 SE    | 812  | 22482 | 26654 | 23287 | 25229 | 22656 | 12835 |       |       |       |       |       |       |      | 133955 |
| 280 SEL   | 1    | 887   | 2423  | 3843  | 4302  | 4598  | 4601  |       |       |       |       |       |       |      | 20655  |
| 300 SE    |      |       |       |       |       |       | 5432  | 18134 | 15104 | 20431 | 20289 | 21058 | 4974  |      | 105422 |
| 300 SEL   |      |       |       |       |       |       | 1379  | 4815  | 6886  | 8686  | 10985 | 6428  | 1777  |      | 40956  |
| 380 SE    | 217  | 7935  | 8603  | 7429  | 8147  | 14618 | 1129  |       |       |       |       |       |       |      | 48078  |
| 380 SEL   | 1    | 1648  | 6726  | 8496  | 627   | 2016  | 1857  |       |       |       |       |       |       |      | 21371  |
| 420 SE    |      |       |       |       |       |       | 1689  | 4181  | 2704  | 2368  | 1528  | 1345  | 181   |      | 13996  |
| 420 SEL   |      |       |       |       |       |       | 6102  | 19238 | 18623 | 9467  | 9181  | 8324  | 3082  |      | 74017  |
| 500 SE    | 149  | 5312  | 3308  | 3349  | 3646  | 279   | 3194  | 2351  | 1722  | 1895  | 2676  | 2308  | 718   |      | 30907  |
| 500 SEL   | 2    | 2206  | 5942  | 8966  | 12095 | 14808 | 17251 | 4032  | 2163  | 2087  | 156   | 1331  | 244   | 6    | 71289  |
| 560 SE    |      |       |       |       |       |       |       |       |       | 486   | 428   | 337   | 1     |      | 1252   |
| 560 SEL   |      |       |       |       |       |       | 2097  | 16559 | 13494 | 12832 | 1299  | 13728 | 3339  | 32   | 63380  |
| Summe     | 1590 | 46818 | 60868 | 64131 | 62614 | 65178 | 65284 | 75508 | 65353 | 58564 | 48997 | 54880 | 14400 | 38   | 648223 |
|           |      |       |       |       |       |       |       |       |       |       |       |       |       |      |        |
| US-Diesel | 1979 | 1980  | 1981  | 1982  | 1983  | 1984  | 1985  | 1986  | 1987  | 1988  | 1989  | 1990  | 1991  | 1992 | Gesamt |
| 300 SD    | 3    | 4857  | 16595 | 18122 | 20291 | 12546 | 6311  |       |       |       |       |       |       |      | 78725  |
| 300 SDL   |      |       |       |       |       |       | 47    | 8274  | 5509  |       |       |       |       |      | 13830  |
| 350 SD    |      |       |       |       |       |       |       |       |       |       | ?     | ?     | ?     |      | 2066   |
| 350 SDL   |      |       |       |       |       |       |       |       |       |       | ?     | ?     | ?     |      | 2925   |
| Summe     | 3    | 4857  | 16595 | 18122 | 20291 | 12546 | 6358  | 8274  | 5509  | 0     | ?     | ?     | ?     | 0    | 97546  |
|           |      |       |       |       |       |       |       |       |       |       |       |       |       |      |        |
| Coupé     | 1979 | 1980  | 1981  | 1982  | 1983  | 1984  | 1985  | 1986  | 1987  | 1988  | 1989  | 1990  | 1991  | 1992 | Gesamt |
| 380 SEC   |      | 3     | 945   | 4393  | 3829  | 131   | 787   |       |       |       |       |       |       |      | 10088  |
| 420 SEC   |      |       |       |       |       |       | 273   | 896   | 714   | 593   | 534   | 451   | 219   |      | 3680   |
| 500 SEC   |      | 1     | 726   | 4059  | 6058  | 6664  | 5865  | 202   | 1107  | 1056  | 1062  | 1067  | 499   |      | 28366  |
| 560 SEC   |      |       |       |       |       |       | 989   | 4745  | 5476  | 5012  | 5299  | 527   | 2138  |      | 24186  |
| Summe     | 0    | 4     | 1671  | 8452  | 9887  | 6795  | 7914  | 5843  | 7297  | 6661  | 6895  | 2045  | 2856  | 0    | 66320  |

### Limousinen
| Typ     | Stückzahl | davon Fahrzeuge in Sonderschutzausführung ab Werk                  |
| ------- | --------- | ------------------------------------------------------------------ |
| 260 SE  | 20.836    | —                                                                  |
| 280 S   | 42.996    | —                                                                  |
| 280 SE  | 133.955   | —                                                                  |
| 280 SEL | 20.655    | —                                                                  |
| 300 SE  | 105.422   | —                                                                  |
| 300 SEL | 40.956    | —                                                                  |
| 380 SE  | 58.236    | 86                                                                 |
| 380 SEL | 27.014    | 88                                                                 |
| 420 SE  | 13.996    | 229                                                                |
| 420 SEL | 74.017    | 63                                                                 |
| 500 SE  | 33.418    | 3 (1. Serie) 7 (2. Serie)                                          |
| 500 SEL | 72.693    | 376 (1. Serie) 2 (1. Serie, Sonderumbauten Vatikan) 262 (2. Serie) |
| 560 SE  | 1.252     | —                                                                  |
| 560 SEL | 75.071    | 349                                                                |

Gesamtproduktion Limousinen mit Benzinmotor: 720.517

### Coupés
| Typ     | Stückzahl |
| ------- | --------- |
| 380 SEC | 11.267    |
| 420 SEC | 3.680     |
| 500 SEC | 30.184    |
| 560 SEC | 28.929    |

Gesamtproduktion Coupés: 74.060

### Exportmodelle Kanada/USA
| Typ                | Stückzahl |
| ------------------ | --------- |
| 300 SD Turbodiesel | 78.725    |
| 300 SDL Turbo      | 13.830    |
| 350 SD Turbo       | 2.066     |
| 350 SDL Turbo      | 2.925     |

Gesamtproduktion Limousinen mit Dieselmotor: 97.546

## Langzeitqualität

### Allgemeines

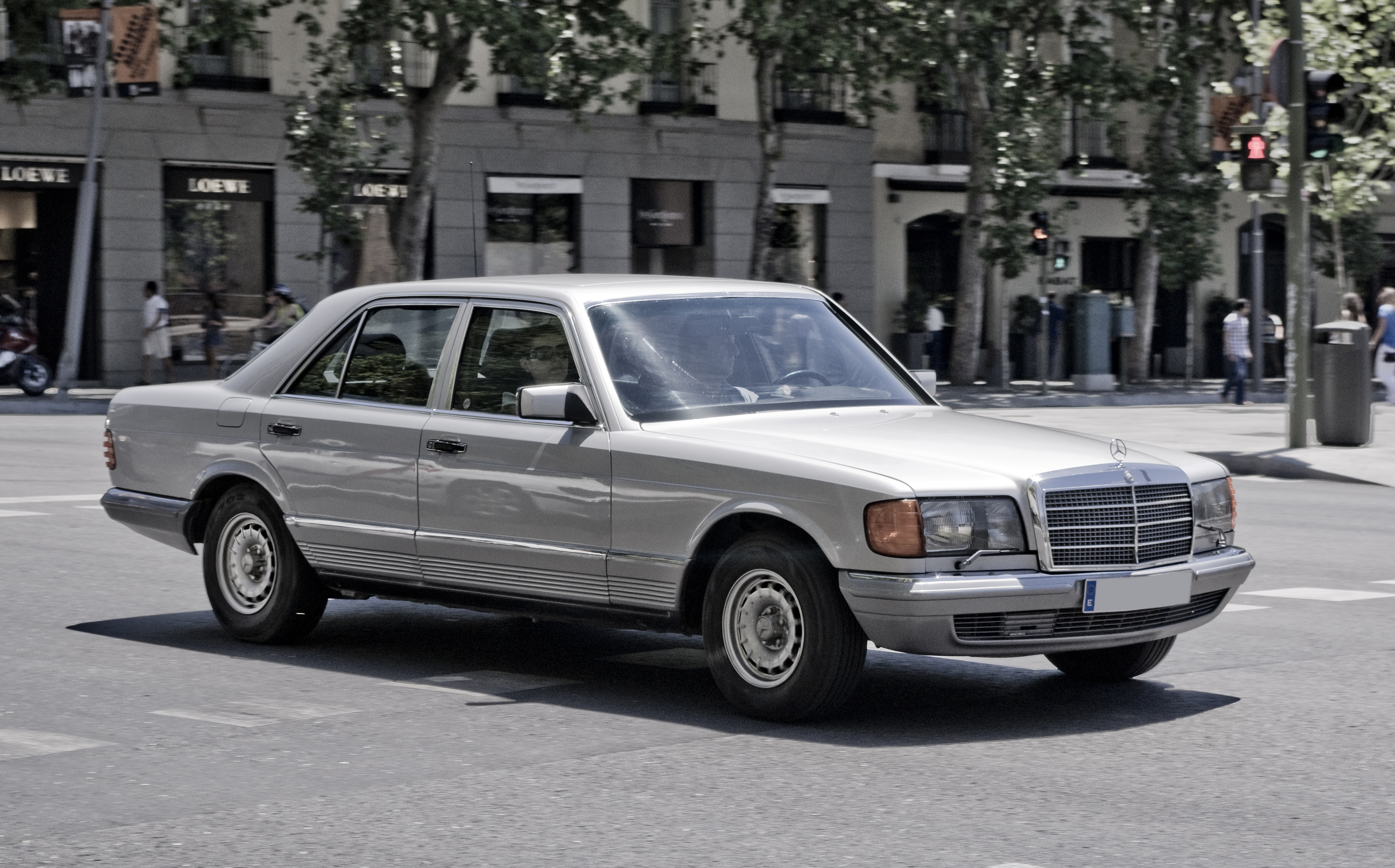
W 126 im Alltag

Ein Wagen der Baureihe 126 gilt als ein robust gebautes Fahrzeug. Laufleistungen von 500.000 km und mehr mit dem ersten Motor und dem ersten Getriebe sind, besonders bei Achtzylindern, bei guter Wartung und Pflege keine Seltenheit. In der Regel funktionieren auch die damals exotischen Sonderausstattungen wie elektrische Sitzverstellungen heute noch problemlos.
So lautete es auch bereits in einer Mercedes-Werbeanzeige für die Baureihe 126 um 1986 selbstbewusst: „Nach 266.623 km wurde hier zum ersten Mal was Größeres ausgetauscht: Der Besitzer.“
Als besonders defektanfällig gilt heute fälschlich die ausschließlich für die SEL-Modelle mit Achtzylindermotor optional erhältlich gewesene, Mercedes-Benz spezifische Variante der hydropneumatischen Federung: Diese enthält zur Steuerung und Regelung des Federungssystems Sitzventile, und nicht die bei den Wettbewerbern eingeführten Schiebeventile. Sitzventile neigen nach längerem Stillstand zum Verkleben und zur Bildung von Ablagerungen an den Sitzflächen. Im Gegensatz zu Schiebeventilen ist ihr Selbstreinigungsvermögen begrenzt, was – zusätzlich zur normalen Wartung und dem planmäßigen Austausch von Verschleißteilen – aufwändige und damit teure Reparaturen nötig macht. Bei regelmäßig genutzten Fahrzeugen und Einhaltung der Wartungsintervalle ist das System jedoch ausgereift und unproblematisch. Jedoch sind sachkundige Wartungskräfte in den Werkstätten selten geworden.
Auch ist die optional erhältliche Klimaautomatik für Ausfälle bekannt. Die normale Klimaanlage gilt daher als bessere Wahl, weil auch bei dieser die Temperatur elektronisch geregelt wird. Die Klimaanlage hat zudem den Vorteil, dass sich die Temperatur für jede Seite des Innenraums separat einstellen lässt, eine Funktion, die der Klimaautomatik fehlt. Letztere regelt lediglich die Intensität des Luftstroms des Gebläses.
Rostschäden im unteren Bereich des Heckscheibenrahmens sind keine Seltenheit und treten vermehrt bei Coupé-Modellen auf, da deren Heckscheiben größer und somit schwerer sind. Zudem sind diese Fahrzeuge durch die fehlende B-Säule weniger verwindungssteif. Diese Schäden können auch bei den Limousinen auftreten. Reparaturen können hier – je nach Fortschritt des Rostbefalls – sehr teuer sein.
Die Schweller und Wagenheberaufnahmen sind wie bei nahezu allen selbsttragenden Karosserien kritisch. Es gibt auch bei den Wagen der Baureihe 126 eine generelle Schwachstelle, die nahezu alle Mercedes-Baureihen haben: Den Batteriekasten mitsamt der oft durch Laubpartikel verstopften Wasserabläufe. Auch die Schutzkappen der Schwellerenden in den hinteren Radläufen (die sogenannten „Bananen“) müssen vorhanden sein. Insgesamt aber zählt die Baureihe W 126 – ähnlich wie die „Babybenz“-Baureihe W 201 – zu den solidesten, best gebauten Fahrzeugen mit selbsttragender Karosserie: Diese Wagen hatten noch nach dem Karosserie-Rohbau das Phosphatierungs-Tauchbad bekommen, das später abgelöst wurde durch die wesentlich weniger wirksame Verzinkung der Coil-Bleche. Die Lackierung der Karosserien erfolgte noch durchgängig mit Zweikomponentenlacken – die Ablösung der Zweikomponenten-Lackierung durch Wasserbasislacke erfolgte in den Werken Sindelfingen und Bremen erst nach Ende der Baureihe 126 im August 1993. Der weitere Korrosionsschutz mit dem Daimler-Benz-typischen gelben Kunststoff-Spritz-Unterbodenschutz gilt als sehr gut und dauerhaltbar. Fahrzeuge, die immer in einer belüfteten Garage parkten, können auch nach ca. 30 Jahren rostfrei sein. Objektiv besser als die Mercedes-Wagen der späten 80er Jahre waren betreffs Korrosionsschutz nur die bis 2005 vollverzinkten Wagen von Audi.

### Ersatzteile
Zudem ist die Ersatzteil-Lage für diese Wagen bis heute sehr gut: Praktisch alle verschleißanfälligen Technik-Komponenten, die zur Aufrechterhaltung des Fahrbetriebs erforderlich werden können, sind kurzfristig lieferbar. Die Baureihe 126 hat eine solide elektrische Ausrüstung. Obschon durch die umfangreiche Ausstattung diese Wagen im Regelfall durchaus viel Elektrik enthalten, ist das Funktionieren der Elektrik auch dem Laien noch einigermaßen erschließbar, denn Elektronik findet sich nur in Form weniger Steuergeräte, die im Austausch- und Ausschlussverfahren geprüft werden können. Die Baureihe 126 war die letzte S-Klasse ohne den CAN-Bus, dessen Funktionieren ohne aufwändige Prüfgeräte, Software und Schulungswissen nicht mehr abgesichert werden kann. Daher ist die Baureihe 126 gut geeignet für Personen, die ihre Fahrzeuge zum größten Teil noch selber warten und reparieren können.

## Umbauten und gepanzerte Fahrzeuge

### Werksintern

#### Sonderschutzfahrzeuge
Neben den normalen Serienfahrzeugen wurde die 126er Baureihe ab Werk auch als Sonderschutzfahrzeug der Widerstandsklasse B6/B7 angeboten. Diese Fahrzeuge unterscheiden sich auch äußerlich durch geänderte, massive Scheibenrahmen und abweichende Rad-/Reifenkombinationen von den Serienmodellen. Insgesamt wurden 1465 Fahrzeuge in einem eigenen Produktionsbereich mit einer Kapazität von 150 Fahrzeugen pro Jahr in Sonderschutzausführung produziert.

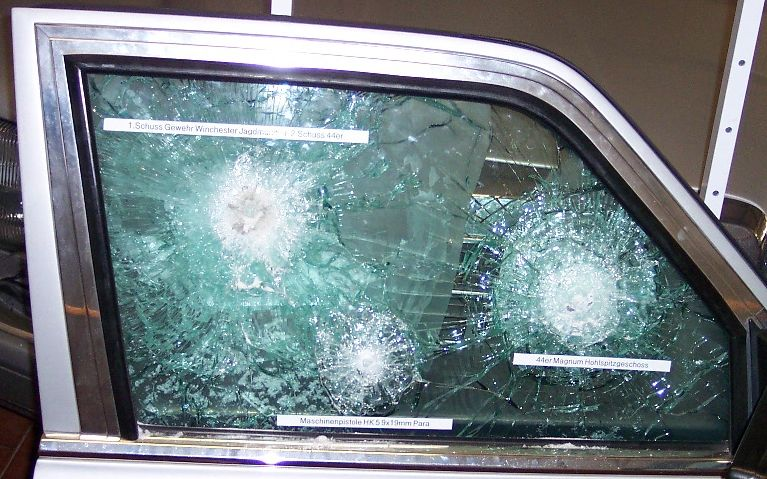
Türfenster eines W 126 in Sonderschutzausführung nach einem Beschusstest

Um die Sicherheit der Besitzer nicht zu gefährden, werden offiziell keine Informationen über diese Fahrzeuge, von denen einige noch heute genutzt werden, bekanntgegeben.

#### Fahrzeuge für den Vatikan
1983 und 1985 wurde jeweils ein umgebautes Fahrzeug auf Basis des 500 SEL als sogenanntes Papamobil für den Papst produziert. Der Radstand beider Fahrzeuge in Sonderschutzausführung wurde um 200 mm verlängert, das Dach um 30 mm erhöht. Das 1983 produzierte Fahrzeug ergänzt den werkseigenen Fuhrpark der Daimler AG für Repräsentationsfahrzeuge, das 1985 produzierte Fahrzeug wurde nach Vorgabe des Vatikans hergestellt und an Papst Johannes Paul II. übergeben. Es löste den bisher genutzten W 100 als offizielles Papstfahrzeug ab und wurde neben anderen Fahrzeugen auch noch von Benedikt XVI. genutzt.

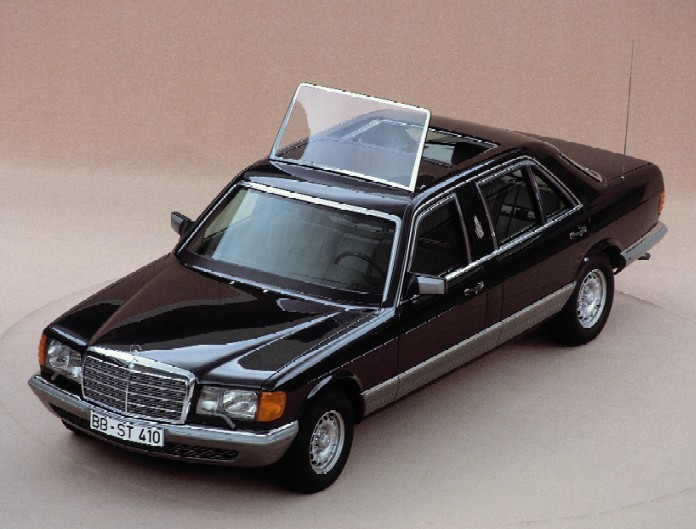
Ein Papamobil in Form eines umgebauten 500 SEL der ersten Serie
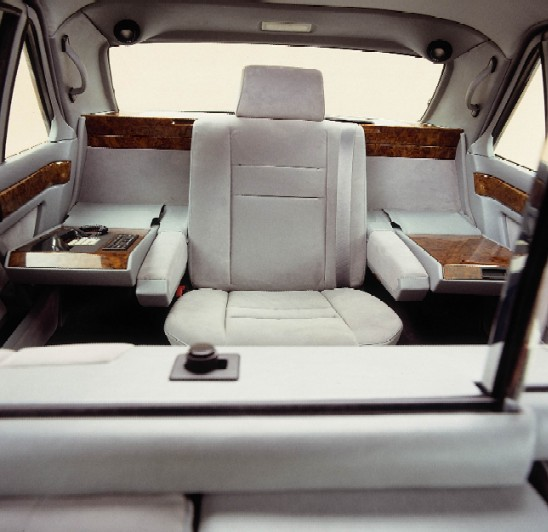
Fahrzeugfond eines der für den Vatikan produzierten Fahrzeuge

Durch ein um 100 mm verlängertes Schiebedach im Fond konnte sich der Papst der Öffentlichkeit zeigen. Vorm Fahrtwind geschützt wurde er von einem 6 mm starken Schild aus Polykarbonat, welcher sich bis zu einer Geschwindigkeit von 30 km/h ausfahren ließ. Die Höchstgeschwindigkeit dieser Limousine mit einem Leergewicht von 2673 Kilogramm betrug 160 km/h.

### Werksextern
In den 1980er Jahren versuchten sich zahlreiche Fahrzeugtuner speziell mit der Baureihe 126 einen Namen zu machen. Einigen ist das gelungen (AMG, Brabus), andere verschwanden nach wenigen Jahren wieder vom Markt. Viele Umbauten beschränkten sich auf den Karosserie- und Innenraumbereich, ein Motortuning wurde von den wenigsten Firmen angeboten.
Der Boom des 126er-Tunings begann nach heutigem Kenntnisstand 1982, als die im Hamburger Umland ansässige Styling Garage (SGS) auf der IAA in Frankfurt neben zwei umgebauten W 126 auch einen extrem umgebauten VW Golf I vorstellte. Dieser weckte bei zahlungskräftigen Besuchern aus dem arabischen Raum reges Interesse, so dass die „Styling Garage“ fortan auch Extrem-Umbauten der Baureihe 126 anbot. Die teuersten Umbauvarianten kosteten bis zum Zehnfachen eines Werksmodells – Preise, die tatsächlich auch bezahlt wurden. Zum Umbauprogramm gehörten u. a. Cabrios, Flügeltür-Coupés und Stretch-Limousinen. Durch derart hohe Gewinnerwartungen sprangen auch andere Karosseriebaufirmen auf den Zug auf und brachten eigene Kreationen auf den Markt.

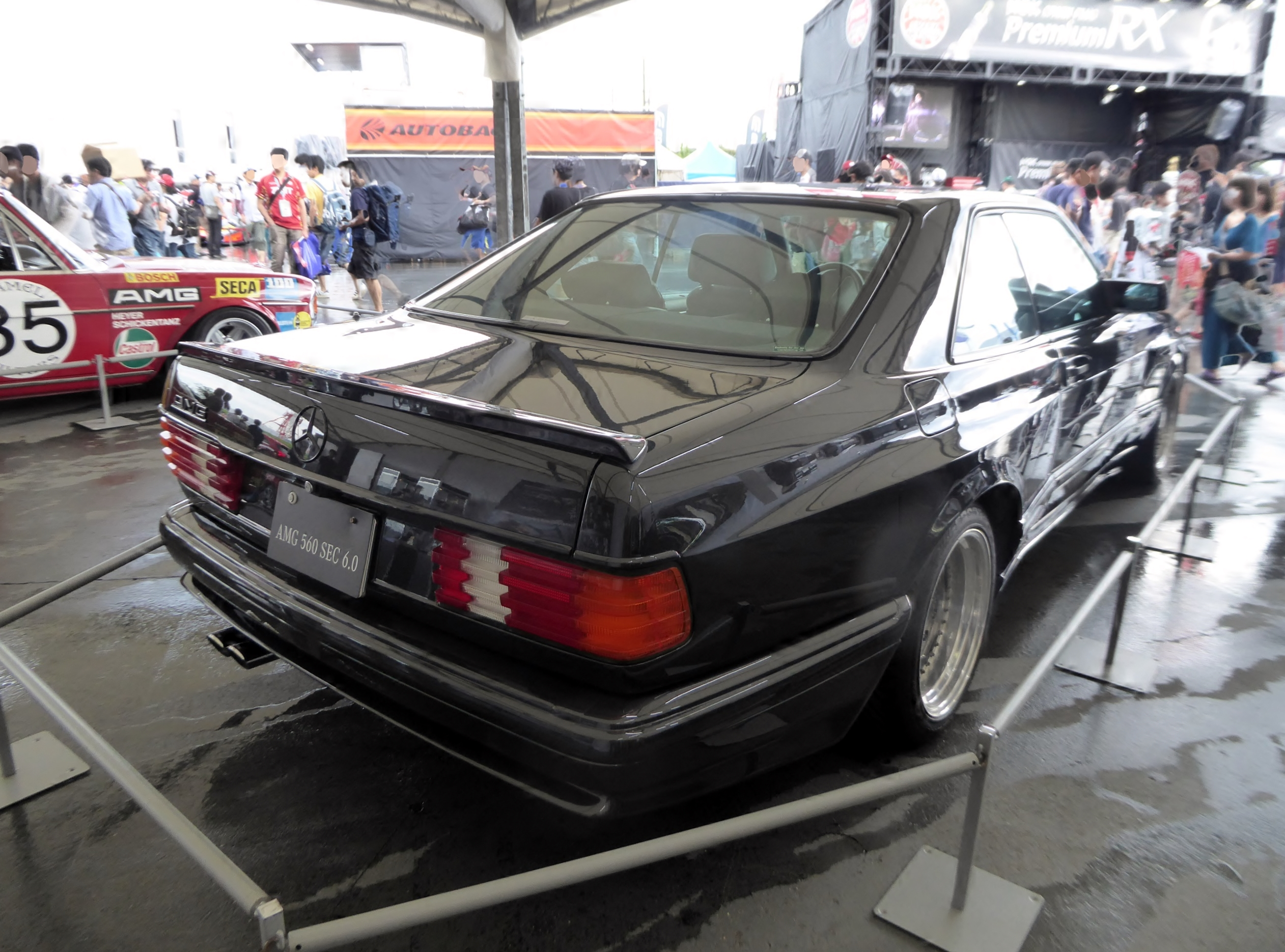
560 SEC 6.0 AMG Widebody
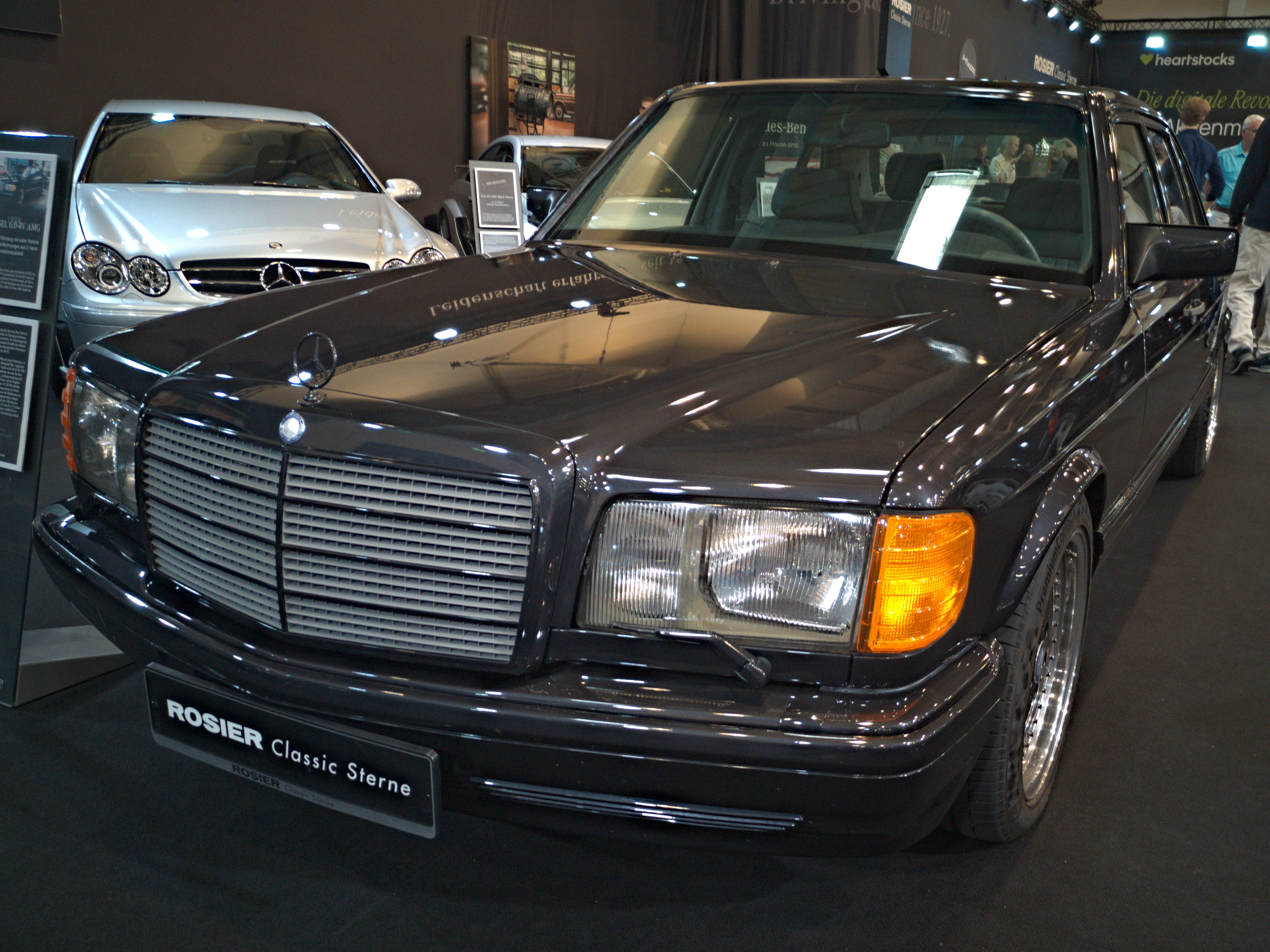
560 SEL 6.0 AMG
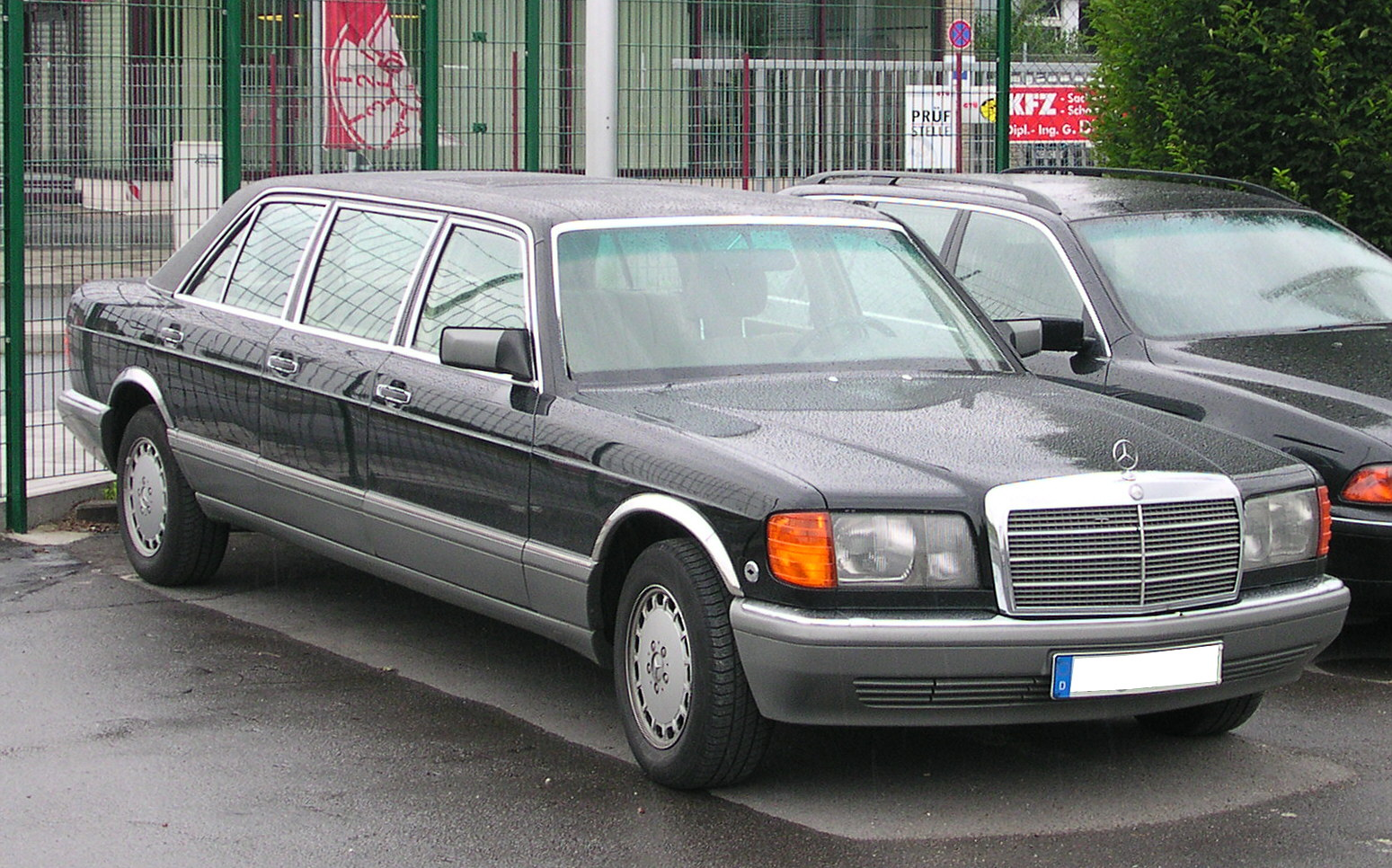
Sechstürer-Pullman-Umbau eines W 126, durch Fremdfirma verlängert
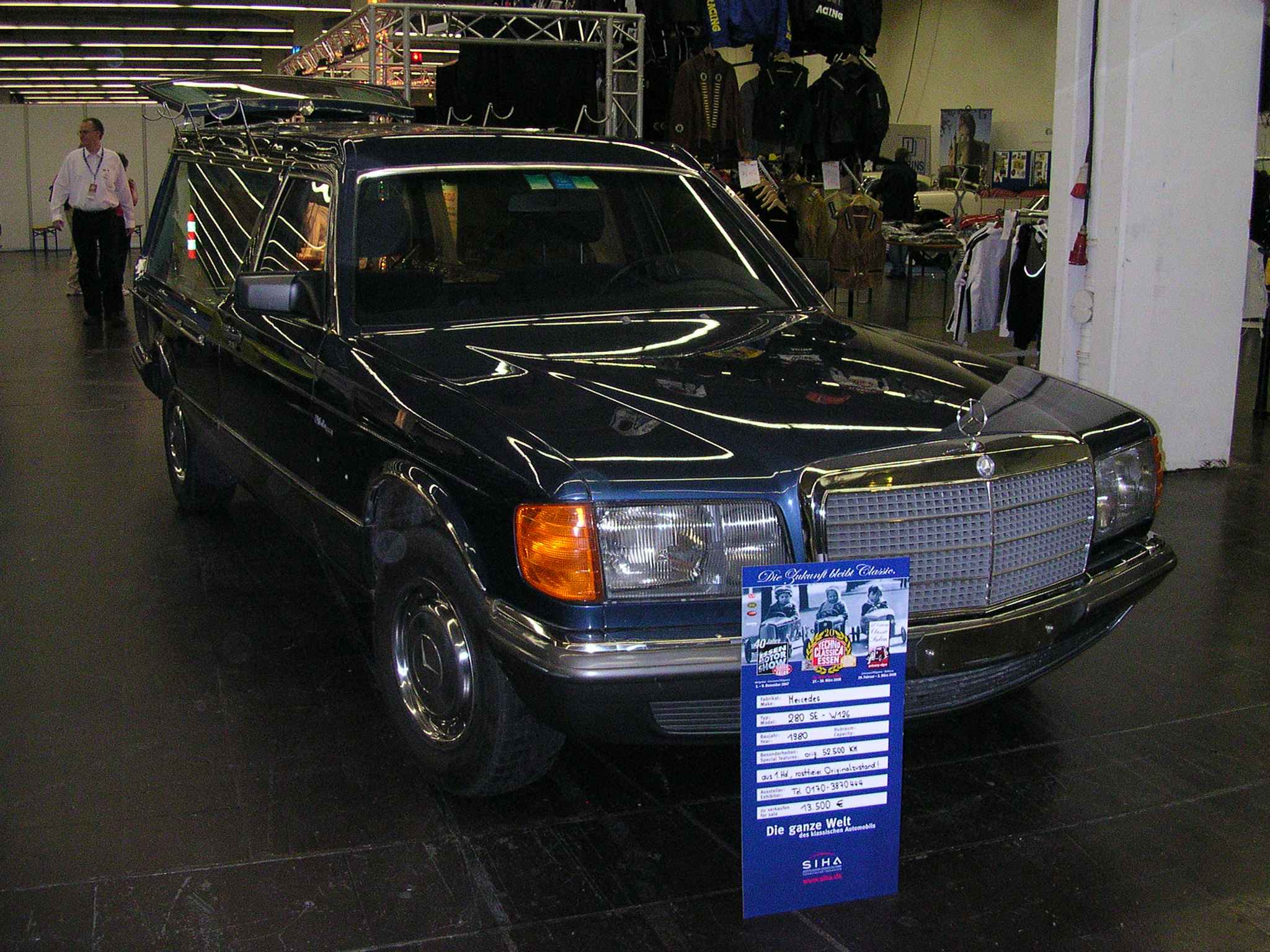
Zum Leichenwagen umgebauter 280 SE
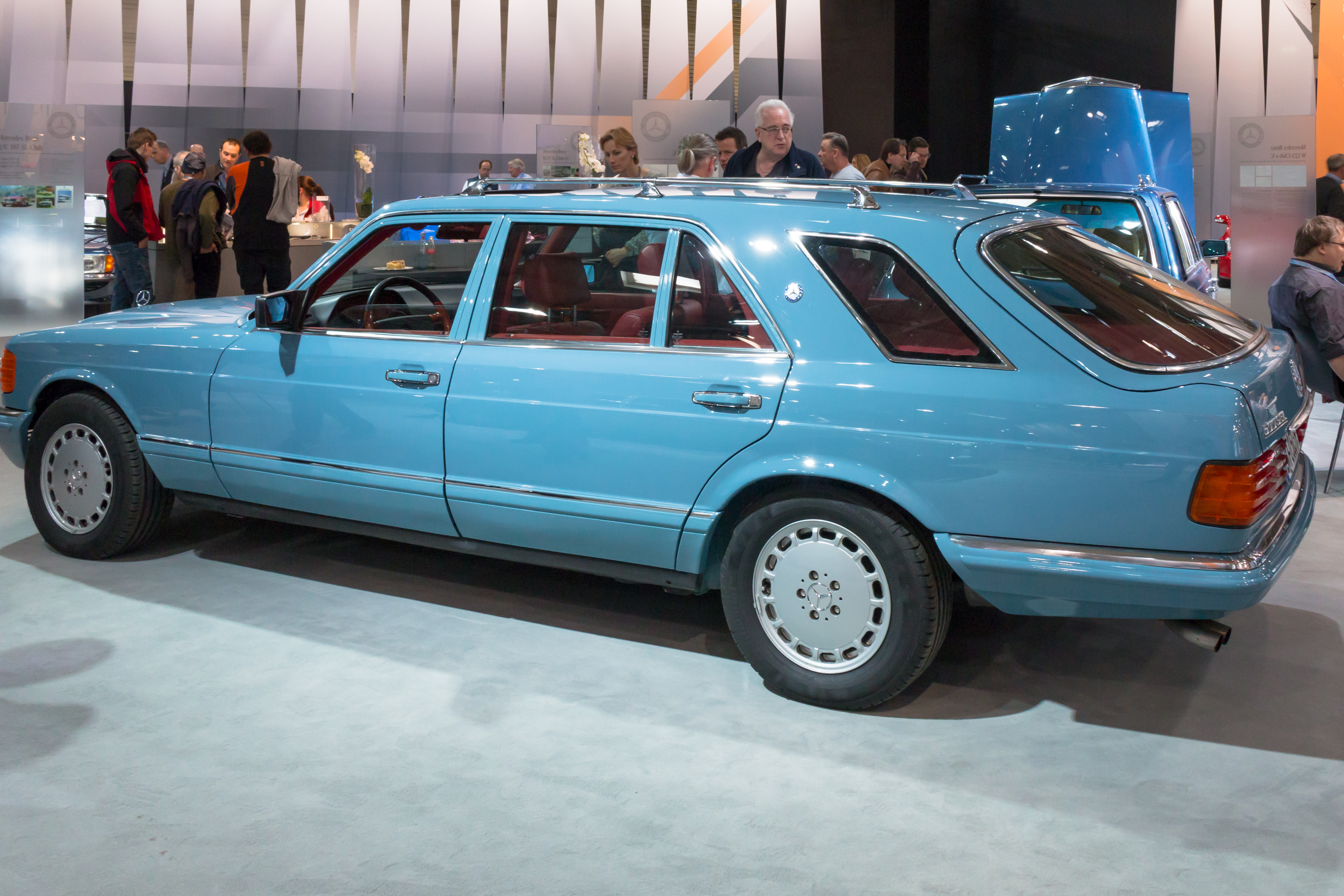
Nachträglicher Umbau eines 500 SEL zum Shooting Break aus Japan
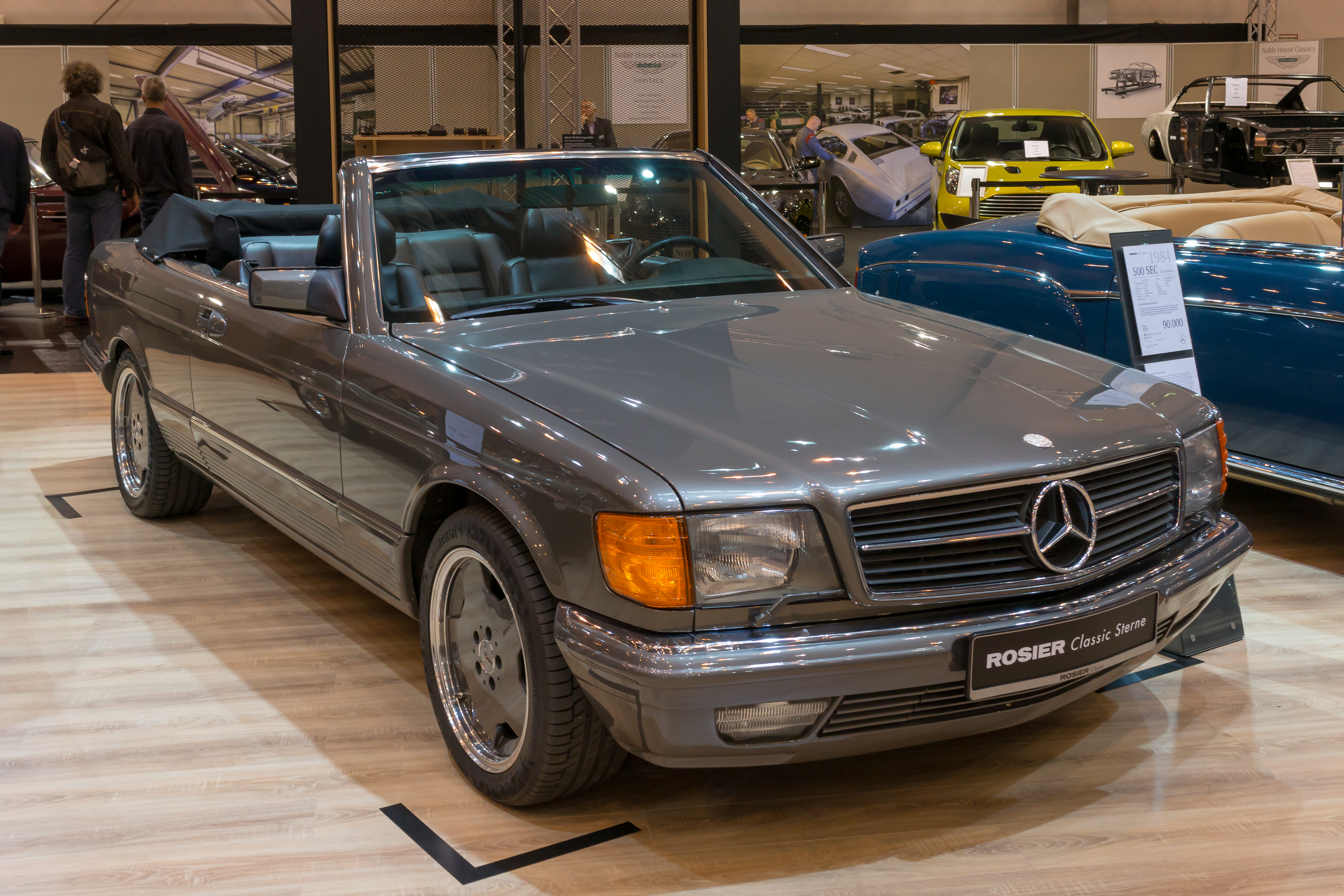
Cabrioumbau eines 500 SEC von Styling Garage
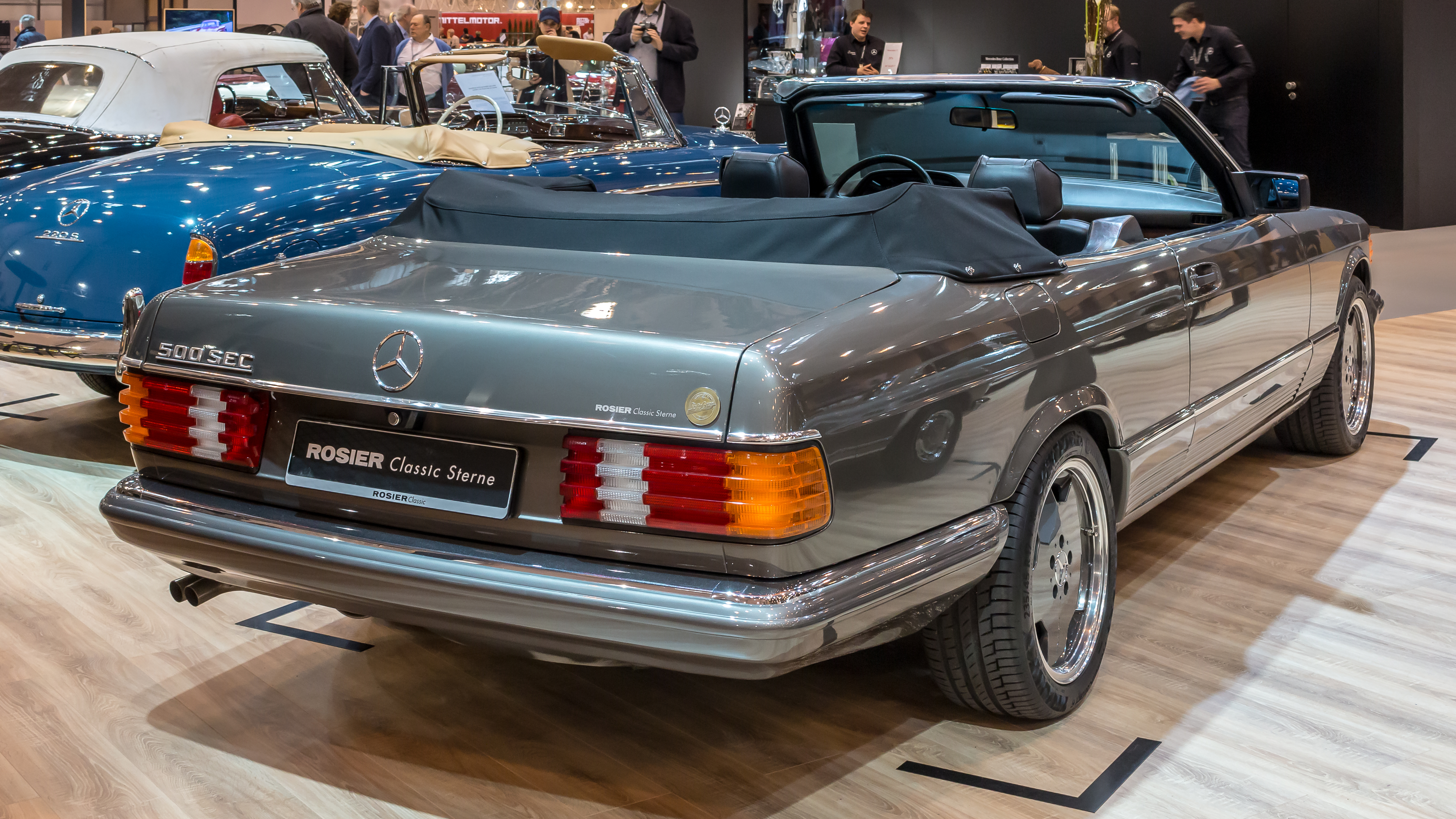
Cabrioumbau eines 500 SEC von Styling Garage
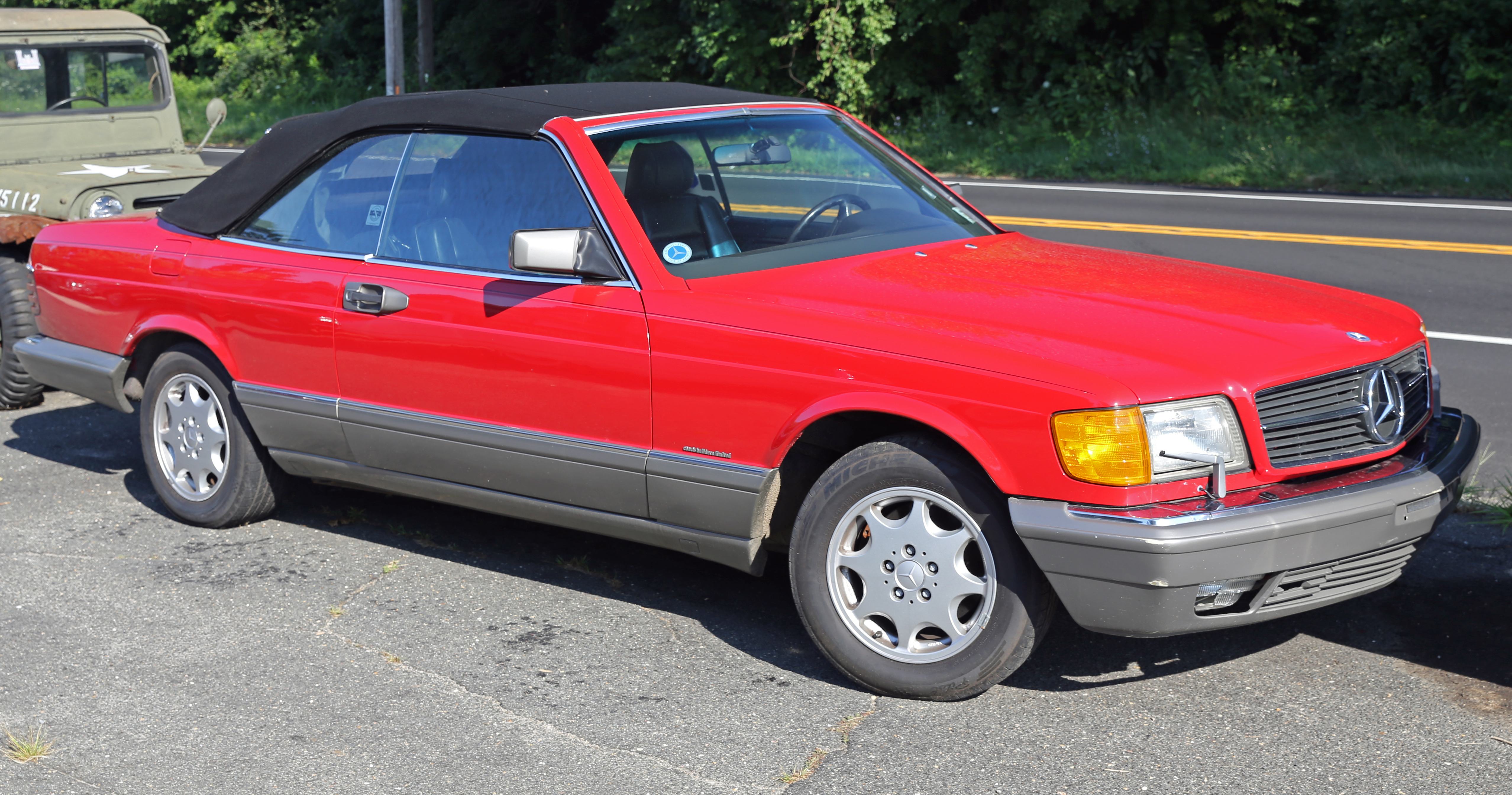
Mercedes-Benz 560 SEC convertible
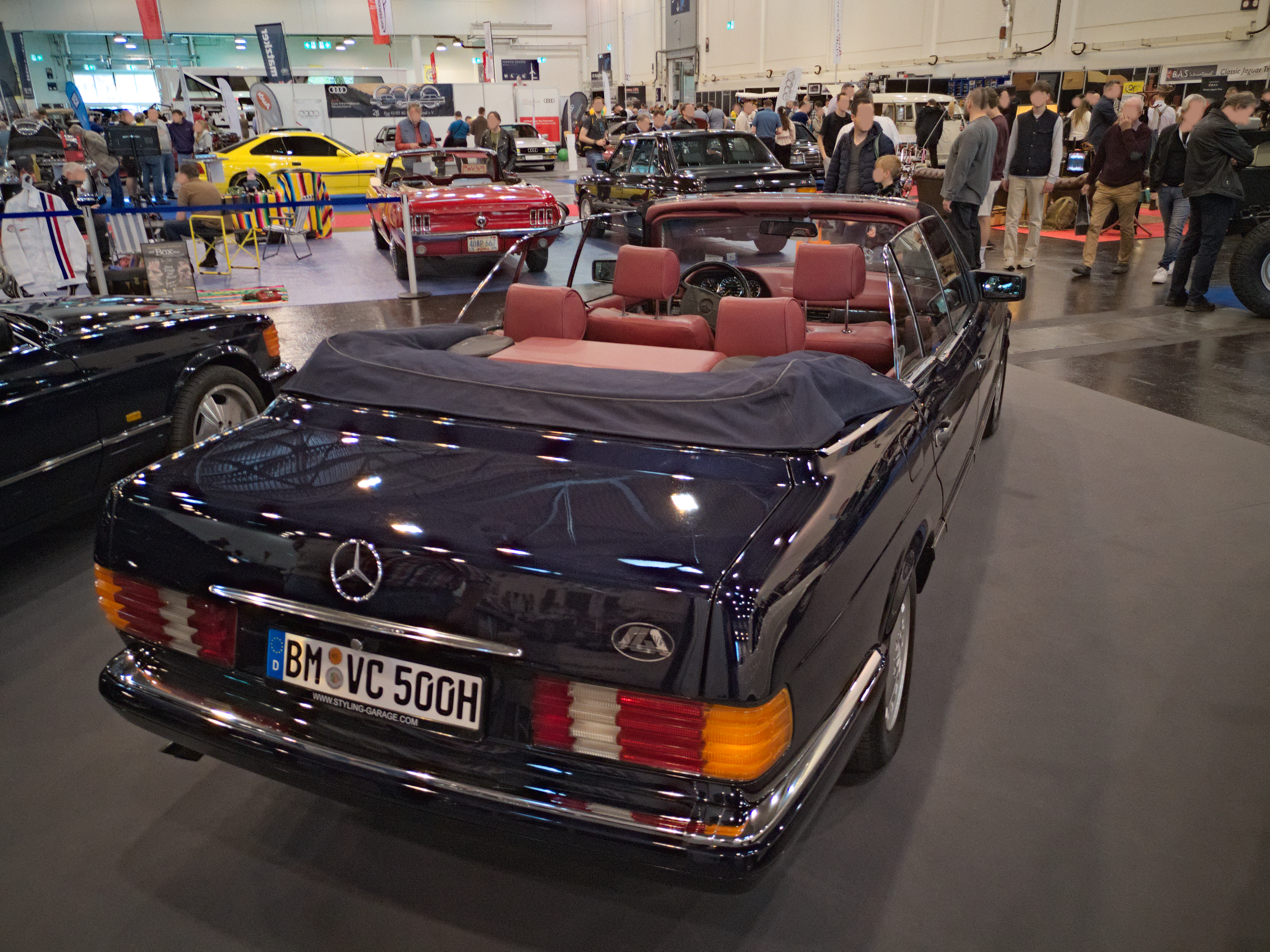
Mercedes-Benz 500 SEL, viertüriges Cabrio von SGS

Koenig Specials aus München brachte einige stark verbreiterte Fahrzeuge hervor und bot auch ein Motortuning mittels Kompressor an. Trotz der heute wohl nicht mehr vorhandenen Nachfrage bietet Koenig als eine der wenigen Firmen immer noch Teile aus dem damaligen Tuningprogramm an.

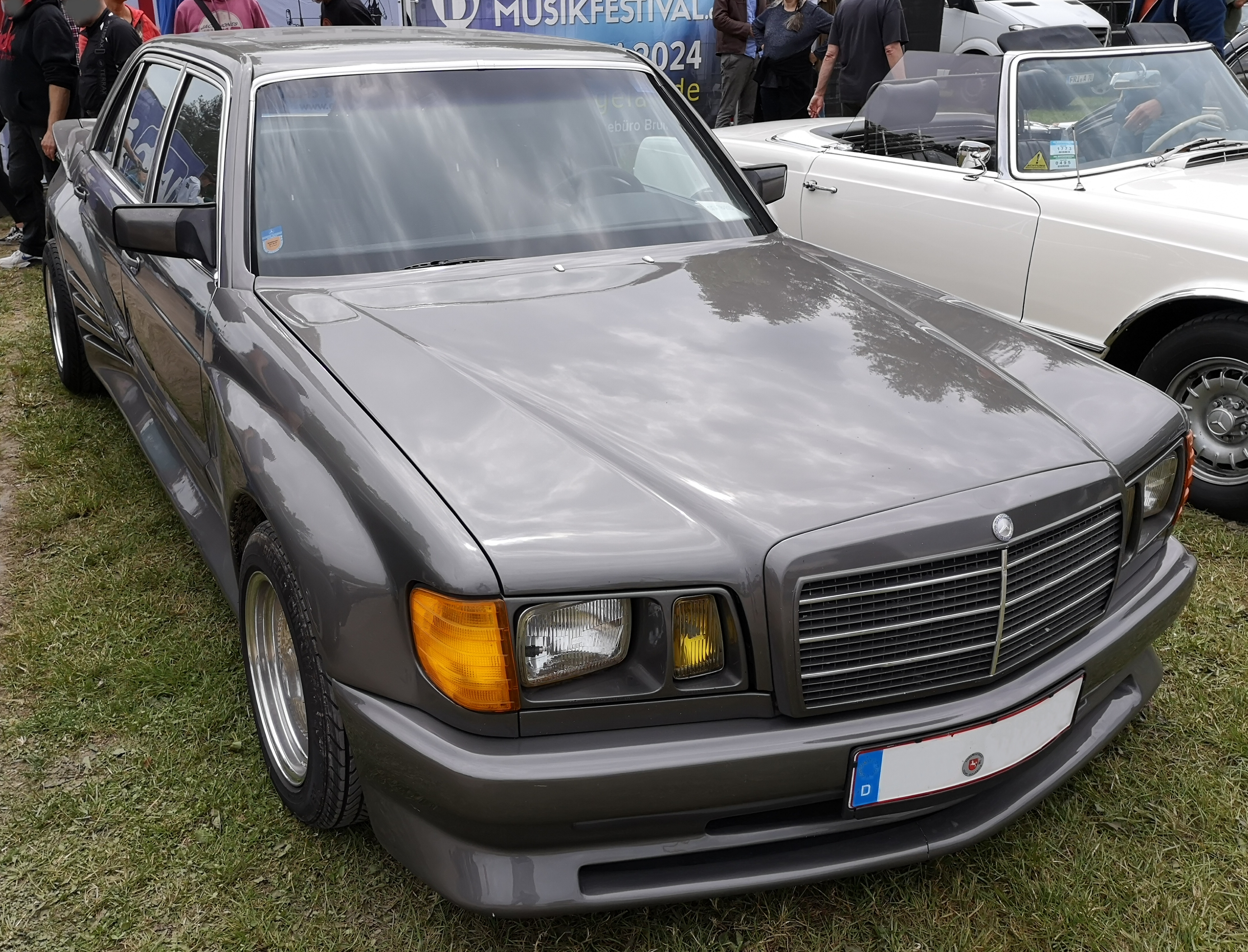
Koenig Specials Umbau
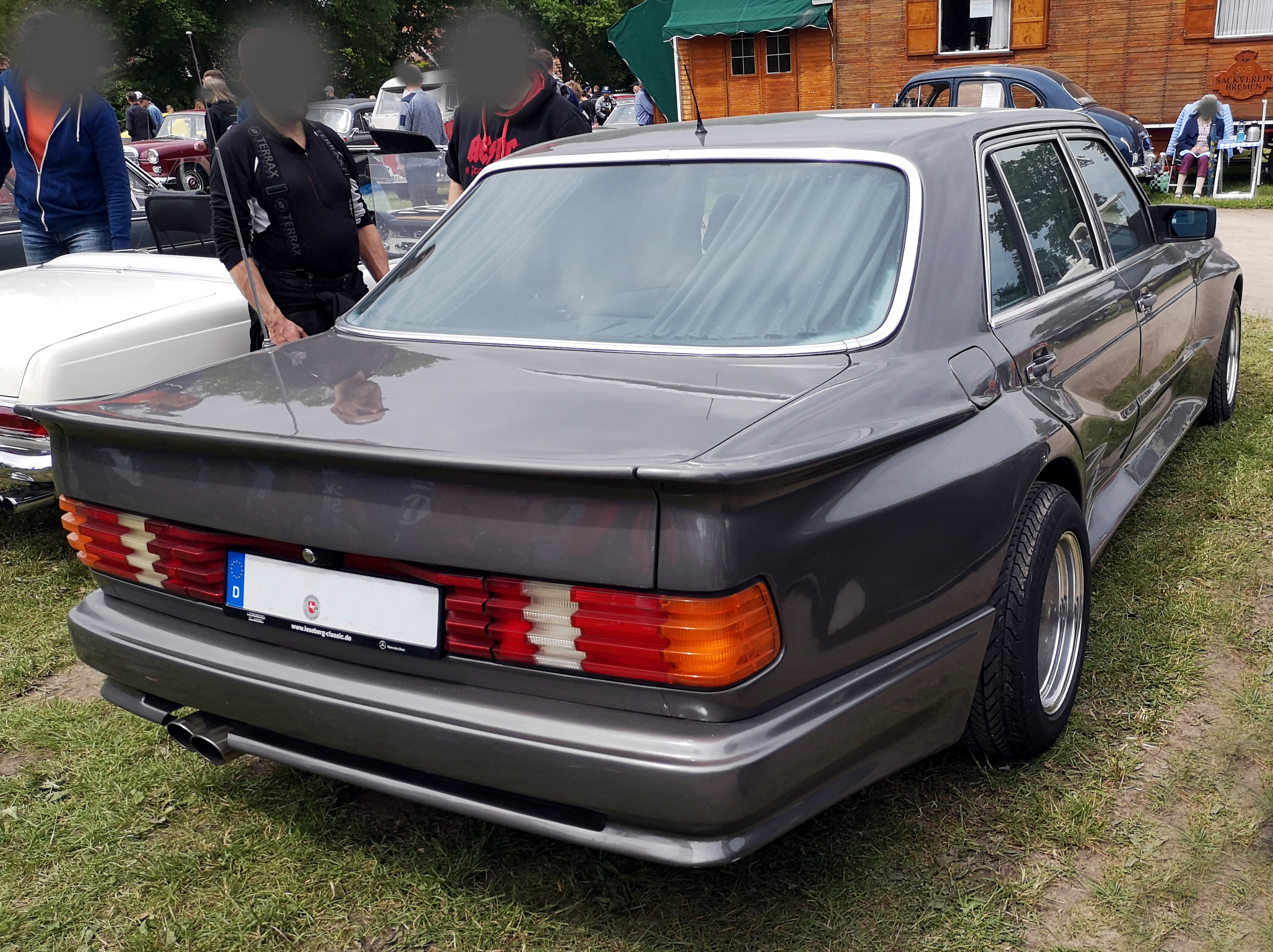
Koenig Specials Umbau

Andere bekannte Umbaufirmen waren ABC-Exclusiv, Duchatelet, Gemballa, Lorinser und Trasco.
Viele dieser Firmen fertigten auch Stretch-Limousinen auf Basis des W 126, teilweise auch auf Basis des Coupés. Diese Fahrzeuge hatten in der Regel vier Türen, selten auch sechs. Oft wurden komplett umgebaute Innenausstattungen oder vergoldete Chromleisten verwendet, vielfach kamen TV-Geräte und aus mehreren Komponenten bestehende Stereo-Anlagen zum Einsatz.
Ein Hersteller der Stretchversion war die Bremer Firma Trasco. Sie wurden als „Trasco 1000 SEL“ bezeichnet, um sie von den sonstigen Spitzenmodellen „500 SEL“ und „560 SEL“ abzuheben. Daimler-Benz erkannte den „1000 SEL“ nicht offiziell als Mercedes-Benz-Fahrzeug an. In den Emiraten jedoch war die Zahl dieser Fahrzeuge dreistellig.

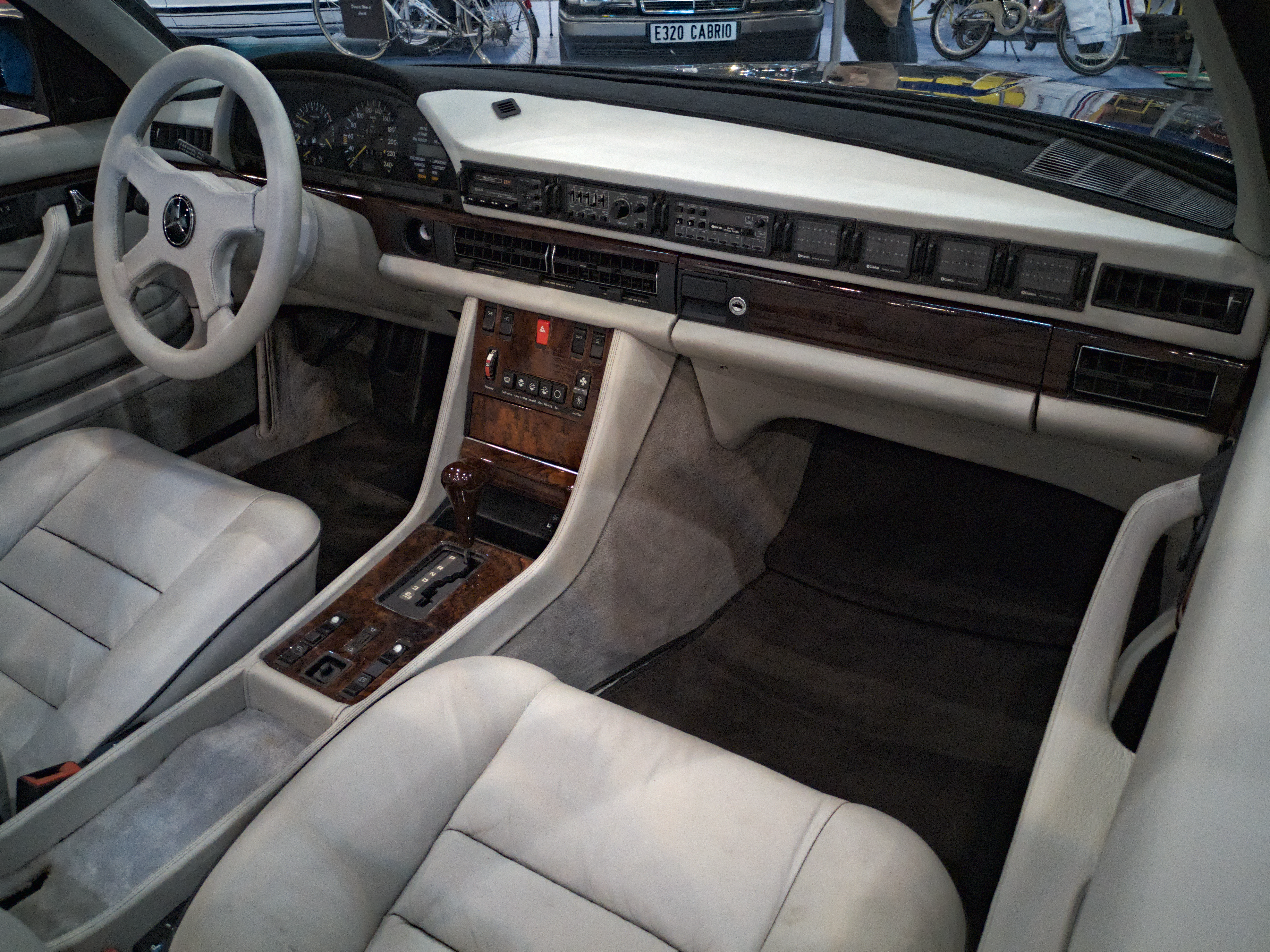
Armaturenbrett der Styling Garage mit Stereoanlage von Clarion
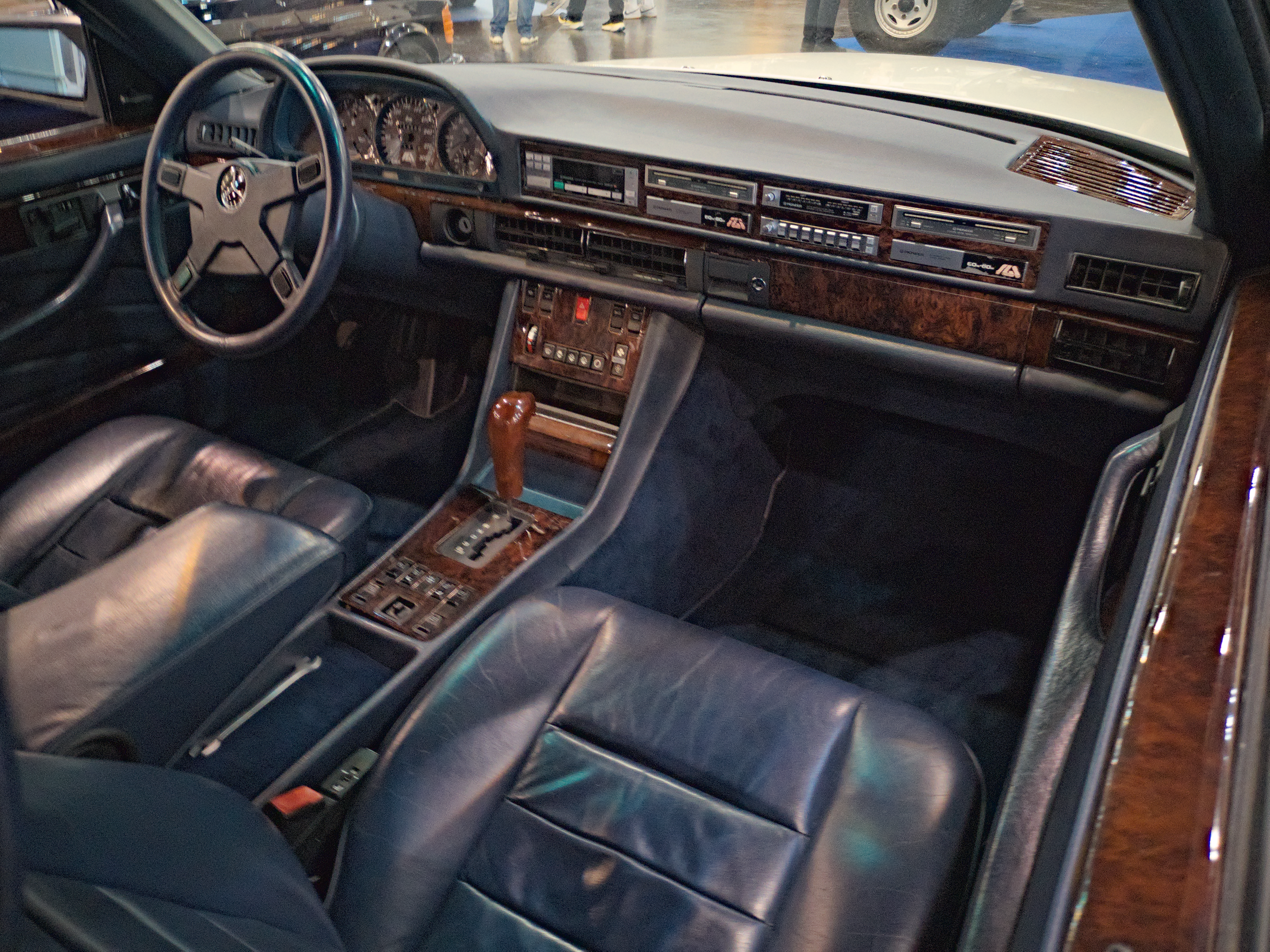
Armaturenbrett der Styling Garage mit Stereoanlage von Pioneer

Einige Firmen veränderten das Fahrzeug jedoch nur dezent. Hier kamen neben geänderten Stoßfängern und Schwellerleisten gerne die US-Scheinwerfer der ersten Serie zum Einsatz. Eine Tieferlegung des Fahrwerks sowie die Verwendung von Breitreifen auf Leichtmetallrädern war bei allen Umbauvarianten die Regel. Beliebt waren auch Radlaufchromleisten, durch deren Anbringung allerdings oft Rostschäden an der Karosserie verursacht wurden.
Die Firma „Custom City“ aus Südafrika baute einen spektakulären Leichenwagen auf Basis des W 126, der oft mit einem Show-Fahrzeug verwechselt wird. Es handelt sich im Prinzip um eine Stretch-Limousine mit einem kombiartigen Heckaufbau und drei Hinterachsen.
Die Firma Binz baute eine Kombi-Version der Baureihe 126.

#### Bekannte Fahrzeuge für prominente Personen
Sehr bekannt durch die Fachpresse wurden die zahlreichen für Hamad bin Hamdan al Nahyan, auch als „Regenbogenscheich“ bezeichnet, gefertigten Fahrzeuge. Dessen Familienwappen zeigt einen Regenbogen. Er orderte stets weiß lackierte Fahrzeuge mit vergoldeten Chromteilen und einem umlaufenden Zierstreifen in Regenbogenfarben. Heute tauchen gelegentlich Fahrzeuge aus seinem Bestand auf dem deutschen Gebrauchtwagenmarkt auf.
Die größte Bekanntheit erlangten jedoch seine sechs W 126 Modelle, von denen jeder komplett in einer Farbe des Regenbogens lackiert war (Rot, Orange, Gelb, Grün, Blau, Violett). Das Besondere an diesen Fahrzeugen war, dass alle Details des Fahrzeugs in Wagenfarbe gehalten waren, von den Holzblenden im Innenraum über die Zifferblätter der Instrumente bis hin zu den Chromteilen im Außenbereich. Selbst die erhabenen Teile der vorderen Blinkleuchten und der Heckleuchten waren in Wagenfarbe gehalten. Kurios: Den Fahrzeugen lagen jeweils zwei AK-74 bei, die ebenfalls in Wagenfarbe gehalten waren.
Für Juliana von Oranien-Nassau, ehemalige Königin der Niederlande, wurde eine W 126 Limousine von der Schweizer Firma Caruna zum viertürigen Cabrio umgebaut. Das Fahrzeug kam in Porto Ercole, dem Sommersitz der Königsfamilie, zum Einsatz.
Nelson Mandela bekam im Jahr 1990 einen roten Mercedes 500 SE von den Arbeitern der Mercedes-Benz South Africa geschenkt, den diese in ihren Freischichten fertigstellten.

#### Monteverdi Tiara

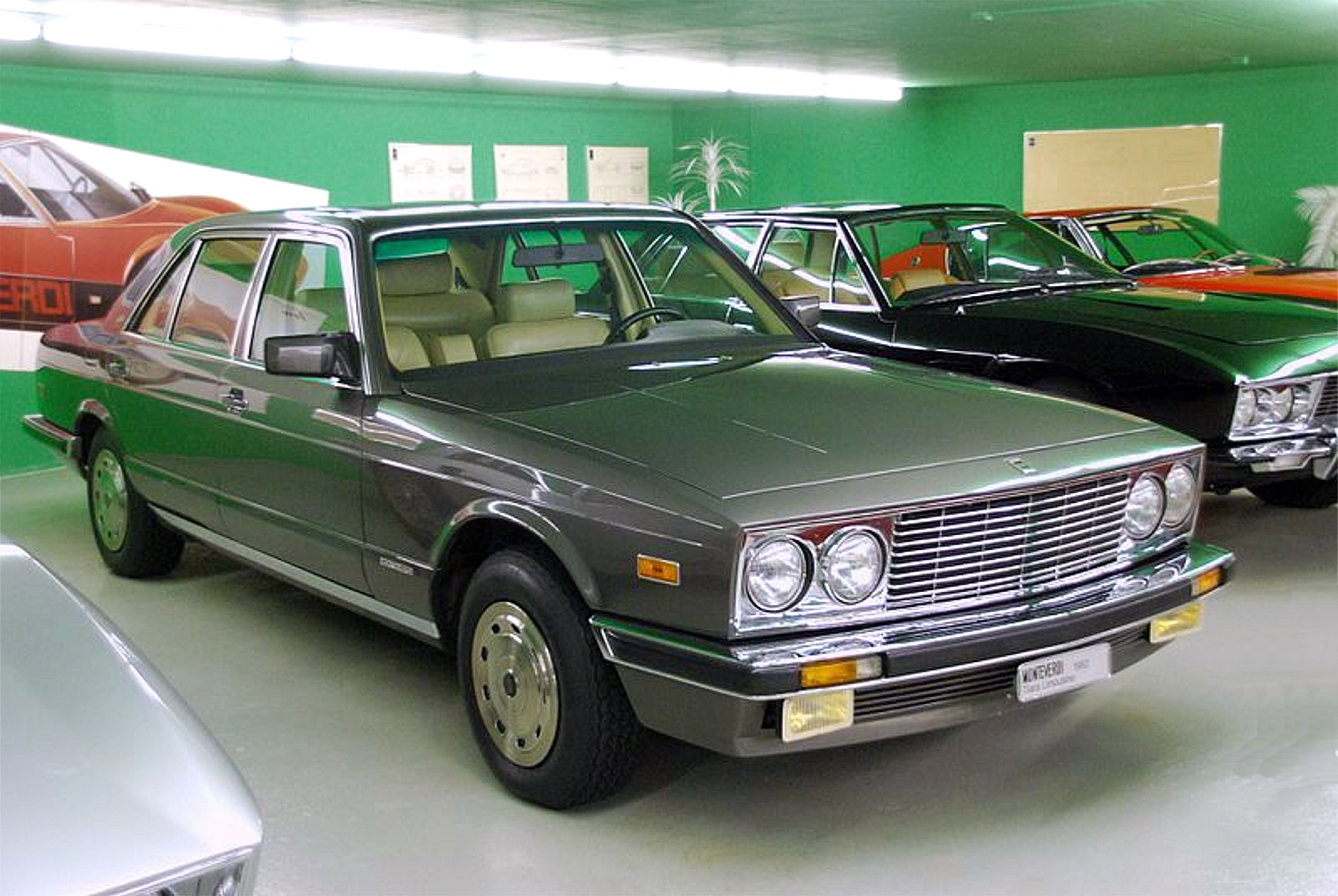
Monteverdi Tiara

Der Schweizer Automobilhersteller Monteverdi stellte 1982 den Monteverdi Tiara vor, eine viertürige Limousine auf der Basis der Baureihe 126. Der Tiara hat die Karosserie und die Antriebstechnik mit den 3,8 l und 5,0 l V8-Motoren der V 126 Modelle mit langem Radstand, allerdings wurden die Front- und Heckpartie gänzlich neu gestaltet. Die Wagenfront war eckig; sie erhielt vier in Chrom eingefasste Rundscheinwerfer. Am Heck installierte Monteverdi die Rückleuchten des Peugeot 505. Die voluminösen Stoßfänger der Serienmodelle wurden durch schmale, im Chrom eingefasste Einheiten ersetzt; die sogenannten Sacco-Bretter entfielen. Im Innenraum wurden breitere, aber flachere Kopfstützen und ein anderes Lenkrad eingebaut. Monteverdi plante, die Tiara-Limousine ab 1982 über das Mercedes-Händlernetz vertreiben zu lassen. Eine Serienfertigung kam allerdings nicht zustande. Mindestens drei Exemplare wurden hergestellt. Monteverdi bot sie zu einem Verkaufspreis von 183.000 Schweizer Franken an.